# Tréguier
Tréguier (/tʁe.gje/), Landreger en breton, est une commune, chef-lieu  de canton du département des Côtes-d'Armor, dans la région Bretagne, en France.
Tréguier est la capitale historique du Trégor. Cathédrale, ruelles et maisons à pans de bois comptent parmi les éléments caractéristiques de cette ancienne cité épiscopale.

## Géographie

### Description

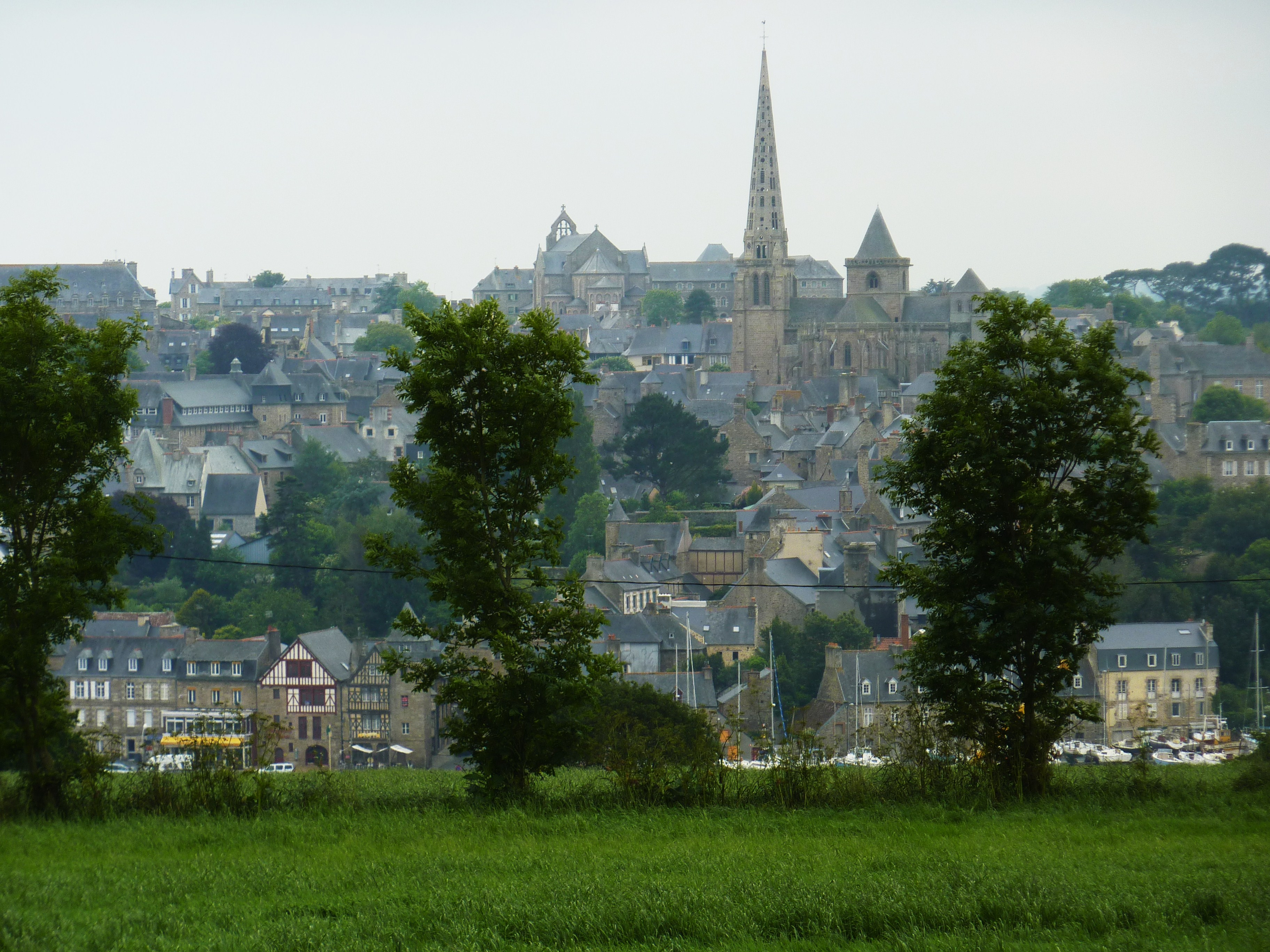
Tréguier vu de la rive droite du Jaudy (côté Trédarzec).

« C'est un vrai triangle dont les côtés sont formés par le Jaudy, le Guindy et la commune de Minihy ».
La petitesse du territoire communal (153 hectares) bloque l'essor de la ville (même si, en 1836, Tréguier a annexé les Buttes, le faubourg de Kerfant et la chapelle Saint-Michel qui dépendaient jusque-là de la commune voisine du Minihy-Tréguier) et a longtemps freiné le réaménagement urbain. En 1927 a été percé le boulevard Anatole Le Braz, qui passe sous les voûtes de la mairie et permet un accès direct au pont franchissant le Guindy en direction de Plouguiel.

### Hydrographie
Tréguier est située au confluent du Jaudy et du Guindy ; la Rivière de Tréguier étant la ria ou l'estuaire, large de 250 à 500 mètres selon les endroits, commun aux deux cours d'eau, Tréguier occupant le site de leur presqu'île de confluence. Ces vallées découpent le plateau du Trégor et le centre de la ville s'étant implanté sur le promontoire entre les deux vallées. Celles-ci ont découpé le plateau du Trégor et la ville s'est développée sur les deux escarpements limitant ce lambeau de plateau jusqu'à la rive droite du Guindy et la rive gauche du Jaudy. Longtemps, les rives opposées du Jaudy et du Guindy opposées à Tréguier n'ont été reliées à la cité que par des bacs (bacs de Canada, attesté dès 1619, l'origine du nom est inconnue, et de Saint-Sul) pour franchir le Jaudy, ou au prix d'un assez long détour via un petit pont à hauteur du village du Guindy, pour rejoindre Plouguiel en franchissant le Guindy.
« Dès le XIVe un passeur de bac assurait la liaison très régulièrement entre Tréguier et la presqu’île : la redevance, droit féodal typique, était versée à l’évêque auquel appartenaient les deux rives, y compris le moulin. »
Tréguier est une ville-port de fond de ria, comme le sont de nombreuses autres villes bretonnes comme Dinan, La Roche-Derrien, Morlaix, Landerneau, Quimper, Quimperlé, etc., donnant sur la Manche toute proche.
Le port, situé à 9 km de la mer, a une activité attestée dès le Moyen Âge (des bateaux de faible tirant d'eau pouvaient alors remonter l'estuaire  et un trafic de sable, de pierre, de blé ou de lin créa à cet égard un véritable négoce jusqu'à la fin du XVe siècle. Situé sur la rive gauche du Jaudy juste avant la confluence avec le Guindy, il est désormais accessible, grâce à sa profondeur, à des bateaux d'assez fort tonnage et, si c'est encore un port de commerce au trafic modeste, c'est désormais surtout un port de plaisance équipé de cinq pontons flottants et d'une capacité d'accueil de 330 places.

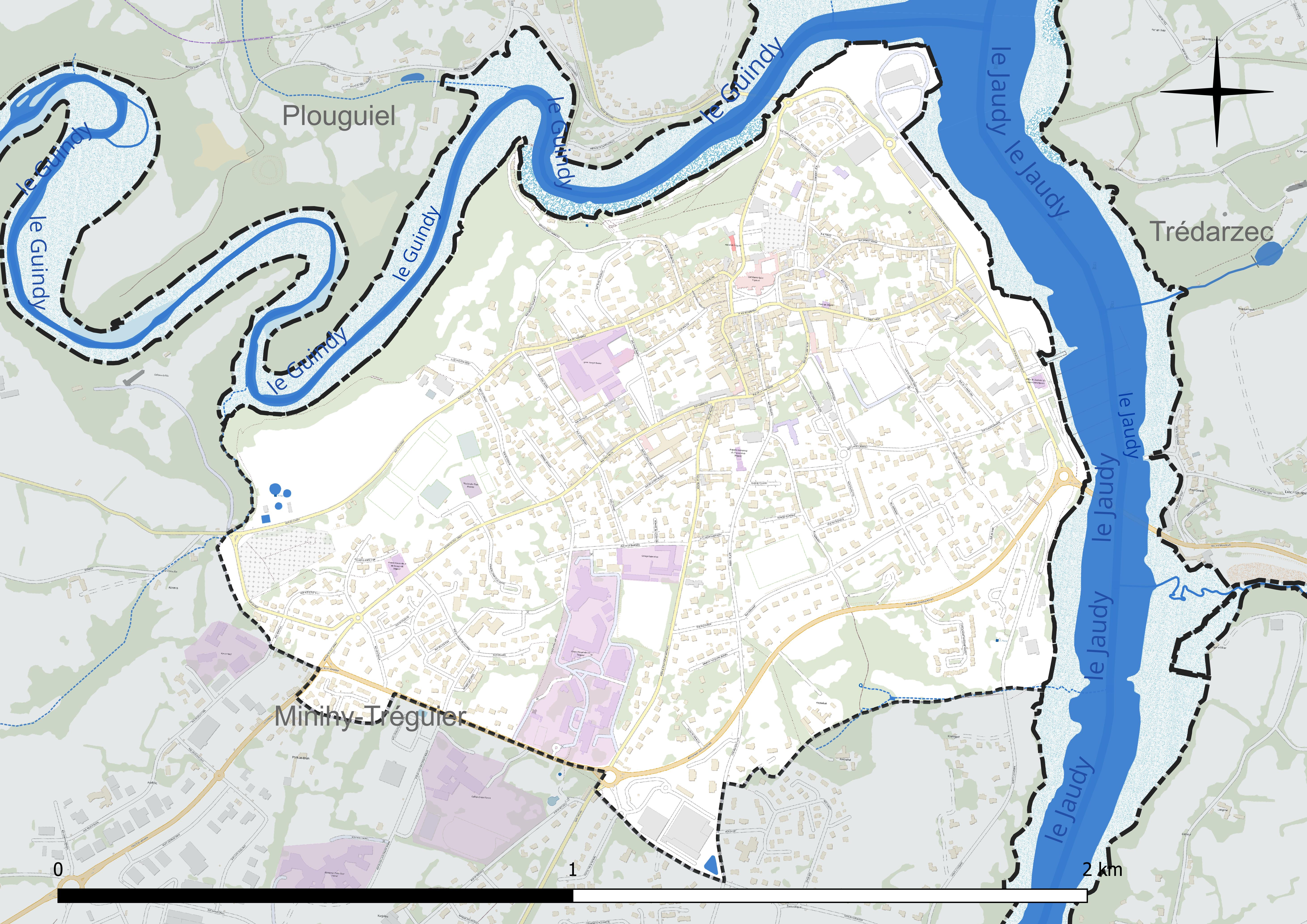
Réseau hydrographique de Tréguier.

### Voies de communication
Tréguier n'est pas desservi par une voie expresse. La D 786, ancienne route nationale devenue départementale, la relie à Saint-Brieuc (direction vers ou depuis Rennes et Paris) et à Lannion où se trouve l'aéroport le plus proche.
Les gares les plus proches sont celles de Paimpol, Lannion, Guingamp et Saint-Brieuc.

### Climat
Pour des articles plus généraux, voir Climat de la Bretagne et Climat des Côtes-d'Armor.
En 2010, le climat de la commune est de type climat océanique franc, selon une étude du CNRS s'appuyant sur une série de données couvrant la période 1971-2000. En 2020, Météo-France publie une typologie des climats de la France métropolitaine dans laquelle la commune est exposée à un climat océanique et est dans la région climatique  Finistère nord, caractérisée par une pluviométrie élevée, des températures douces en hiver (6 °C), fraîches en été et des vents forts. Parallèlement l'observatoire de l'environnement en Bretagne publie en 2020 un zonage climatique de la région Bretagne, s'appuyant sur des données de Météo-France de 2009. La commune est, selon ce zonage, dans la zone « Intérieur  », exposée à un climat médian, à dominante océanique.  
Pour la période 1971-2000, la température annuelle moyenne est de 11,4 °C, avec  une amplitude thermique annuelle de 9,9 °C. Le cumul annuel moyen de précipitations est de 832 mm, avec 13,6 jours de précipitations en janvier et 6,9 jours en juillet. Pour la période 1991-2020, la température moyenne annuelle observée sur la station météorologique la plus proche, située sur la commune de La Roche-Jaudy à 5 km à vol d'oiseau, est de 11,8 °C et le cumul annuel moyen de précipitations est de 887,1 mm,. Pour l'avenir, les paramètres climatiques de la commune estimés pour 2050 selon différents scénarios d’émission de gaz à effet de serre sont consultables sur un site dédié publié par Météo-France en novembre 2022.

## Urbanisme

### Typologie
Au 1er janvier 2024, Tréguier est catégorisée bourg rural, selon la nouvelle grille communale de densité à 7 niveaux définie par l'Insee en 2022.
Elle appartient à l'unité urbaine de Tréguier, une agglomération intra-départementale dont elle est ville-centre,. Par ailleurs la commune fait partie de l'aire d'attraction de Tréguier, dont elle est la commune-centre,. Cette aire, qui regroupe 2 communes, est catégorisée dans les aires de moins de 50 000 habitants,.
La commune, bordée par l'estuaire du Jaudy, est également une commune littorale au sens de la loi du 3 janvier 1986, dite loi littoral. Des dispositions spécifiques d’urbanisme s’y appliquent dès lors afin de préserver les espaces naturels, les sites, les paysages et l’équilibre écologique du littoral, tel le principe d'inconstructibilité, en dehors des espaces urbanisés, sur la bande littorale des 100 mètres, ou plus si le plan local d’urbanisme le prévoit.

### Occupation des sols
L'occupation des sols de la commune, telle qu'elle ressort de la base de données européenne d’occupation biophysique des sols Corine Land Cover (CLC), est marquée par l'importance des territoires artificialisés (83,2 % en 2018), en augmentation par rapport à 1990 (71,3 %). La répartition détaillée en 2018 est la suivante : 
zones urbanisées (83,2 %), zones agricoles hétérogènes (8,5 %), eaux continentales (8,3 %). L'évolution de l’occupation des sols de la commune et de ses infrastructures peut être observée sur les différentes représentations cartographiques du territoire : la carte de Cassini (XVIIIe siècle), la carte d'état-major (1820-1866) et les cartes ou photos aériennes de l'IGN pour la période actuelle (1950 à aujourd'hui).

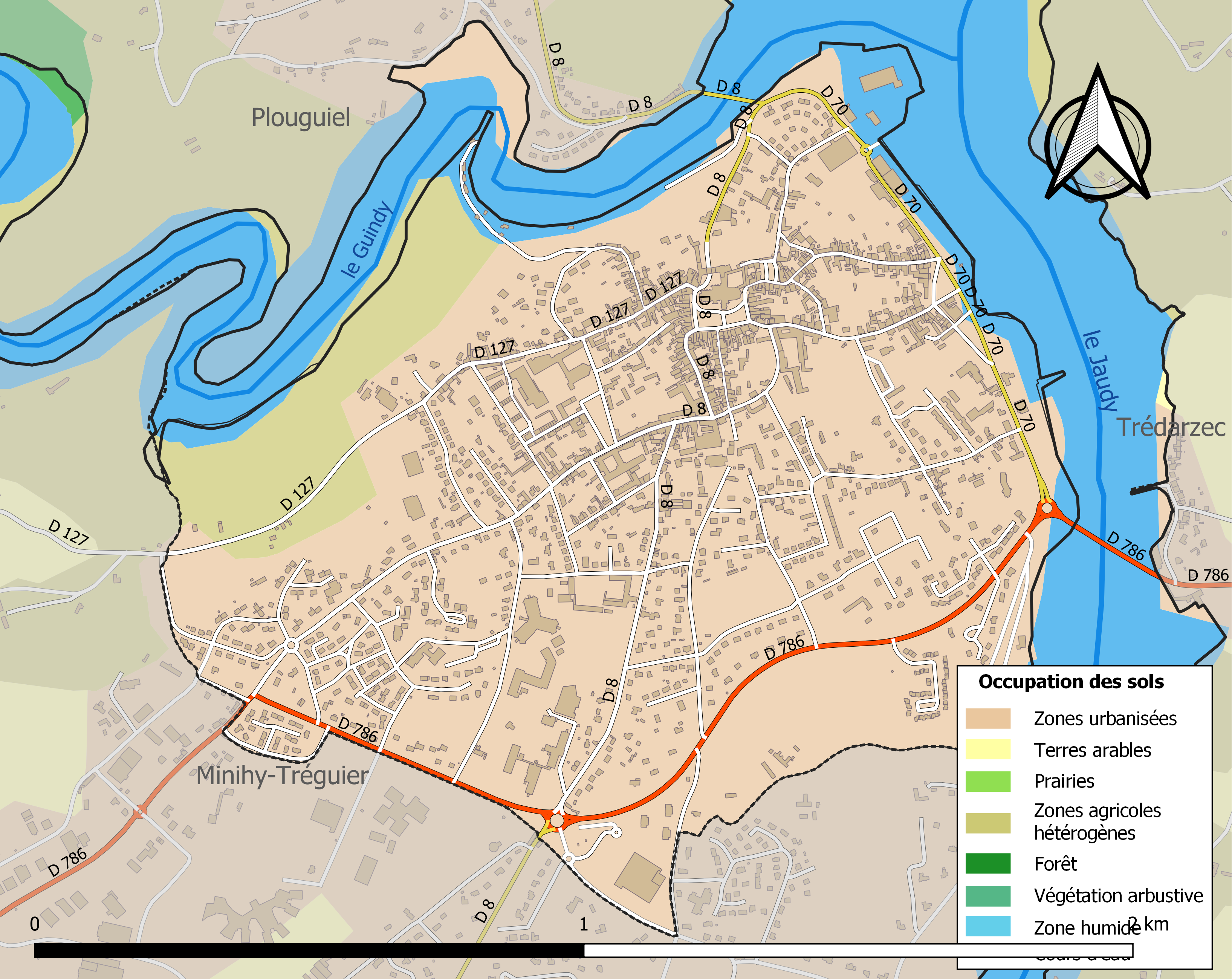
Carte des infrastructures et de l'occupation des sols de la commune en 2018 (CLC).

## Toponymie
Le nom de la localité est attesté sous les formes monasterium Sancti Tutuali Pabut vers 1050, Sanct Pabu-Tual en 1086, Saint Pabu vers la fin du XIIe siècle, Seintpabu en 1230, Lantreguer en 1267, Lantriguier en 1296, Landreguer en 1330, Landriguier en 1376, Lantreguier et Tréguier en 1394, Lantreguer en 1441 et en 1468, Ploelantreguer en 1437 et en 1486, Ploelantreguier en 1543, Ploulan-Treguier en 1663.
Antérieurement le lieu était dénommé « Saint-Pabu », Pabu étant l'un des noms sous lesquels est connu saint Tugdual. Le monastère est dénommé « Saint Tutual Pabu » dans la Chronique de Nantes compilée vers 1050 et un acte de 1086 parle de Hugues de Saint Pabu-Tual, évêque de Tréguier (« episcopus Trigarensis »).
Trégor → Tréguier procèdent du nom des Tricorii > Trechor, ethnonyme gaulois dont le sens est « les trois troupes, les triples armées », correspondant peut-être à trois peuplades gauloises,. Il est composé de tri « trois » semblable au breton tri « trois » et corios (pluriel corii) proche du vieil irlandais cuire « troupe, armée » et du vieux breton cor- (élément de composé) « troupe ». Tricorii rappelle immédiatement Petrucorii « les quatre armées » qui ont laissé leur nom au Périgord et à Périgueux selon un processus similaire. Les Tricorii ne sont mentionnés ni parmi les peuples armoricains ni parmi ceux de Grande-Bretagne.
Le lieu entre dans l'histoire ou dans la légende vers 532-535 avec le moine gallois Tugdual qui y aurait fondé un monastère dénommé Lan Trécor en breton, devenu « Landreger », toponyme qui donnera son nom actuel à la ville, mais ce toponyme (sous la variante Landreguer) n'apparaît qu'en 1330.
Le nom en breton de la commune est  Landreger.

## Histoire

### Saint Tugdual et la création de l'évêché
Tréguier provient du démembrement de la paroisse primitive de l'ancienne Armorique, Ploulandreguer, qui englobait aussi outre le territoire de Tréguier, celui de Minihy-Tréguier.
Tugdual est consacré évêque de Landreger vers 542. Il fut le premier évêque d'un siège épiscopal particulièrement important en Bretagne jusqu'à sa suppression lors de la Révolution française. Nous ne savons en réalité que peu de choses de l'existence de Tugdual, même pas la date précise de sa mort qui serait survenue un 30 novembre en 553, 559 ou 564. Il serait le fils d'Alma Pompa (sainte Pompée) et de Hoël Ier, 8e roi d'Armorique. Originaire de Grande-Bretagne, Tugdual aurait émigré en Armorique accompagné de sa mère. Il semble qu'autour de son monastère se soit rapidement constituée une importante agglomération.

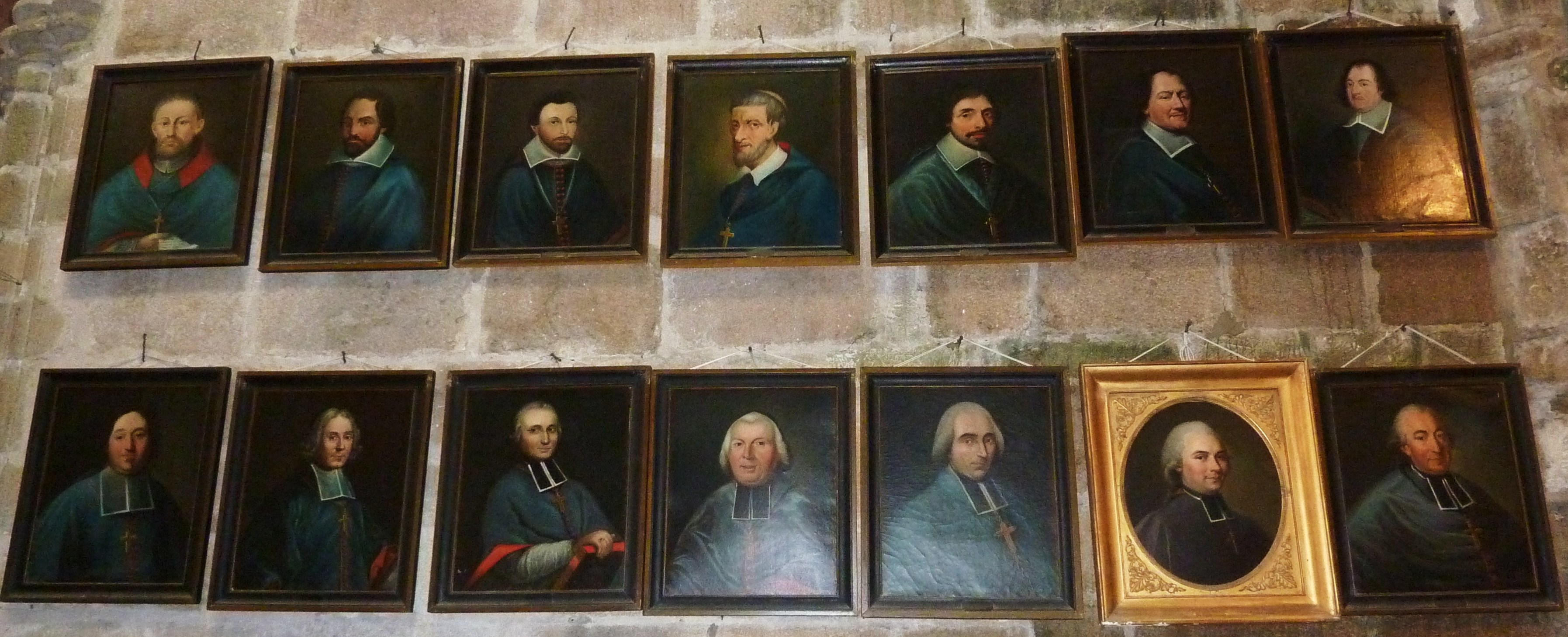
Portrait des 14 évêques de Tréguier entre 1587 et 1801 (cathédrale Saint-Tugdual).

C'est ainsi que Tréguier fut et demeure une étape obligée du Tro Breiz, pèlerinage aux sept saints fondateurs bretons.
L'ancienne cathédrale, probablement en bois, n'a laissé aucune trace ; on suppose qu'elle était située à peu près au même emplacement que l'édifice actuel et était dédiée à saint André.
En 848, Nominoë, roi de Bretagne, fit de cet évêché-abbaye un évêché séculier et Tréguier resta siège d'évêché jusqu'en 1790. Peu de temps après surviennent les premières raids vikings commandées par Hasting (en réalité Hásteinn, dont le nom est systématiquement latinisé en Hastingus, d'où la forme moderne Hasting). La ville est abandonnée quand un certain Gratien entreprit de relever la cathédrale (970) dédiée cette fois-ci à saint Tugdual. La tour nommée Hastings ou Hasting ferait référence au nom d'un chef Viking à qui la tradition attribue la destruction de Tréguier à la fin du IXe siècle, et non du célèbre Hasting, en réalité, cette tour date du XIIe siècle et aucun mobilier archéologique ne vient conforter l'hypothèse d'une présence viking à Tréguier.

### Moyen Âge

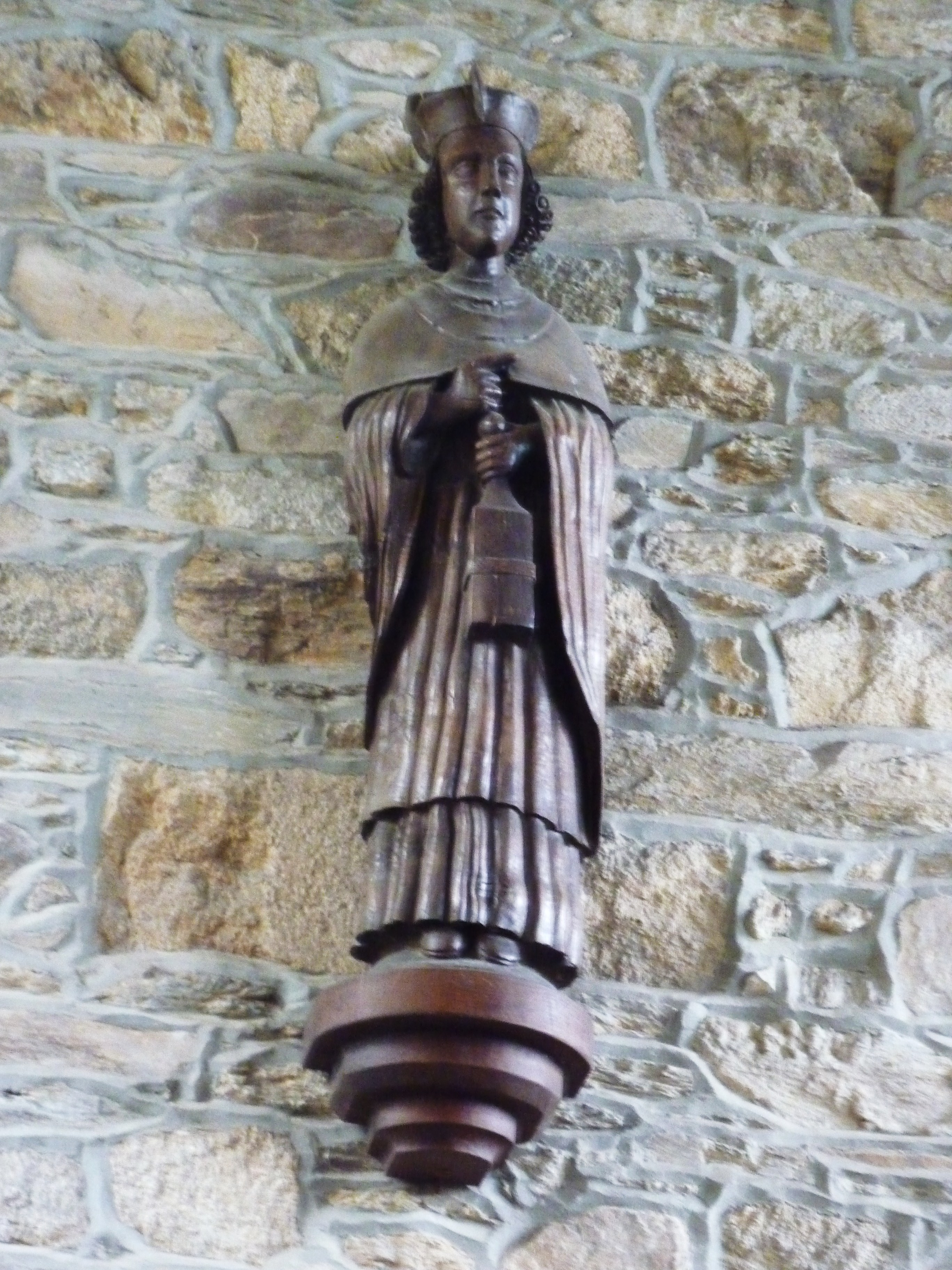
Statue de saint Yves à l'hôtel de ville.

La cité est nommée Saint-Pabu (autre nom de saint Tugdual) ou des variantes de ce nom du XIe siècle au XIIIe siècle.
Un autre ecclésiastique est à l'origine de la renommée de la ville : Yves de Kermartin, plus connu sous le nom de Yves de Tréguier ou saint Yves, le saint patron des avocats, né vers 1253 à Minihy, au manoir de Kermartin, défenseur des pauvres contre la puissance des riches. La cathédrale actuelle, de style gothique, est ainsi édifiée (à partir de 1339 par l'évêque Richard du Poirier, en ce qui concerne le corps de l'église) à la gloire de saint Yves (canonisé en 1347) qui y est enterré même si la guerre de Succession de Bretagne paralyse un temps les travaux qui durent près d'un siècle (1339-1435).
La paroisse de Tréguier « parrochia Trecorensis » est citée dès 1330. En 1412, Tréguier obtient le statut de ville[C'est-à-dire ?]. Un sénéchal ducal puis royal existe dans la ville dès 1260 et jusqu'en 1576. Par la suite, l'évêque de Tréguier, qui porte aussi le titre de « comte de Tréguier » a pouvoir de haute et basse justice. Le revenu de son évêché est de 20 000 livres.
« Il se forma naturellement une petite ville autour de l'évêché, mais la ville laïque, n'ayant pas d'autre raison d'être que l'église, ne se développa guère. Le port resta insignifiant ; il ne se constitua pas de bourgeoisie aisée ».
De 1450 à 1479, edt construit autour de cette cathédrale un cloître gothique qui abrite le tombeau de plusieurs défenseurs et religieux de la cité épiscopale dont Jean V, duc de Bretagne et Saint Yves, le patron des avocats. Ce cloître a même accueilli le marché de la ville, les marchands payant redevance aux chanoines.
En 1499, est imprimée dans la ville le premier dictionnaire breton connu, le Catholicon.
Vers 1505, la duchesse Anne de Bretagne, reine de France, effectue un pèlerinage sur le tombeau de saint Yves.
Entre 1589 et 1592, la ville de Tréguier est ravagée à plusieurs reprises par les Ligueurs. Cette période de l'histoire de la Bretagne est synonyme de guerre de religion entre catholiques radicaux (soutenus par les Espagnols) et protestants (soutenus par le roi de France et l'Angleterre). Les catholiques faisaient partie de la Ligue ou Sainte Union et étaient dirigés par Philippe-Emmanuel de Lorraine, duc de Mercœur, les protestants et royalistes par le roi Henri IV. Tréguier se range du côté des royalistes ainsi que la ville de Lannion. La fin de cette guerre en 1598 aboutit à la reddition de Mercœur et par la proclamation du fameux édit de Nantes. Entre 1604 et 1616, Adrien d'Amboise est évêque de Tréguier.

### XVIIeetXVIIIesiècles: une cité religieuse
Aux XVIIe et XVIIIe siècles, Landreger était divisée en deux paroisses, celle de Saint-Sébastien de la Rive (« parochia Sancti-Sebastiani aliter de Ripa ») à l'est de la cathédrale et celle de Saint-Vincent de L'Hôpital à l'ouest de la cathédrale. La partie rurale, au sud, constituait le fief de l'évêque de Tréguier et forma par la suite la paroisse du Minihy-Tréguier.
« Les couvents pullulèrent à partir du XVIIe siècle. Des rues entières étaient formées des longs et hauts murs de ces demeures cloîtrée. L'évêché, belle construction du XVIIe siècle, et quelques hôtels de chanoines étaient les seules maisons civilement habitables. Au bas de la ville, à l'entrée de la Grand'Rue, flanquée de constructions en tourelles, se groupèrent quelques maisons destinées aux gens de mer ».
Les plans de Tréguier à l'époque montrent l'importance des constructions religieuses dans la ville entre le XVe et le XVIIIe siècle, avec de nombreux lieux de culte souvent aujourd'hui disparus (chapelle Saint-Ruellin, chapelle Saint-Fiacre, chapelle Saint-Michel, couvent Saint-François) ou existant encore comme l'Hôtel-Dieu fondé en 1654, tenu par les « Religieuses hospitalières de la Miséricorde de Jésus » qui suivaient la règle de saint Augustin (Augustines) qui soignent les malades et recueillent les enfants abandonnés, auxquels s'ajoutent au XVIIe siècle un séminaire fondé en 1646 par l'évêque Balthasar Grangier de Liverdis et tenu par les lazaristes auquel s'ajoute un collège enseignant de la sixième à la classe de philosophie et destiné à la formation des futurs séminaristes, en 1625 le couvent des Ursulines, en 1667 le couvent des Sœurs de la Croix, en 1782 celui des Paulines) en plus de la cathédrale, du cloître, du palais épiscopal, des demeures des chanoines du chapitre de la cathédrale, les hôtels de la psalette (école de psaumes, chants religieux), de la chantrerie (chorale), etc.. Il existait aussi au XVIIIe siècle un « hôpital général » tenu par les Paulines qui faisait en fait fonction d'hospice pour enfants et vieillards. « Les garçons hospitalisés font de la toile, les filles filent le lin et l'étoupe » écrit René Durand.
Sur le plan économique et commercial, la ville s'est peu développée, comme étouffée par l'existence d'un clergé dont la présence est partout sensible, ce qui a amené Renan, en son temps, à parler de Tréguier comme d'un « vaste monastère ».

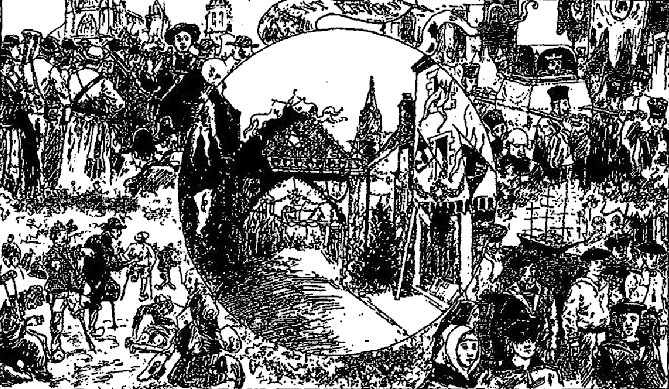
Les fêtes (Pardon) de saint Yves à la fin du XIXe siècle.

Les Pardons de saint Yves étaient un moment très important dans la vie de la ville: « Ce jour-là, les hôtels regorgeaient de clients, et aussi les maisons particulières louaient aux voyageurs venus de toutes les diligences des environs. Les prêtres, arrivant en foule de tous les pays d'alentour, emplissent le séminaire qui déborde jusqu'en l'église où plus d'un bon abbé passe la nuit dans les stalles du chœur » écrit Constant de Tours en 1892. Il poursuit: « Dès le matin du grand jour, l'animation est extraordinaire : guirlandes de verdure, fleurs, décorations aux couleurs jaunes et noires […], arcs de triomphe […]. Des mendiants invraisemblables, un peuple de bohémiens en guenilles, grouille le long des chemins semés de fleurs : lépreux, nains, estropiés, amputés qui n'ont même plus une main à tendre et à qui l'on jette l'aumône dans une sébille posée à terre devant eux ».
Cette impression est partagée par d'autres, par exemple Michel Salomon à la fin du XIXe siècle : « Bientôt je m'engageai dans une de ces longues rues bordées de couvents qui font la grave physionomie de Tréguier. Et bientôt après un détour, au fond d'une place plantée d'arbres, je vis se profiler sous un ciel pâle la silhouette de la cathédrale. […] Elle domine, elle écrase tout, altière au milieu de cette ville épiscopale dont elle fut la vie ».
À la fin du XIXe siècle également, André Petitcolin écrit à propos de Tréguier : « L'ancienne cité épiscopale a l'austérité monacale […]. Elle est ville par ses demeures armoriées, ses tours carrées […] ; elle est village par ses granges, ses pigeonniers, ses cours de fermes ».
Ernest Renan a décrit ainsi Tréguier : « Une ville tout ecclésiastique, étrangère au commerce et à l’industrie, un vaste monastère ou nul bruit du dehors ne pénétrait, où l’on appelait vanité ce que les autres hommes poursuivent, et où ce que les laïques appellent chimère passait pour la seule réalité. »

### Révolution
En 1789, Tréguier est en majorité favorable aux idées nouvelles. Cela étant, certains s'opposent à ce mouvement révolutionnaire ; c'est le cas de l'évêque de Tréguier, Augustin-René-Louis Le Mintier. Comme il s'est exilé en Angleterre avec son valet, c'est une de ses fidèles, Ursule Taupin, qui va être victime de la Terreur et être guillotinée place du Martray pour avoir abrité chez elle des prêtres réfractaires. Son courage face à la mort a beaucoup marqué les trécorrois.  
Son mari, Pierre Taupin, valet de l'évêque exilé, revient à Tréguier pour se venger. Soupçonné d'avoir assassiné dans son lit le chef du tribunal révolutionnaire qui a condamné sa femme et dispersé ses cinq enfants, il va par la suite semer l'effroi dans tout le Trégor. Finalement attrapé, il est condamné et envoyé au bagne en Guyane. De manière rocambolesque, il s'en échappe et revient une nouvelle fois à Tréguier, pour prendre la tête d'une petite armée de chouans. La "bande à Taupin" terrorise les trégorrois, dans les villes énormément de moyens sont déployés pour s'en préserver. Il est finalement abattu au cours du combat de Tréglamus en 1800, lors d'une embuscade.
Au cours de l'hiver 1794, le bataillon des volontaires d'Étampes mit à sac tous les monuments religieux de la ville : ainsi disparurent presque tout le mobilier, la statuaire, l'orfèvrerie, les vitraux…
La cathédrale servit d'écurie et fut tellement saccagée qu'elle ne put servir au culte imposé de l'Être suprême (reconnaissance d'un être suprême et de l'immortalité). Ce culte s'opposait au culte de la Raison instauré par Chaumette en 1793.

### XIXesiècle
Ernest Renan décrit la déchéance de Tréguier à la suite de la Révolution : « La Révolution, pour ce nid de prêtres et de moines fut en apparence un arrêt de mort. (...) Le Concordat supprima l'évêché. La pauvre ville, décapitée, n'eut même pas un sous-préfet ; on lui préféra Lannion et Guingamp, villes plus profanes, plus bourgeoises. (...) L'ancien séminaire servit à l'établissement d'un collège ecclésiastique très estimé dans toute la province.
La Restauration redonne à Tréguier une certaine importance religieuse : si la ville n'est plus siège d'évêché, un nouveau séminaire s'y ouvre après la tourmente révolutionnaire dès 1816, installé dans un premier temps dans l'Auberge du Lion d'Or, puis dans l'ancien collège, avant de réintégrer les locaux de l'ancien séminaire lazariste ; c'est là que le jeune Ernest Renan fit ses études secondaires entre 1832 et 1838 (un musée lui est dédié dans la maison qui le vit naître en 1823). Une nouvelle chapelle y est inaugurée en 1897. Ce collège où étudia Renan fut détruit en 1911 et se trouvait à l'emplacement de l'actuelle Place de République.
Le XIXe siècle est la période où Tréguier connaît un certain développement économique grâce aux cultures de légumes primeurs et à son activité portuaire. La pêche des poissons, crustacés, coquillages (huîtres) en Rivière de Tréguier y est active comme le prouve une réglementation datant de 1853. En 1896, 230 bateaux montés par 390 hommes participent à la pêche aux huîtres sur les bancs naturels (la pêche ne dure que quelques heures un jour de mars) de la Rivière de Tréguier. Cette activité décline progressivement : en 1904, 108 bateaux et, en 1905, 87 bateaux de Tréguier et des environs participent à la pêche aux huîtres par dragage. On y arme aussi pour la pêche à la morue dans les parages de l'Islande.
Mais la commune n'a pas les moyens de s'ériger en véritable cité si l'on en croit ce témoignage daté de 1885 environ : « Tréguier est tout en bois et mal bâti. Ses rues sont raides, son pavé fatigant. Sa cathédrale est d'un gothique grossier, et par-dessus cela aussi sale que peut l'être une église bretonne ».

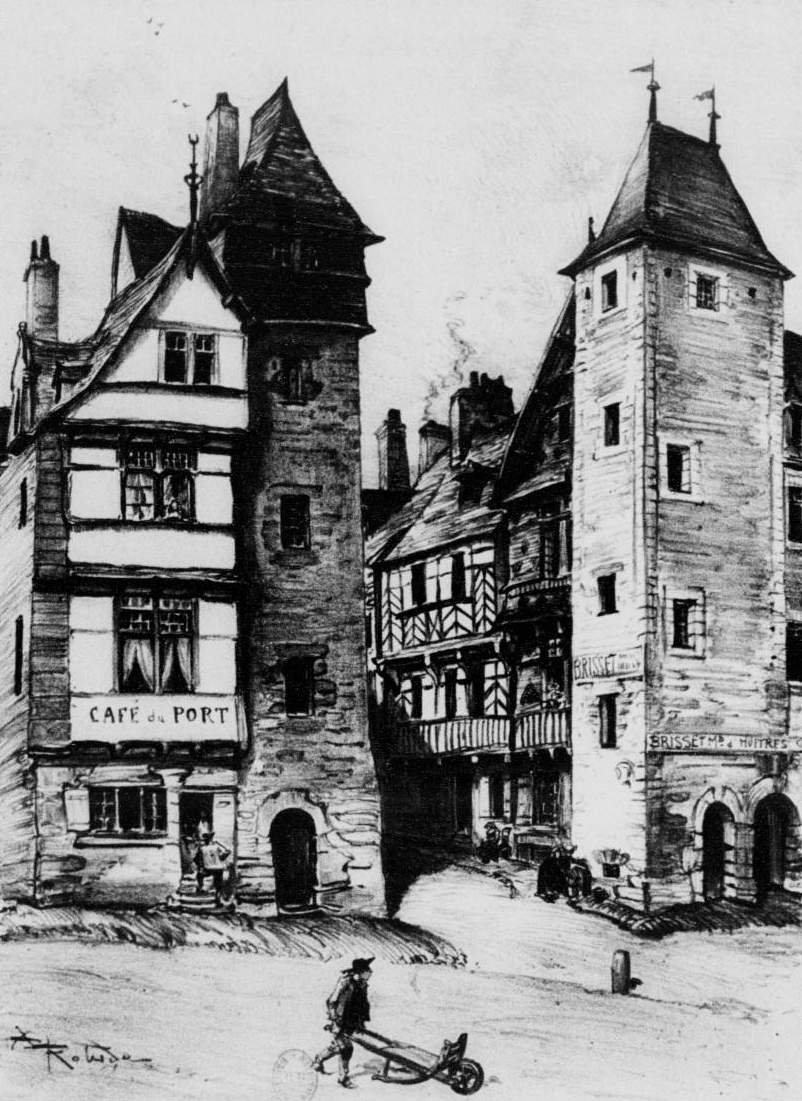
L'entrée de Tréguier, depuis le port, vers 1900 (lithographie d'Albert Robida).

Des descriptions plus flatteuses existent aussi : Anatole Le Braz, qui arrive par la Rivière de Tréguier, a écrit : « Tréguier surgit, lumineuse, poussée d'un seul jet, ainsi qu'une ville de rêve, avec les teintes pourprées de ses vieux toits, son peuple de clochetons et la flèche de sa cathédrale, toute rose […]. Tréguier m'apparût ce jour-là comme une cité merveilleuse au milieu d'un paysage enchanté ».
La situation en presqu'île de confluence de la ville était depuis toujours une gêne pour les communications terrestres vers les rives opposées du Guindy et du Jaudy: aucun pont n'existait et seuls des bacs permettaient de rejoindre Trédarzec. En 1834, la construction de la « passerelle Saint-François » permet aux piétons et aux chevaux de franchir le Guindy, donc d'accéder plus aisément à Plouguiel et en 1835 la construction du premier pont suspendu en Bretagne, le « pont Canada », à péage, dénommé ainsi car construit à l'emplacement de l'un des deux bacs qui partait d'un lieu-dit ainsi appelé, permet de franchir le Jaudy. En 1832, M. Ozou, négociant à Tréguier propose ce projet. En 1833, débute la construction du pont, qui est achevé en avril 1834. Le 25 mai 1834 le pont Canada est ouvert à la circulation. La construction de ce pont suscita une vive opposition des habitants de La Roche-Derrien car il empêchait désormais la remontée des bateaux jusqu'à cette localité, c'est pourquoi il fut détruit en 1886, remplacé temporairement par un bac, puis par un pont métallique n'entravant pas la navigation car il disposait d'une travée mobile, lui-même remplacé après la Seconde Guerre mondiale, en 1954. En 1921, s'y est ajouté le pont du chemin de fer.

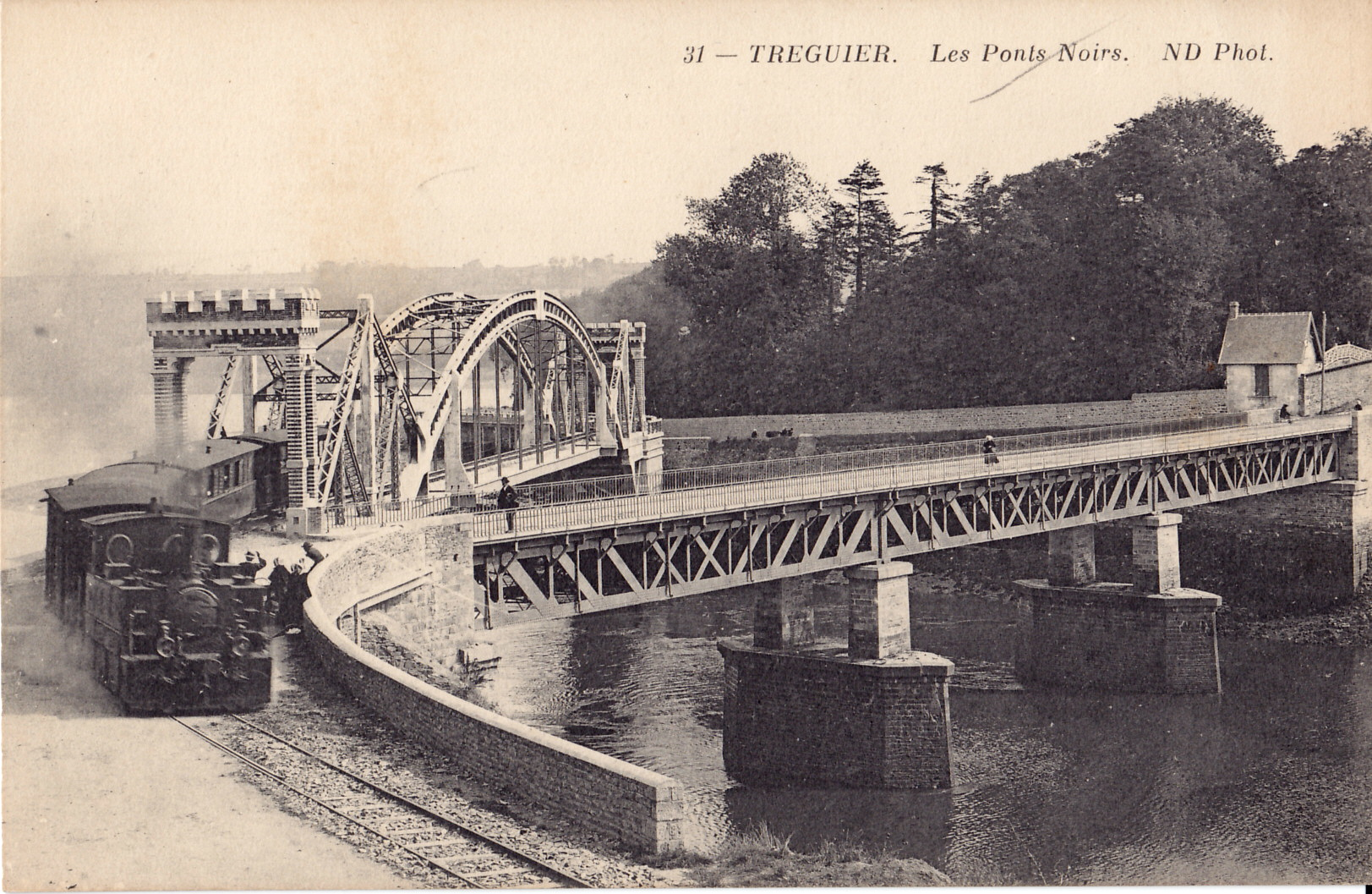
Les deux ponts noirs dans les années 1900 :
- le pont routier de 1893 à droite ;
- le pont ferroviaire à gauche, avec un train des Chemins de fer des Côtes-du-Nord traversant la route.

Le Guindy fut lui franchi par un ensemble de deux ponts : les Ponts Noirs, le premier, supportant une route, a été mis en service en 1893, et le second a été construit pour une des lignes des Chemins de fer des Côtes-du-Nord par Louis Auguste Harel de La Noë.
Le premier de ces ouvrages a été détruit en 1972, le second en 1952.

### XXesiècle
La ville et le port sont ainsi décrits en 1904 :  « Tréguier s'offre d'abord sous l'aspect de rues qui, de la place centrale, dégringolent avec une déclivité brusque jusqu'au semblant de port, à sec dès que commence à se produire le reflux. Un ou deux bateaux y somnolent. Ils y restent des jours, des jours, car surtout au pays trégorrois, les affaires sont lentes. Jadis régnait la richesse ; mais je ne sais quel air de lassitude et de renoncement pèse sur Tréguier. On dirait une ville pétrifiée ».
Tréguier est  desservie par le rail entre 1905 et 1948 par les Chemins de fer des Côtes-du-Nord. Tréguier était le point de jonction de deux lignes de chemins de fer départementaux, celle de Lannion à Tréguier par Petit Camp, et celle de Plouëc (voie étroite) elle-même reliée à Guingamp (voie normale, d'où un problème du transbordement des marchandises). Dans les années 1920, une voie ferrée dite d'« intérêt local » fut mise en place de Tréguier à Plouha.

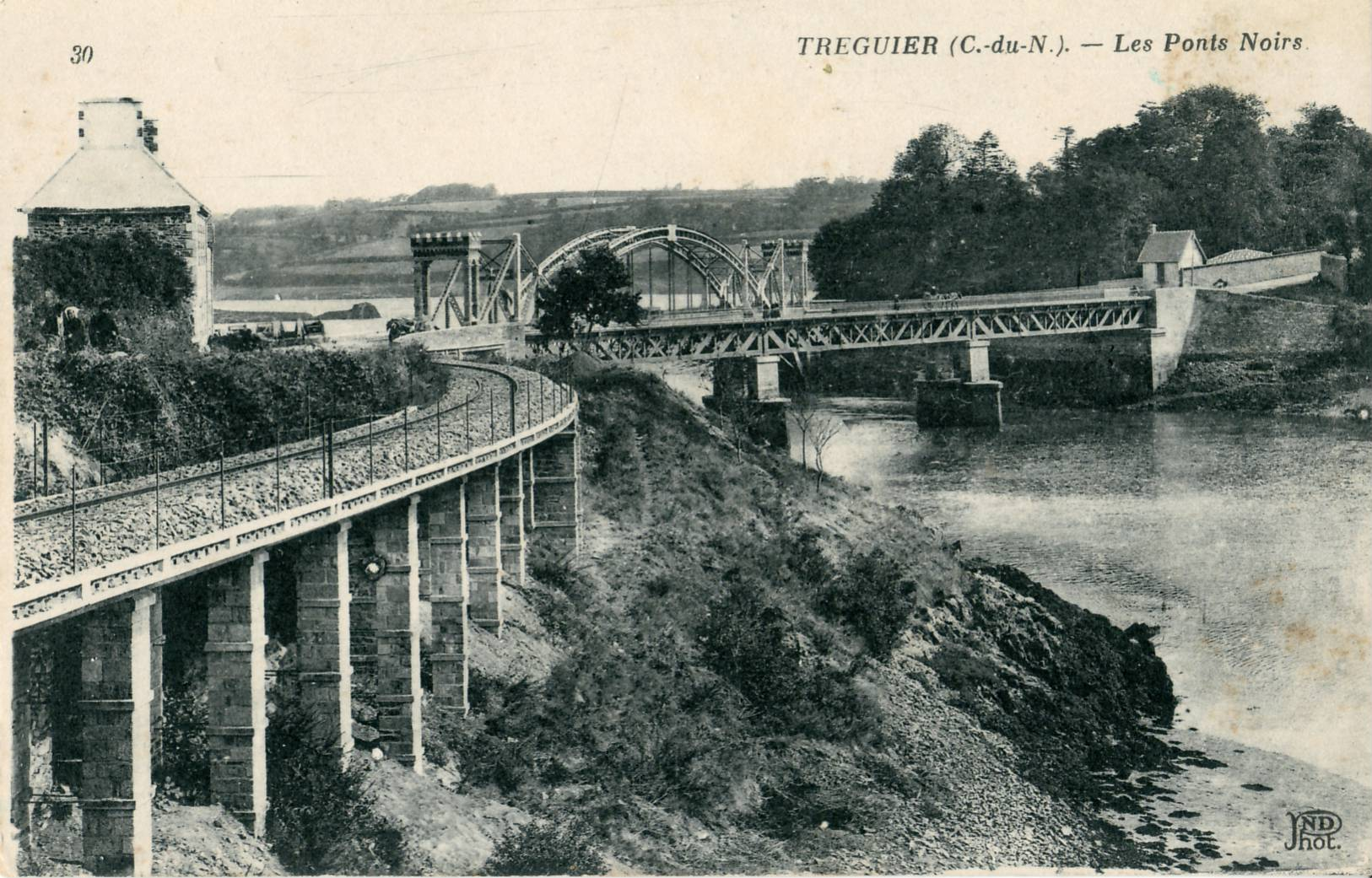
Les Ponts noirs, ponts ferroviaires du début XXe siècle.
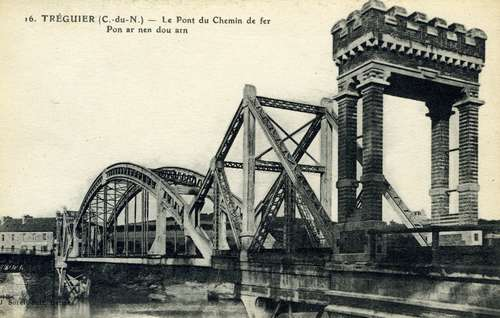
Les « Ponts Noirs », ponts ferroviaires.
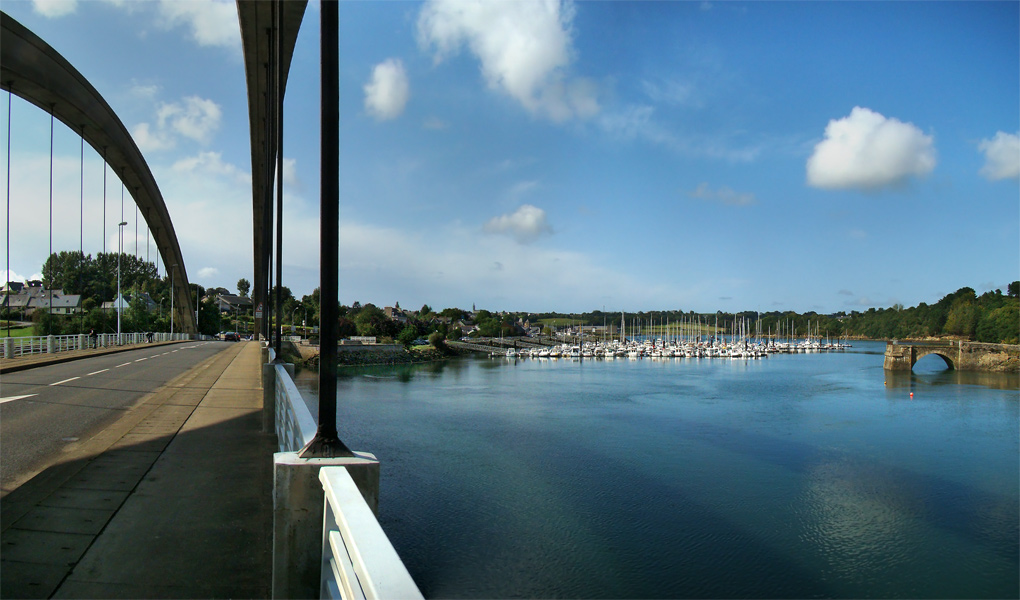
Pont Canada construit en 1954 sur le Jaudy, et le port de plaisance à l'arrière-plan.

#### Querelles entre laïcs et catholiques au début duXXesiècle
Si Théodore Botrel chante « Le clocher de Tréguier » en 1900, les premières années du XXe siècle vont voir cléricaux et laïcs s'opposer vivement à Tréguier.
La loi du 1er juillet 1901 sur les associations qui soumet les congrégations à un régime d'exception décrit au titre III de la loi a d'importantes conséquences à Tréguier, entraînant la fermeture des écoles congréganistes. Une École supérieure de filles est créée en 1905 et une de garçons en 1908, ancêtre de l'actuel lycée. La loi de séparation des Églises et de l'État de 1905 provoque dans cette ville de violentes émeutes (querelle des inventaires) : l'inventaire des biens du Petit Séminaire est à cet effet conduit sous la direction du sous-préfet protégé par cinq brigades de gendarmerie et de quelques soldats et aura pour conséquence immédiate l'expulsion des enseignants qui trouveront refuge au collège Saint Joseph de Lannion.
En 1903, une violente controverse à propos de l'érection de la statue d'Ernest Renan  éclate à Tréguier,. Le projet émane d'un groupe républicain « Les Bretons de Paris » et ne convainc pas immédiatement la municipalité car de son vivant Ernest Renan était fort mal vu par une bonne partie de la population de la ville, mais la décision est finalement prise par le Conseil municipal le 30 août 1902, rencontrant aussitôt la vive opposition des milieux conservateurs et de Mgr Fallières, évêque de Saint-Brieuc et de Tréguier. De proche en proche les surenchères verbales, l’obscurantisme et l’intransigeance des parties en présence vont transformer le projet d’éloge littéraire en une ardente offensive républicaine destinée à réduire l’influence cléricale. La statue entérine en effet un authentique hommage à la Libre-pensée, au philosophe de la Raison et de la Science, à l'auteur de La Vie de Jésus, honni par l’Église. Le 13 septembre 1903, le Président du conseil Émile Combes vient en personne inaugurer la statue et prononce un discours.
Les catholiques de Bretagne protestent (« Cœur de Jésus, sauvez la France, et délivrez-nous de M. Renan » récitait-on du vivant de Renan) lancèrent une souscription nationale qui permit la réalisation par les Ateliers Yves Hernot de Lannion du « Calvaire de protestation » , dit aussi « Calvaire de réparation », sur les quais de Tréguier. Il fut inauguré en la solennité du Pardon de Saint Yves le 19 mai 1904 par l'archevêque de Rennes, le cardinal Labouré. On peut lire sur le socle, en breton et latin, en réponse à Renan, la parole du centurion romain au pied de la croix, rapportée par les Évangiles : « Cet homme était vraiment le Fils de Dieu. » Ce calvaire symbolise l'église ultramontaine triomphante du XIXe siècle confrontée aux Radicaux de la IIIe République,.

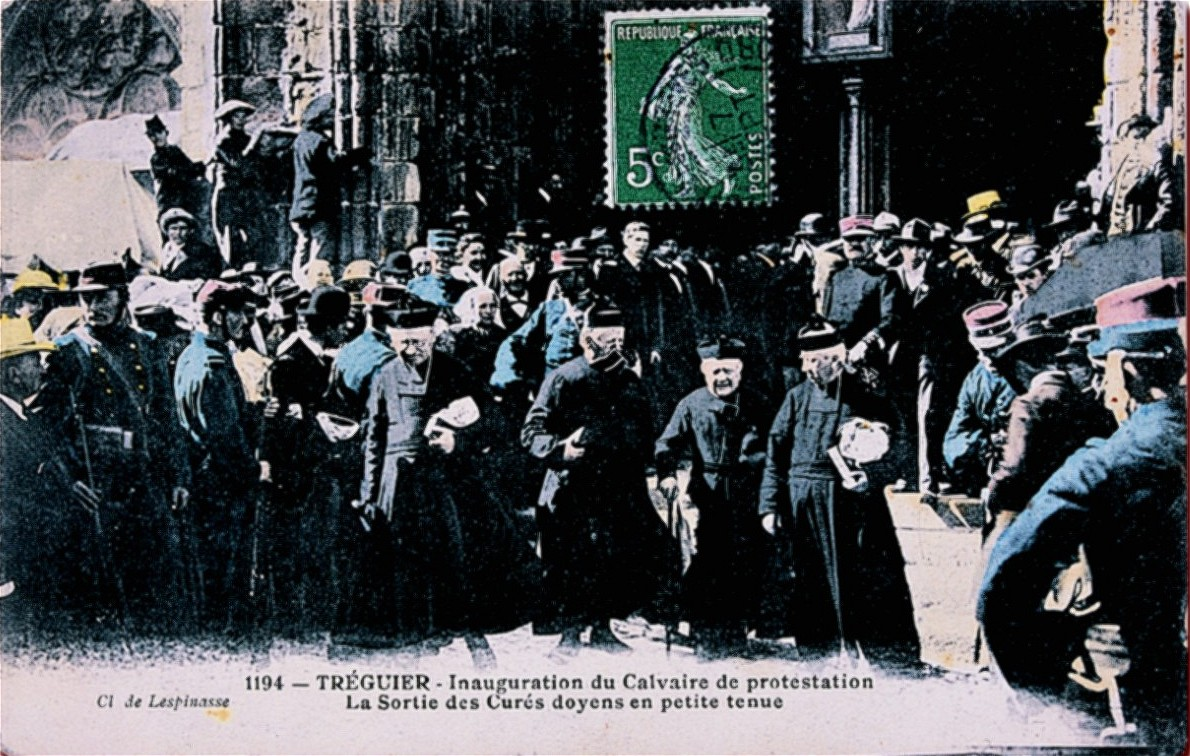
Inauguration du calvaire de protestation (1904) (1re photo).
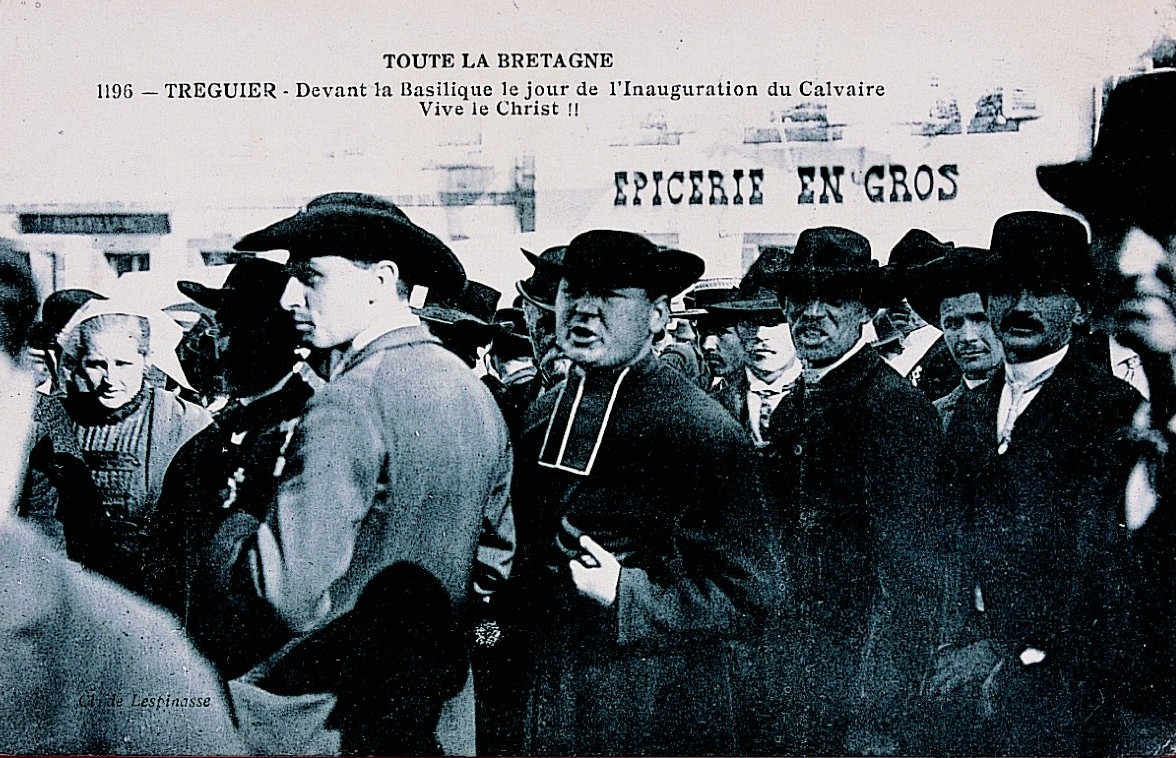
Inauguration du calvaire de protestation (1904) (2e photo).
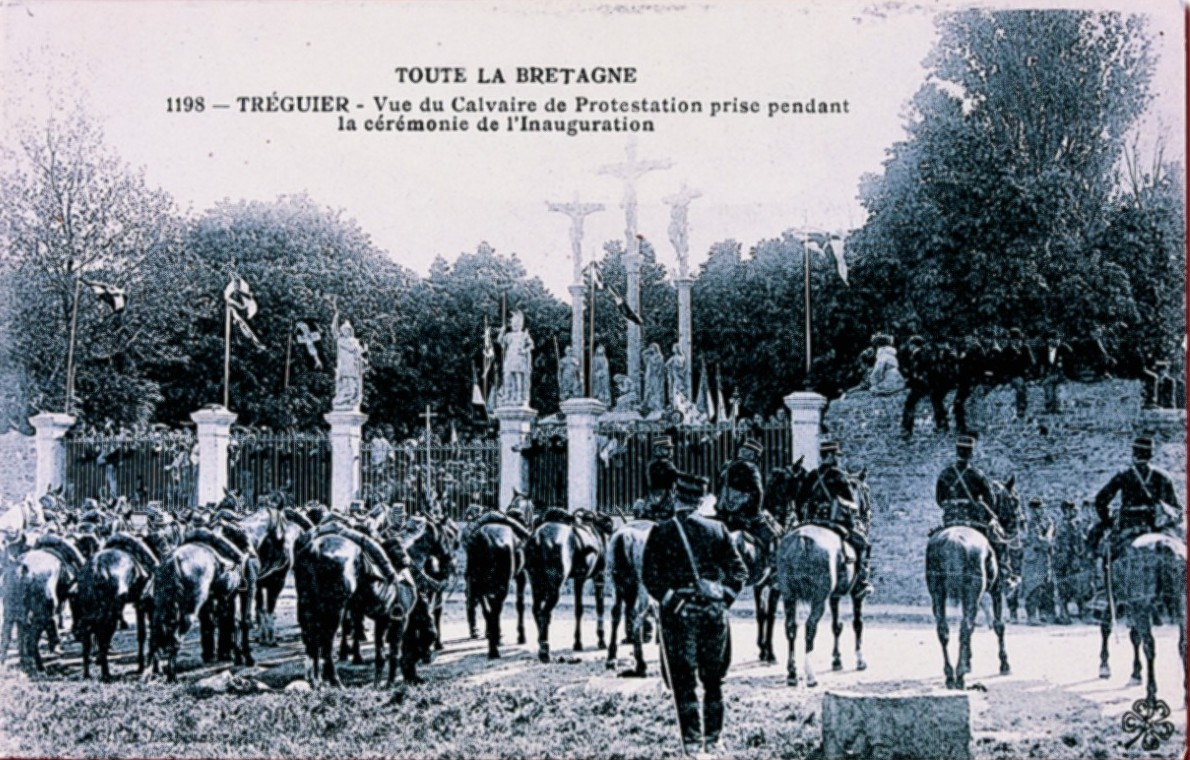
Forces de l'ordre devant le calvaire de protestation (1904).

#### Première Guerre mondiale
Le Monument aux Morts de Tréguier fait état de 94 soldats Morts pour la France, dont 8 marins qui ont péri en mer.
Un centre d'aviation de l'US Navy, destiné à combattre les sous-marins allemands, s'est installé à Tréguier (en fait à Plouguiel en 1917-1918), mais pendant quelques mois seulement.

#### L'Entre-deux-guerres
Dans son roman Sophie de Tréguier, qui obtint le Prix populiste en 1933, Henri Pollès, né à Tréguier en 1909, décrit notamment les préjugés, le poids des coutumes et de la tradition, et l'atmosphère de religion bretonne et populaire de Tréguier vers la fin du XIXe siècle.

#### Seconde Guerre mondiale
Le Monument aux Morts porte les noms des 46 soldats tombés au Champ d'Honneur. 6 d'entre eux ont péri en mer.
En août 1944, les combats pour la libération de Tréguier ont été longs et violents : 
- le 4 août, la quinzaine de gardes maritimes allemands, font sauter deux grues sur le port et incendient des bateaux de pêche avant de se replier sur Pontrieux sous la pression de la résistance locale : les Trécorrois en liesse se croient libérés... mais, dès le lendemain, 200 Allemands reviennent en force car ils n'ont pas pu s'échapper du Trégor pour fuir les troupes alliées ;
- le 6 août, quatre avions américains bombardent Tréguier, visant le Gollot où les Allemands sont cantonnés, faisant 5 morts parmi la population civile et des dégâts matériels importants en ville. La voie de chemin de fer aux environs de la gare est touchée. 
Des résistants du maquis de Plouisy occupent ce jour-là brièvement la ville, libérant une vingtaine de Russes qui étaient prisonniers des Allemands au château de Bilo[57] ;
- le 12 août, les FFI du maquis de Bégard et les résistants trécorrois obtiennent la reddition des Allemands. Tréguier est libéré pour la deuxième fois pendant quelques heures. Mais le même jour, soixante nouveaux soldats allemands réoccupent la ville et ce n'est que le 14 août que l'arrivée de troupes américaines ajoutée aux attaques des résistants permet la libération définitive de la ville après un ultime bombardement qui détruira une partie de la gare, 2 locomotives, 2 automotrices et 6 wagons. Les Américains font sauter le « pont Canada » (qui ne fut reconstruit qu'en 1954) car 300 soldats allemands occupent toujours l'autre rive du Jaudy.

Le 14 août le groupe A du 15th Cavalry Reconnaissance Squadron américain, qui était le matin sur une ligne Lanvollon - Pontrieux - La Roche-Derrien-Lannion, aidé par environ 300 résistants FFI, libère Tréguier (130 Allemands sont tués) et la majeure partie de la région, les Allemands gardant momentanément toutefois le contrôle de Lézardrieux et de Paimpol, ville qui ne fut libérée par les résistants que le 17 août.
Les combats du 15 août pour anéantir la présence allemande dans les parages de Tréguier provoquent ce jour-là l'explosion du pont du chemin de fer.

### XXIesiècle
En 2017, les sœurs Le Poupon, artisans d'art nacrier, ouvrent l'atelier-boutique Ys Paris dans lequel elles confectionnent bijoux, objets de décoration et parements muraux façonnés dans la nacre des coquilles d'ormeaux,.

## Politique et administration

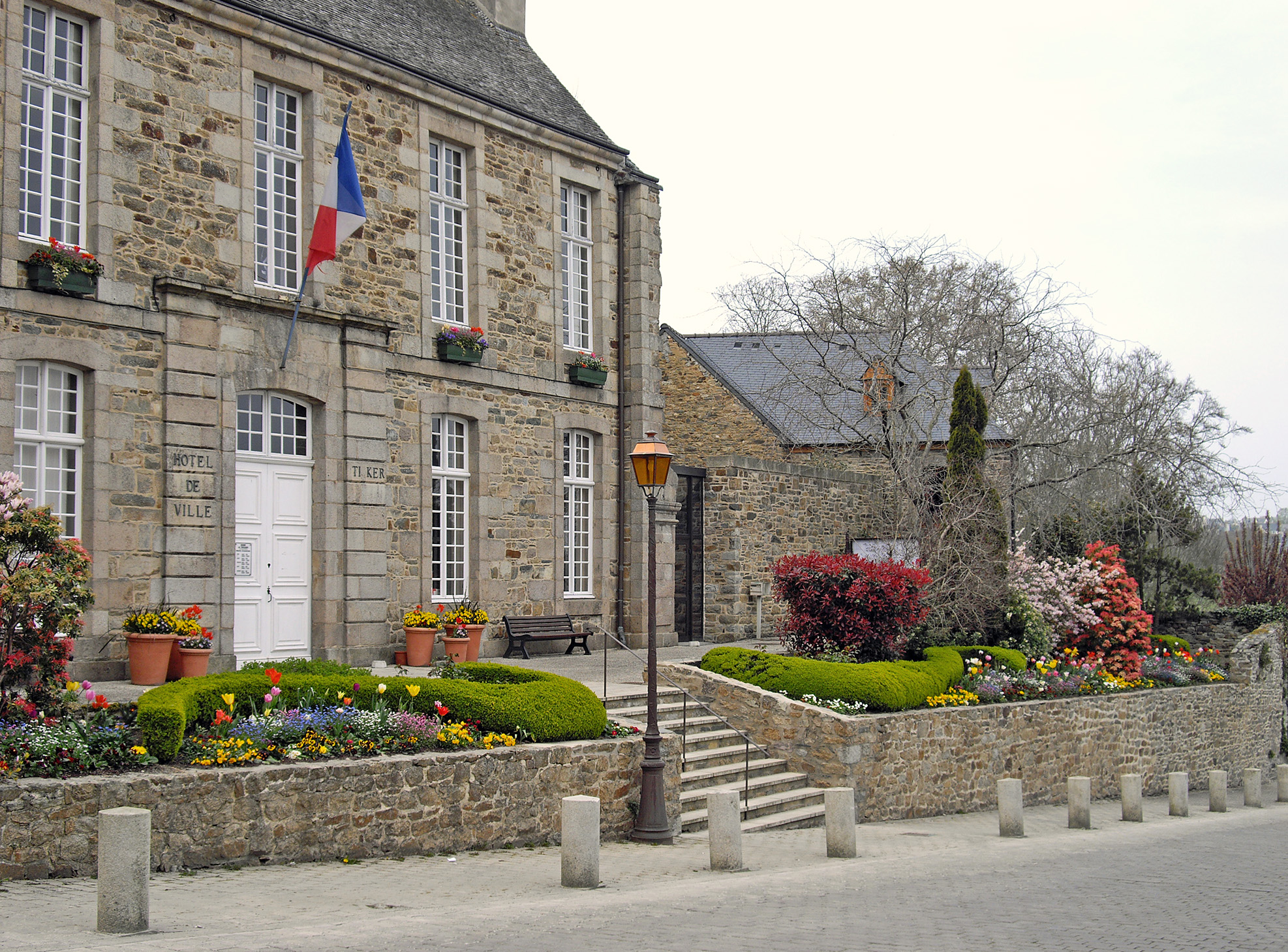
L'hôtel de ville.

### Rattachements administratifs et électoraux
Rattachements administratifs
La commune se trouve  dans l'arrondissement de Lannion du département des  Côtes-d'Armor.
Elle était depuis 1793 le chef-lieu du canton de Tréguier. Dans le cadre du redécoupage cantonal de 2014 en France, cette circonscription administrative territoriale a disparu, et le canton n'est plus qu'une circonscription électorale.
Rattachements électoraux
Pour les élections départementales, la commune est  depuis 2014 le bureau centralisateur d'un nouveau  canton de Tréguier
Pour l'élection des députés, elle fait partie de la cinquième circonscription des Côtes-d'Armor.

### Intercommunalité
Tréguier était le siège de la communauté de communes des Trois Rivières, un établissement public de coopération intercommunale (EPCI) à fiscalité propre créé fin 1995 et auquel la commune avait transféré un certain nombre de ses compétences, dans les conditions déterminées par le code général des collectivités territoriales.
En 2013, cette intercommunalité a fusionné avec la  communauté de communes du Pays rochois pour former la communauté de communes du Haut-Trégor, qui, elle-même, a fusionné avec ses voisines pour former, le 1er janvier 2017, la communauté d'agglomération dénommée Lannion-Trégor Communauté, dont la commune est désormais membre.

### Tendances politiques et résultats
Au second tour des élections municipales de 2014 dans les Côtes-d'Armor, la liste  DVG menée par Guirec Arhant remporte la majorité des suffrages exprimés, avec 520 voix (44,14 %, 17 conseillers municipaux et 4 conseillers communautaires élus), devançant celles menée par Patrick Fournis  (DVD, 434 voix, 36,84 %, 5 conseillers municipaux et un conseiller communautaire élus) et par Yves Meunier  (PS-PCF-EELV, 158 voix, 13,41 %, 1 conseiller municipal élu), lors d'un scrutin marqué par 22,49 % d'abstention
Au premier tour des élections municipales de 2020 dans les Côtes-d'Armor, la liste menée par le maire sortant remporte la majorité absolue des suffrages exprimés, avec 624 voix (78,10 %, 17 conseillers municipaux et 1 conseiller communautaire élus), devançant largement la liste menée par Yves Revault d'Allonnes (175 voix, 2 conseillers municipaux élus), lors d'un scrutin marqué par 46,63 % d'abstention.

### Liste des maires
| Période                                  | Période                    | Identité                     | Étiquette   | Qualité |
| ---------------------------------------- | -------------------------- | ---------------------------- | ----------- | --- |
| Les données manquantes sont à compléter. |                            |                              |             | |
| 1858                                     | 1892                       | Gustave Le Borgne de La Tour |             | Député des Côtes-du-Nord (1852-1870) Conseiller général (1852-1870) |
| Les données manquantes sont à compléter. |                            |                              |             | |
| 1919                                     | 1943                       | Gustave de Kerguezec         | PRS         | Propriétaire terrien Député des Côtes-du-Nord (Circ. de Guingamp-1) (1906 → 1920) Sénateur des Côtes-du-Nord (1921 → 1938) Conseiller général de Tréguier (1901 → 1940) Président du conseil général des Côtes-du-Nord (1920 → 1931) |
| Les données manquantes sont à compléter. |                            |                              |             | |
| 1945                                     | mars 1959                  | Arsène Étesse                | SFIO        | Médecin-chef à l'hôpital de Tréguier |
| mars 1959                                | mars 1971                  | Joseph Nicolas               | Républicain | Président du SIVOM des Trois Rivières (1968 → 1971) |
| mars 1971                                | mars 1977                  | Armand Fournis               |             | Médecin-lieutenant Président du SIVOM des Trois Rivières (1971 → 1977) |
| mars 1977                                | mars 1989                  | Roger Le Gulluche            | PS          | Directeur d'école retraité Président du SIVOM des Trois Rivières (1977 → 1989) Maire de Pouldouran (1971 → 1977) |
| mars 1989                                | juin 1995                  | Claude Nicol                 | DVD         | Agent général d'assurances Président du SIVOM des Trois Rivières (1994 → 1995) |
| juin 1995                                | mars 2001                  | Bernard Cohan                | PS          | Cadre Président de la CC des Trois Rivières (1995 → 2001) |
| mars 2001,                               | mars 2008                  | Patrick Toularastel          | UMP         | Chef d'entreprise, neveu de Claude Nicol Président de la CC des Trois Rivières (2001 → 2008) |
| mars 2008                                | avril 2014,                | Michel Sohier                | PS          | Professeur de mathématiques retraité |
| avril 2014                               | En cours (au 10 août 2020) | Guirec Arhant                | UDI         | Professeur d'histoire-géographie Vice-président de la CA Lannion-Trégor Communauté (2015 → ) Réélu pour le mandat 2020-2026, |

### Jumelages
Mallow (Irlande)
 Mondoñedo (Espagne)

## Démographie
L'évolution du nombre d'habitants est connue à travers les recensements de la population effectués dans la commune depuis 1793. Pour les communes de moins de 10 000 habitants, une enquête de recensement portant sur toute la population est réalisée tous les cinq ans, les populations de référence des années intermédiaires étant quant à elles estimées par interpolation ou extrapolation. Pour la commune, le premier recensement exhaustif entrant dans le cadre du nouveau dispositif a été réalisé en 2008.

En 2022, la commune comptait 2 349 habitants, en évolution de −3,61 % par rapport à 2016 (Côtes-d'Armor : +1,78 %, France hors Mayotte : +2,11 %).
| 1793  | 1800  | 1806  | 1821  | 1831  | 1836  | 1841  | 1846  | 1851  |
| ----- | ----- | ----- | ----- | ----- | ----- | ----- | ----- | ----- |
| 3 064 | 2 604 | 2 795 | 3 080 | 3 178 | 3 079 | 3 382 | 3 798 | 3 008 |

| 1856  | 1861  | 1866  | 1872  | 1876  | 1881  | 1886  | 1891  | 1896  |
| ----- | ----- | ----- | ----- | ----- | ----- | ----- | ----- | ----- |
| 3 472 | 3 598 | 3 643 | 3 815 | 3 611 | 3 125 | 3 193 | 2 763 | 3 051 |

| 1901  | 1906  | 1911  | 1921  | 1926  | 1931  | 1936  | 1946  | 1954  |
| ----- | ----- | ----- | ----- | ----- | ----- | ----- | ----- | ----- |
| 3 297 | 3 028 | 2 973 | 3 040 | 3 019 | 3 013 | 3 090 | 2 992 | 3 432 |

| 1962  | 1968  | 1975  | 1982  | 1990  | 1999  | 2006  | 2008  | 2013  |
| ----- | ----- | ----- | ----- | ----- | ----- | ----- | ----- | ----- |
| 2 885 | 3 059 | 3 257 | 3 130 | 2 799 | 2 679 | 2 676 | 2 659 | 2 489 |

| 2018  | 2022  | - | - | - | - | - | - | - |
| ----- | ----- | - | - | - | - | - | - | - |
| 2 401 | 2 349 | - | - | - | - | - | - | - |

Tréguier en 2007 a 396 habitants de moins qu'en 1793. C'est en 1872 que le maximum de population est atteint :  3 815 habitants, soit une augmentation de 751 habitants en trois-quarts de siècle, mais le déclin est ensuite brutal, surtout entre 1876 et 1881 : perte de 486 habitants en 5 ans, dont la cause reste à trouver. De 1881 à 1982, la stagnation est remarquable : à un siècle d'intervalle, la population est quasi identique par delà quelques fluctuations intermédiaires en dents de scie. Depuis 1982, le déclin a repris, Tréguier ayant encore perdu 451 habitants en 17 ans entre 1982 et 1999, même si le résultat du recensement de 2007 montre une quasi stabilisation de la population.
En 2007, Tréguier avait 466 jeunes de moins de 20 ans (17,4 % de la population totale) et 1 081 personnes de 65 ans et plus (40,5 % de  la population totale), donc une structure par âges très vieillie qui explique l'énorme déficit naturel avec un taux de natalité de 6,9 pour mille et un taux de mortalité de 38,0 pour mille en 2007. En 2008, Tréguier a comptabilisé 21 naissances et 106 décès. Tréguier est un exemple de localité en crise démographique. Le centre hospitalier de Tréguier « constitue un pôle de santé et d'hébergement, spécialisé dans le traitement et le soin des pathologies du grand âge et de la dépendance ».
Cette crise démographique est due à des causes multiples : les Côtes-d'Armor sont le département le moins dynamique des départements bretons, Tréguier est excentré par rapport aux axes de circulation moderne et son port inadapté aux trafics actuels, la petitesse du territoire communal oblige les jeunes couples, dans le cadre de la périurbanisation à se loger dans les communes avoisinantes (la commune du Minihy-Tréguier a par exemple gagné 375 habitants entre 1968 et 2007) et les activités économiques à s'y développer : aucun des cinq « parcs d'activités » de la Communauté de communes des trois rivières n'est implanté sur le territoire de Tréguier faute de place.

## Langue bretonne
Le nom en breton de la commune est Landreger.
À la rentrée 2017, 36 élèves étaient scolarisés dans la filière bilingue catholique (soit 11,9 % des enfants de la commune inscrits dans le primaire).

## Lieux et monuments
Le centre-ville de Tréguier, la « vieille ville », un tiers du territoire communal, est un secteur sauvegardé, ce qui est contesté par ceux qui refusent que la cité devienne une « ville-musée » mais approuvé par d'autres.

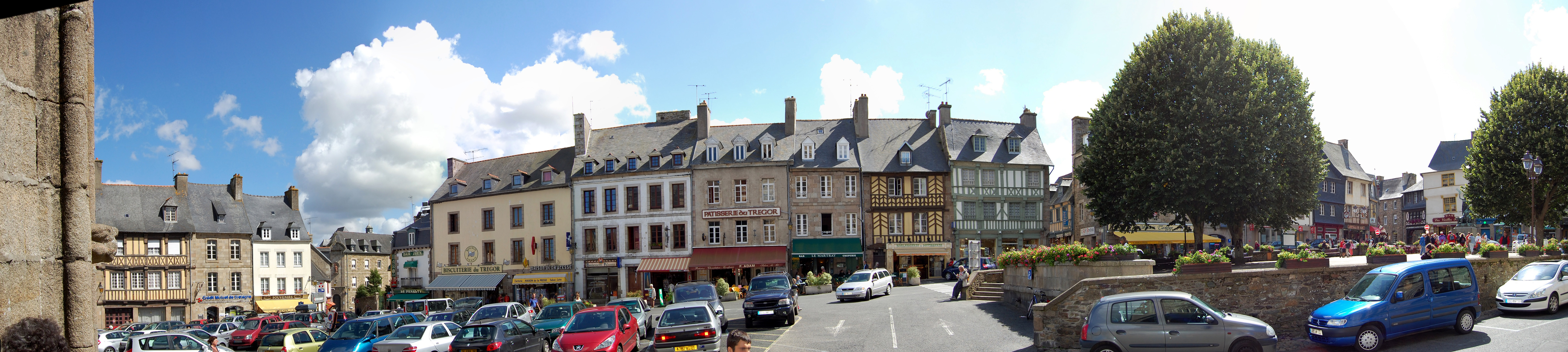
Vue panoramique de la place Martray, le 16 août 2007.
Vue depuis le portail de la cathédrale. À droite, on aperçoit la statue d'Ernest Renan réalisée par Jean Boucher.

« Tréguier compte 57 maisons à pans de bois ce qui la place au 7e rang des villes bretonnes après Rennes (286), Vannes (171), Morlaix (127), Vitré (119), Dinan (115), et Quimper (74). Mais elle est au premier rang pour la densité. »

### Bâtiments et lieux publics remarquables
Maisons classées ou inscrites au titre des Monuments historiques
- Maison à l'angle de la place du Général de Gaulle (no 7) et de la rue Ernest Renan, classée en 1948[85].
- Rue de la Chalotais :
  - no 2, inscrite en 1964[86] ;
  - no 14, inscrite partiellement en 1964, puis en totalité en 2007[87], la maison saint-pierre, dite à « Pondalez » très semblable à celle qui abrite le musée de Morlaix.
- Rue Colvestre :
  - no 11, inscrite en 1926[88] ;
  - no 12, inscrite en 1964[89] ;
  - no 14, inscrite en 1964[90] ;
  - no 20, inscrite en 1964[91] ;
  - no 22, inscrite en 1926[92].
- Place Notre-Dame-de-Coatcolvezou :
  - no 10, inscrite en 1964[93] ;
  - no 12, inscrite en 1964[94] ;
  - no 18, inscrite en 1964[95].
- Rue Ernest Renan : 
  - no 22, inscrit en 1964[96] ;
  - no 31, inscrit en 1946[97] ;
  - no 56, inscrit en 1964[98] ;
  - no 59, inscrit en 1964[99] ;
  - no 63, inscrit partiellement en 1996[100] ;
  - no 65, inscrit en 1964[101].

Monuments civils
- Enceinte reconstituée du tumulus de Tossen-Kelen sur les quais du port.
- Hôtel de la Tour, incluant la porte de l’ancien évêché, classée en 1924. Le reste du bâtiment est inscrit en 1973[102] ;
- Bureau de poste de la rue saint-André, inscrit partiellement en 1995[103] ;
- Le manoir de Kernabat, dont le portail est inscrit en 1931[104] ; c'est un manoir à cour close avec entrée par une voie charretière.
- L'hôtel de ville, ancien évêché, classé en 1954/1956 pour ses façades et toitures, et inscrit pour la salle des délibérations en 1925[105]
- L'aqueduc sur le Guindy, inscrit en 1931[106].
- Le Monument aux morts, surnommé « La douleur », œuvre du sculpteur Francis Renaud, illustre la douleur d'une bretonne en cape de deuil. C'est Marie-Louise Le Put qui servit de modèle : elle a perdu sur les champs de bataille de la Première Guerre mondiale ses trois fils et son mari.

Monument aux morts de Tréguier (22) sculpté par Francis Renauc (1887-1973) : La Douleur
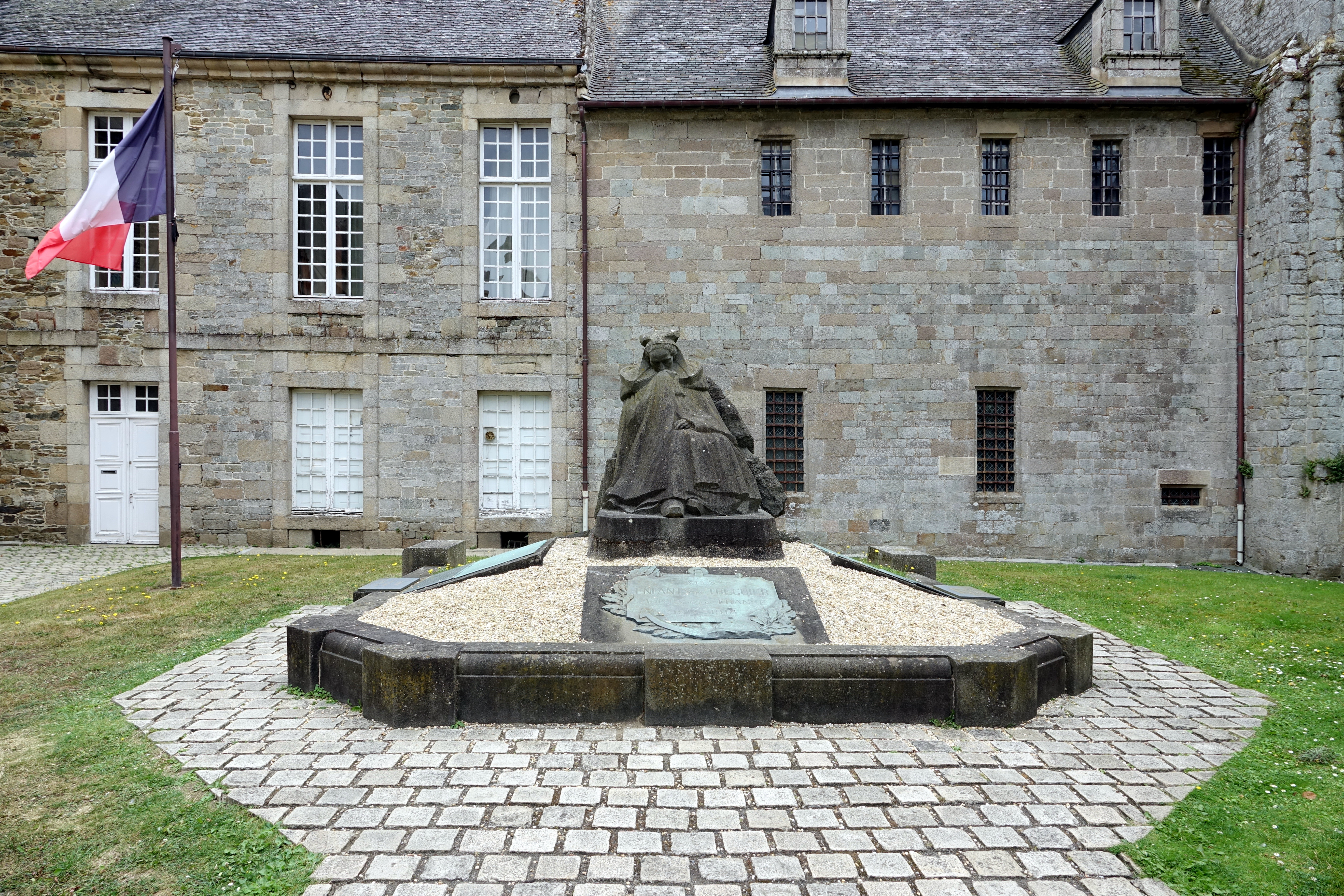
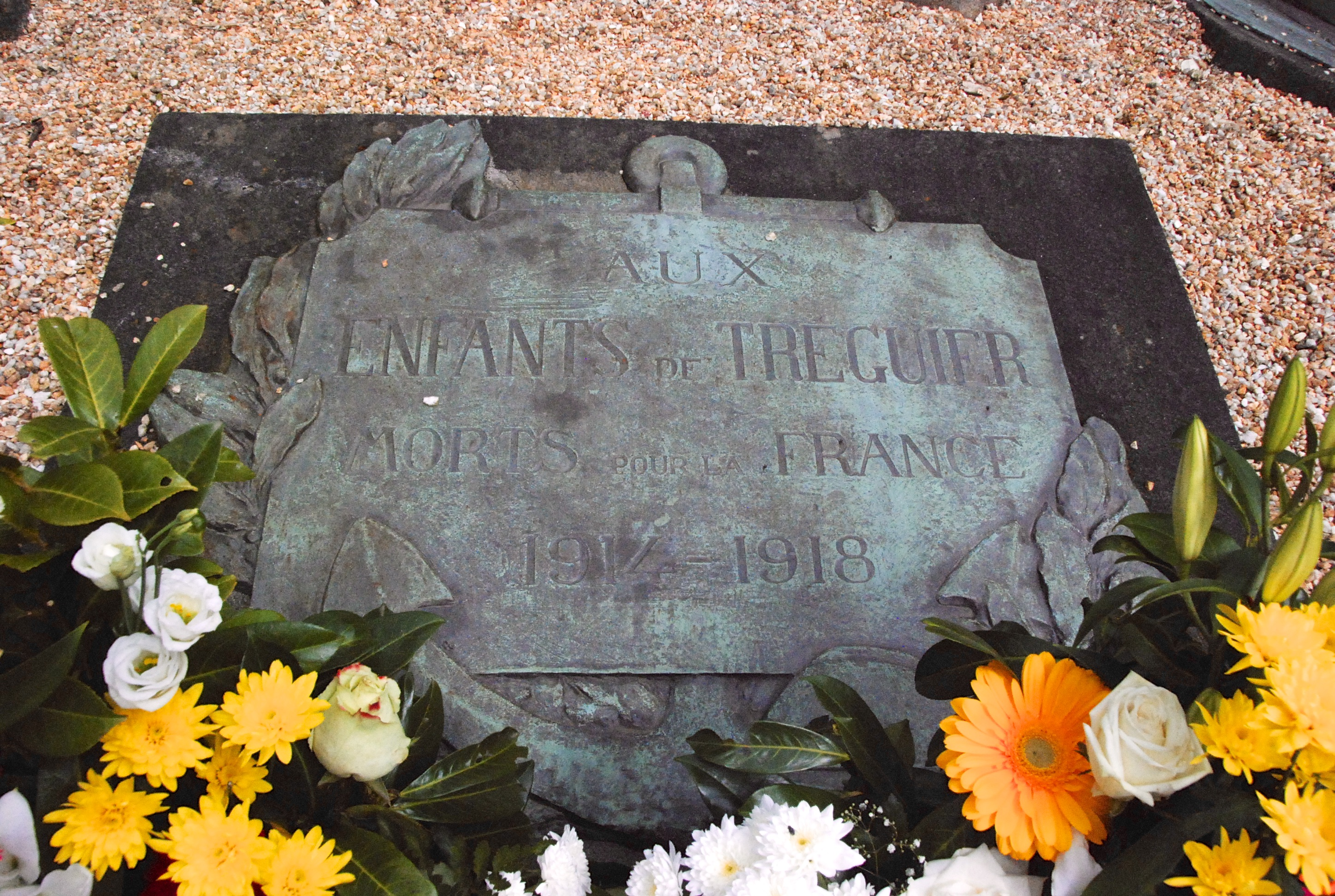
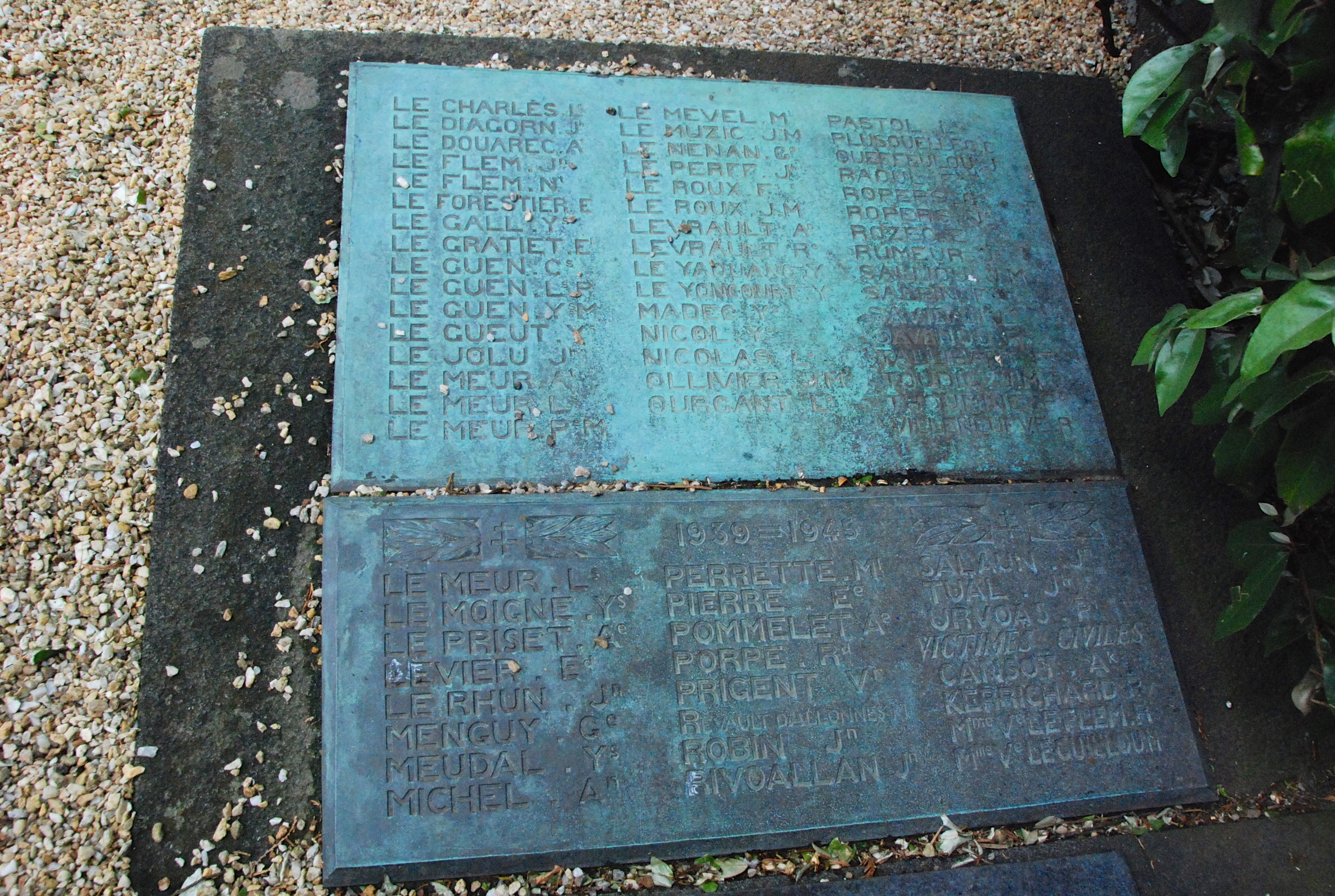
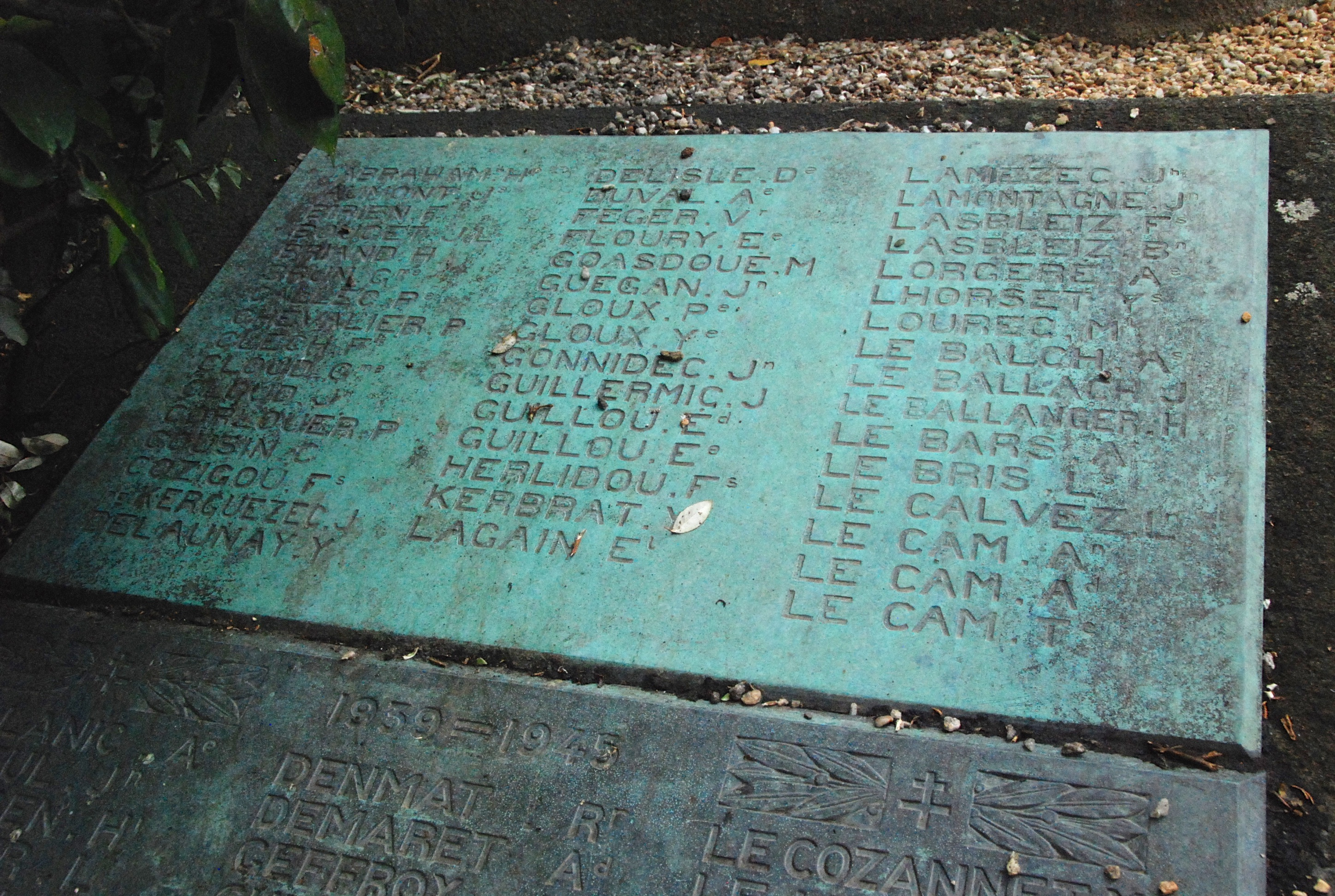
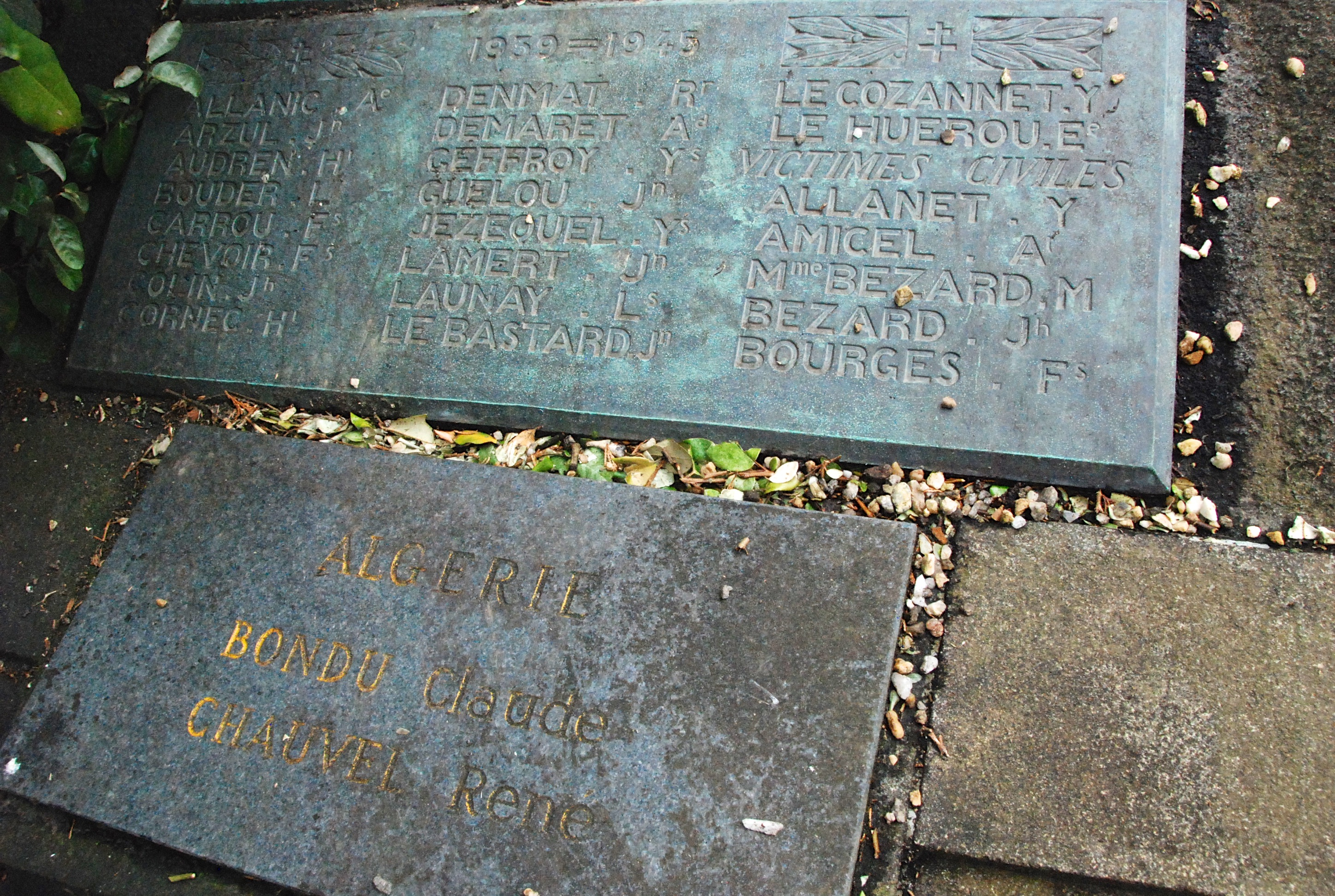
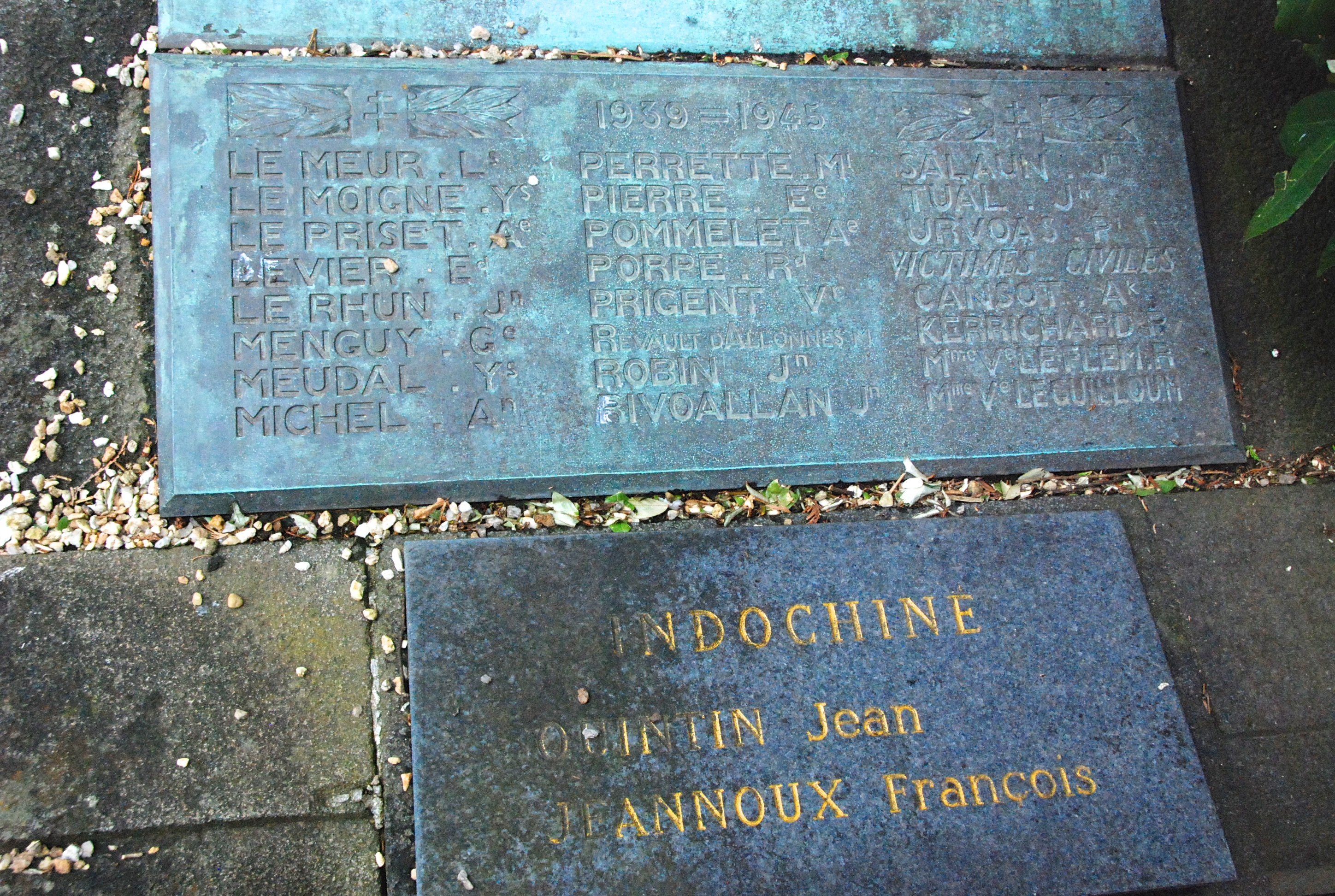

- La « statue d'Ernest Renan », par Jean Boucher, érigée en 1904 sur la place du Martray, suscita maintes polémiques à l'époque de sa mise en place. On y lit, gravé sur le socle: « Ernest Renan, né à Tréguier le 28 février 1823. On ne fait de grandes choses qu'avec la science et la vertu. La foi qu'on a eue ne doit jamais être une chaîne. L'homme fait la beauté de ce qu'il aime et la sainteté de ce qu'il croit. E. R. »

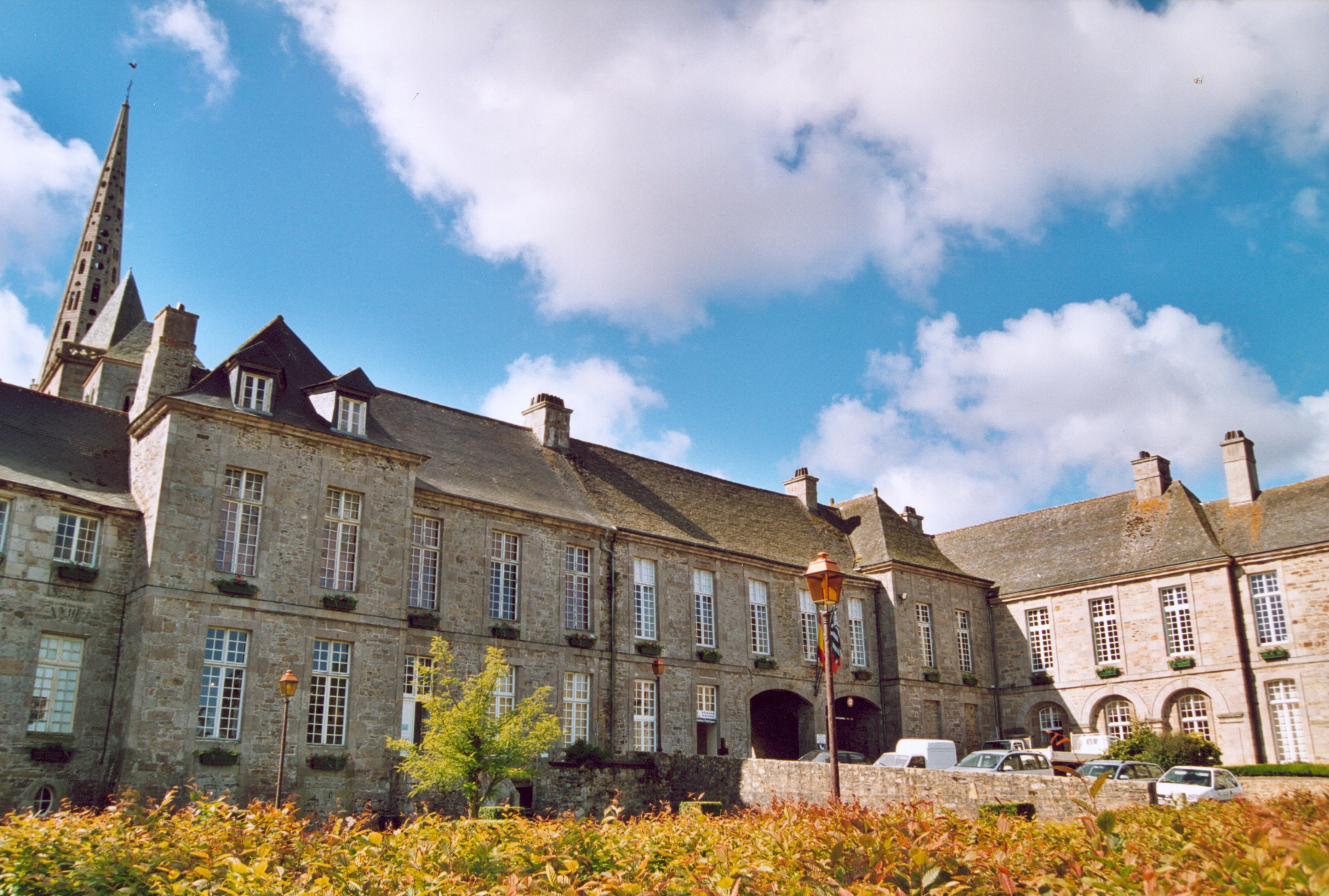
Mairie de Tréguier, ancien évêché.
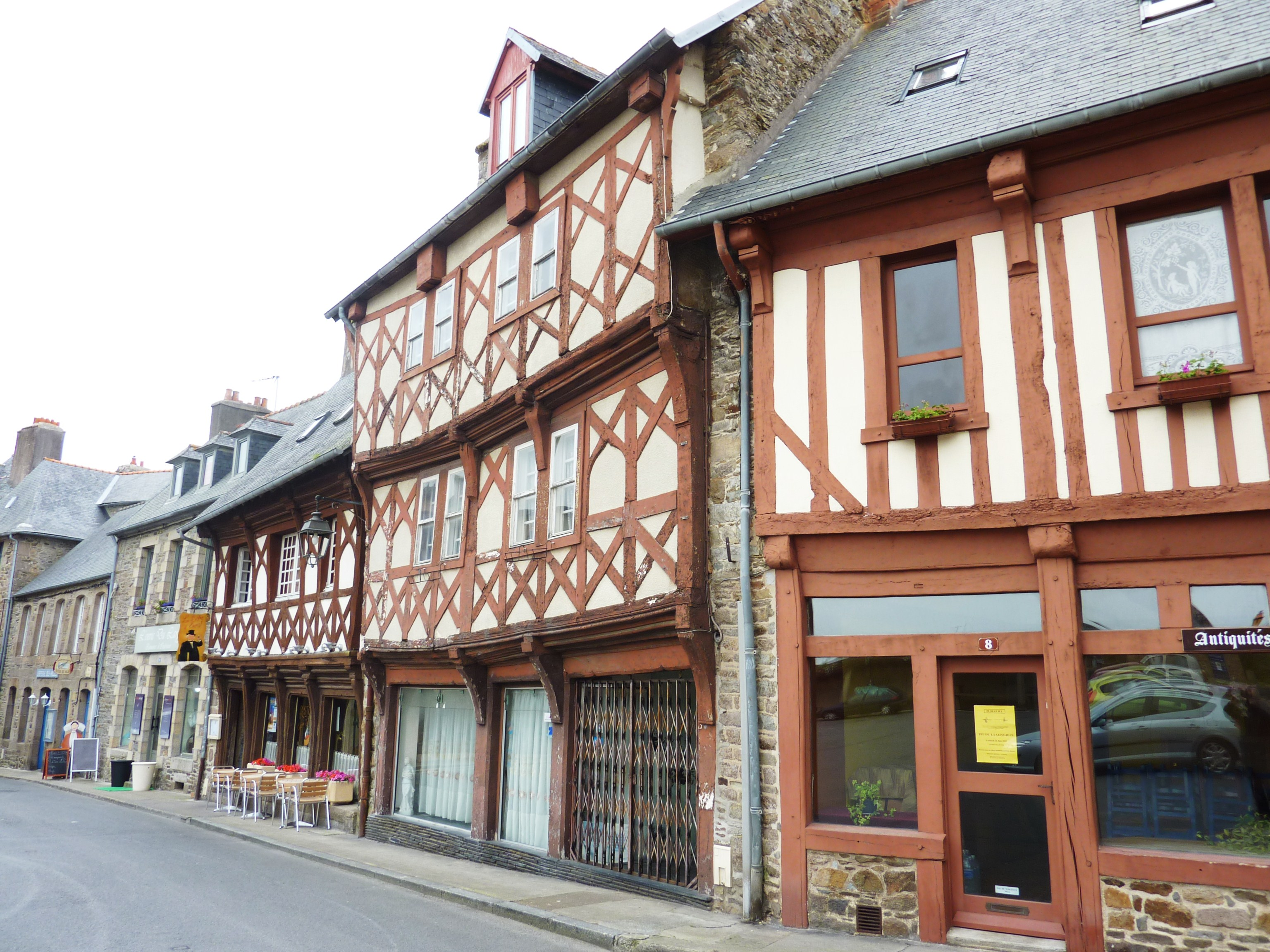
Maisons à pans de bois rue Ernest Renan.
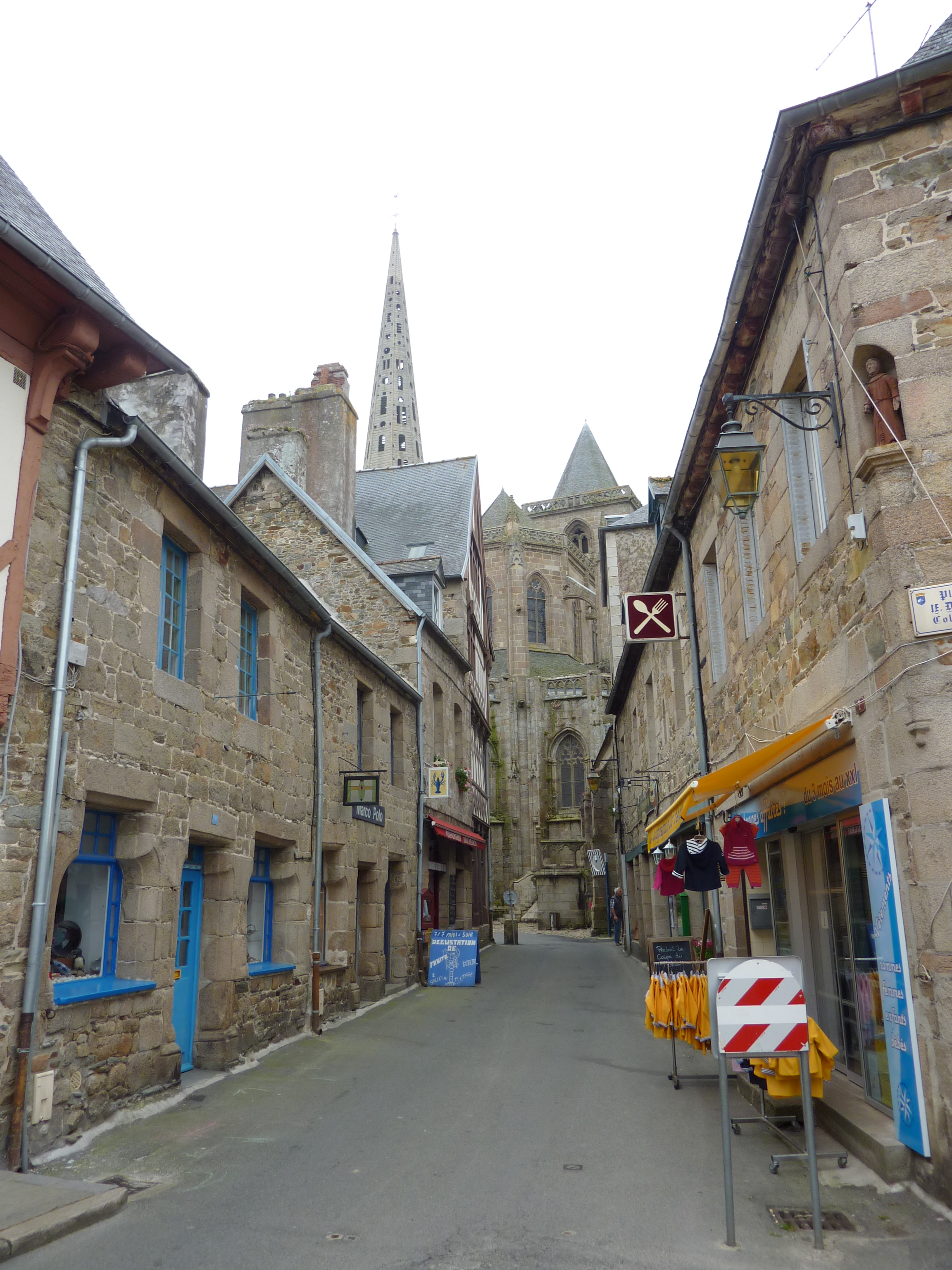
La rue Ernest Renan et ses maisons anciennes; la cathédrale à l'arrière-plan.
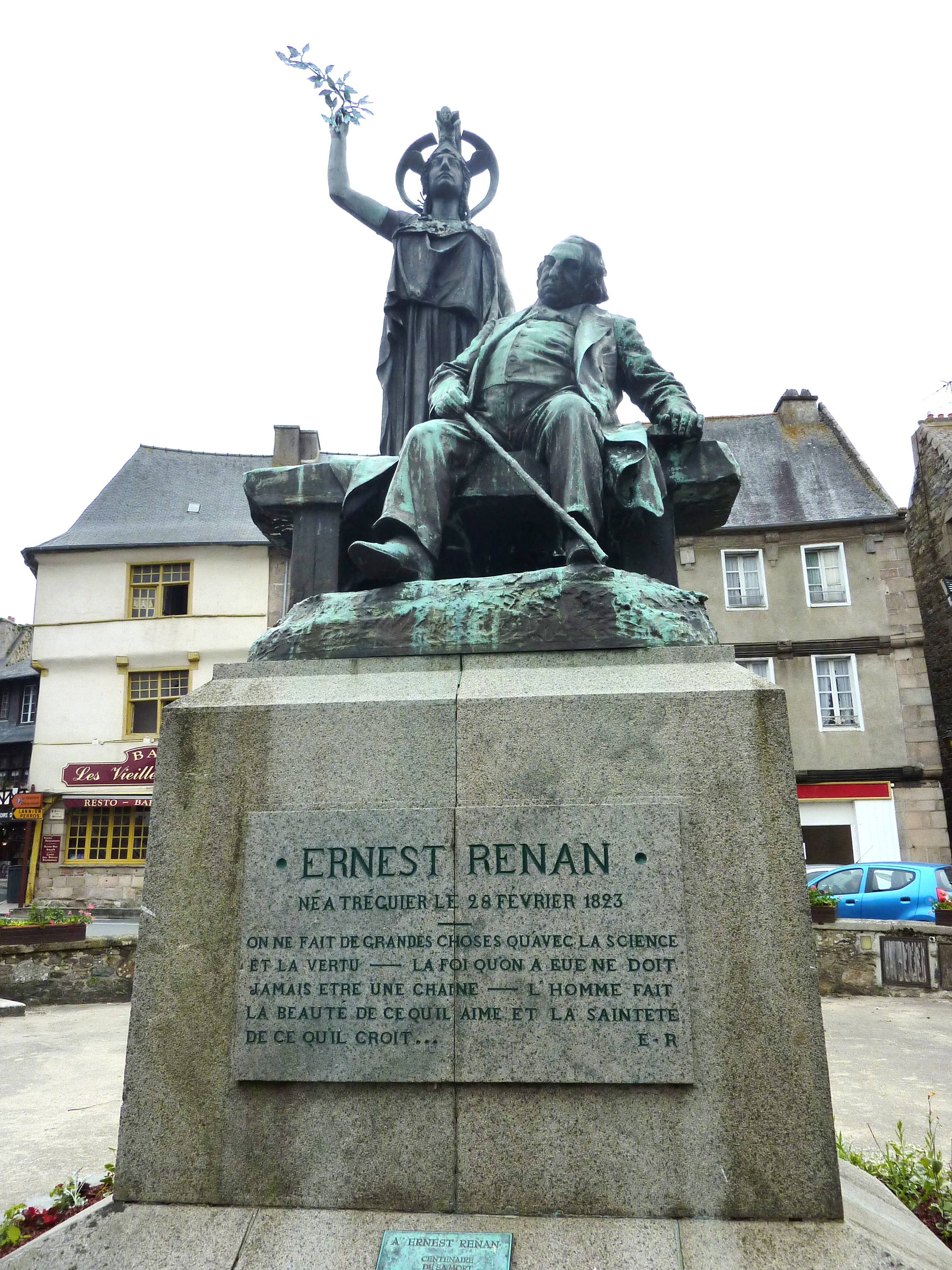
La statue d'Ernest Renan, place du Martray.
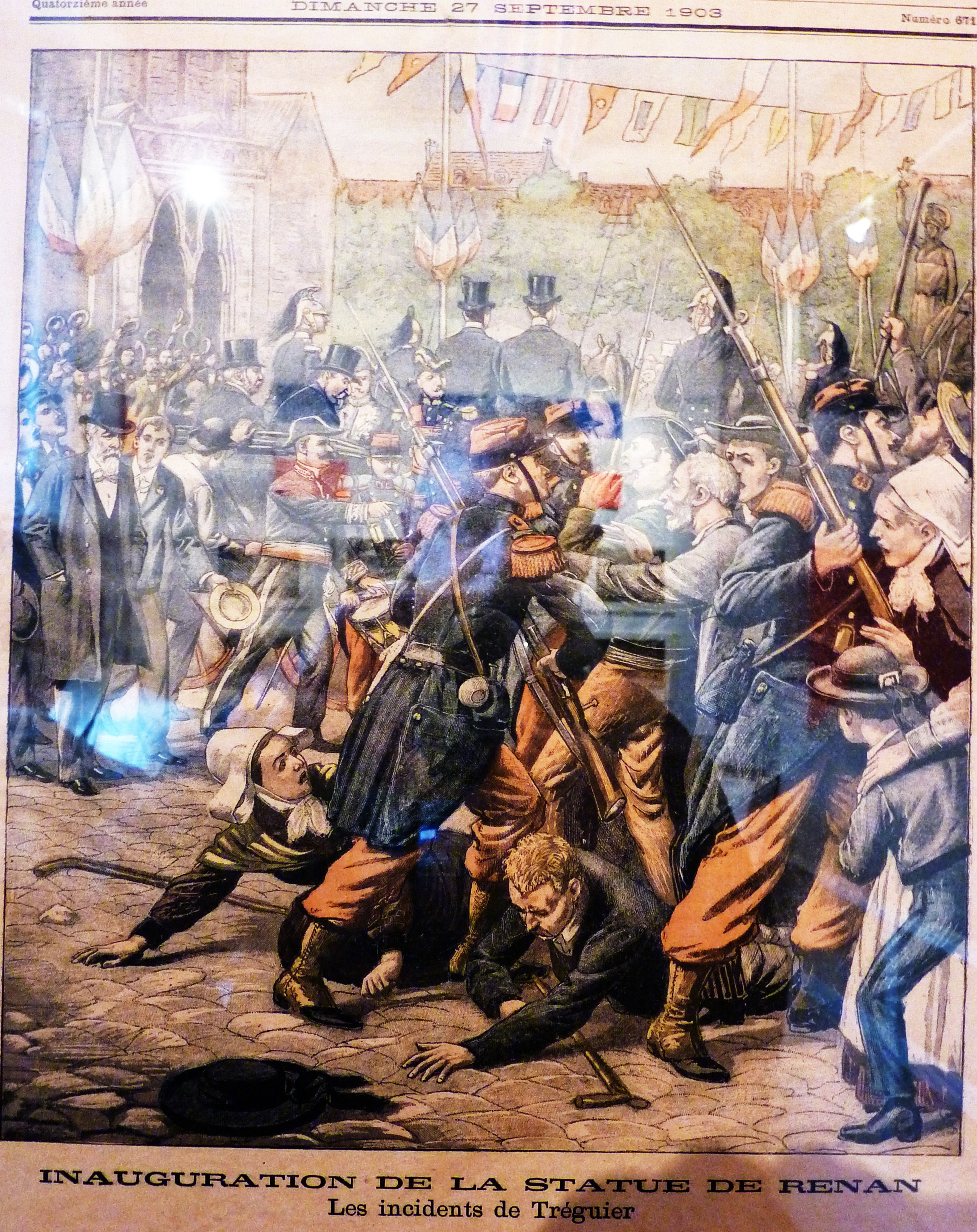
Dessin dans Le Petit Journal des incidents de 1903 liés à l'inauguration de la statue d'Ernest Renan.
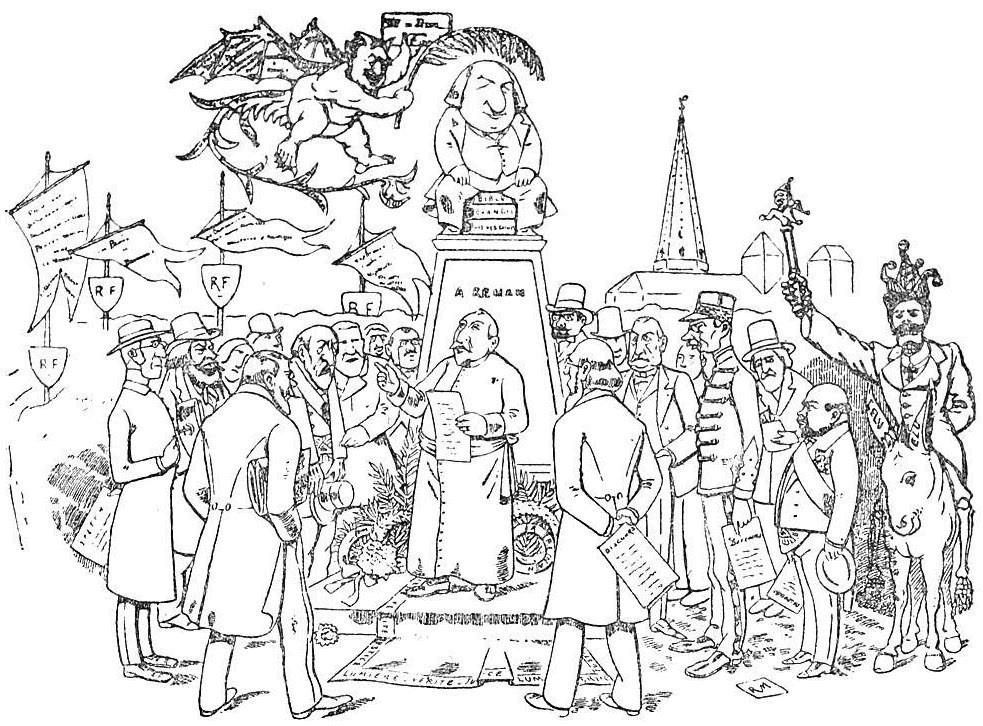
Caricature de 1903 à propos de l'inauguration de la statue.

- Maison natale d'Ernest Renan, classée en 1944[107], et devenue un musée consacré à sa vie et à son œuvre. Cette maison à colombages du XVIe siècle abrite des souvenirs d'Ernest Renan, manuscrits, portraits ; une salle présente un montage vidéo évoquant la vie de l'écrivain, les lieux qu'il fréquenta.

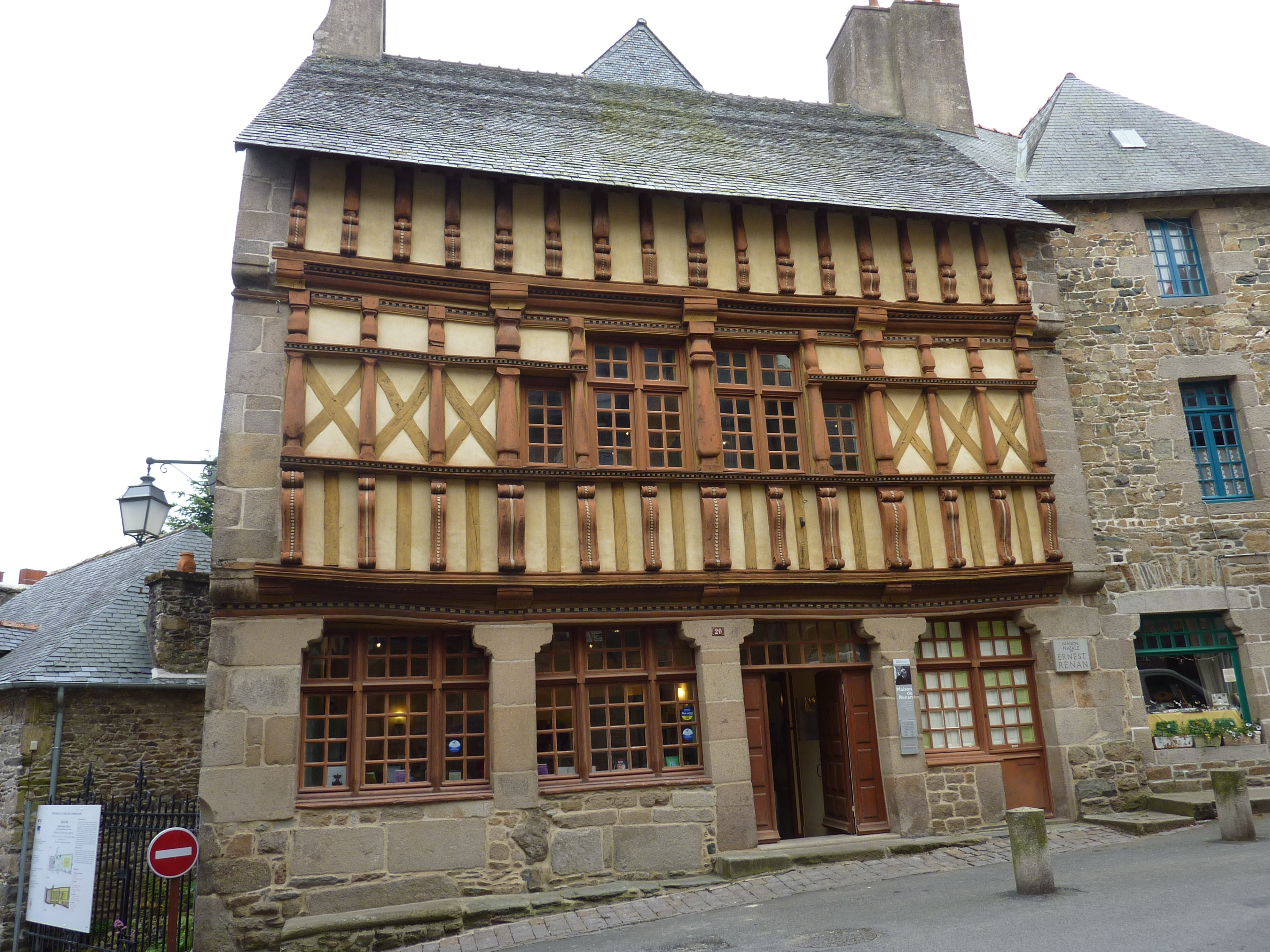
La maison d'Ernest Renan : la façade donnant sur la rue.
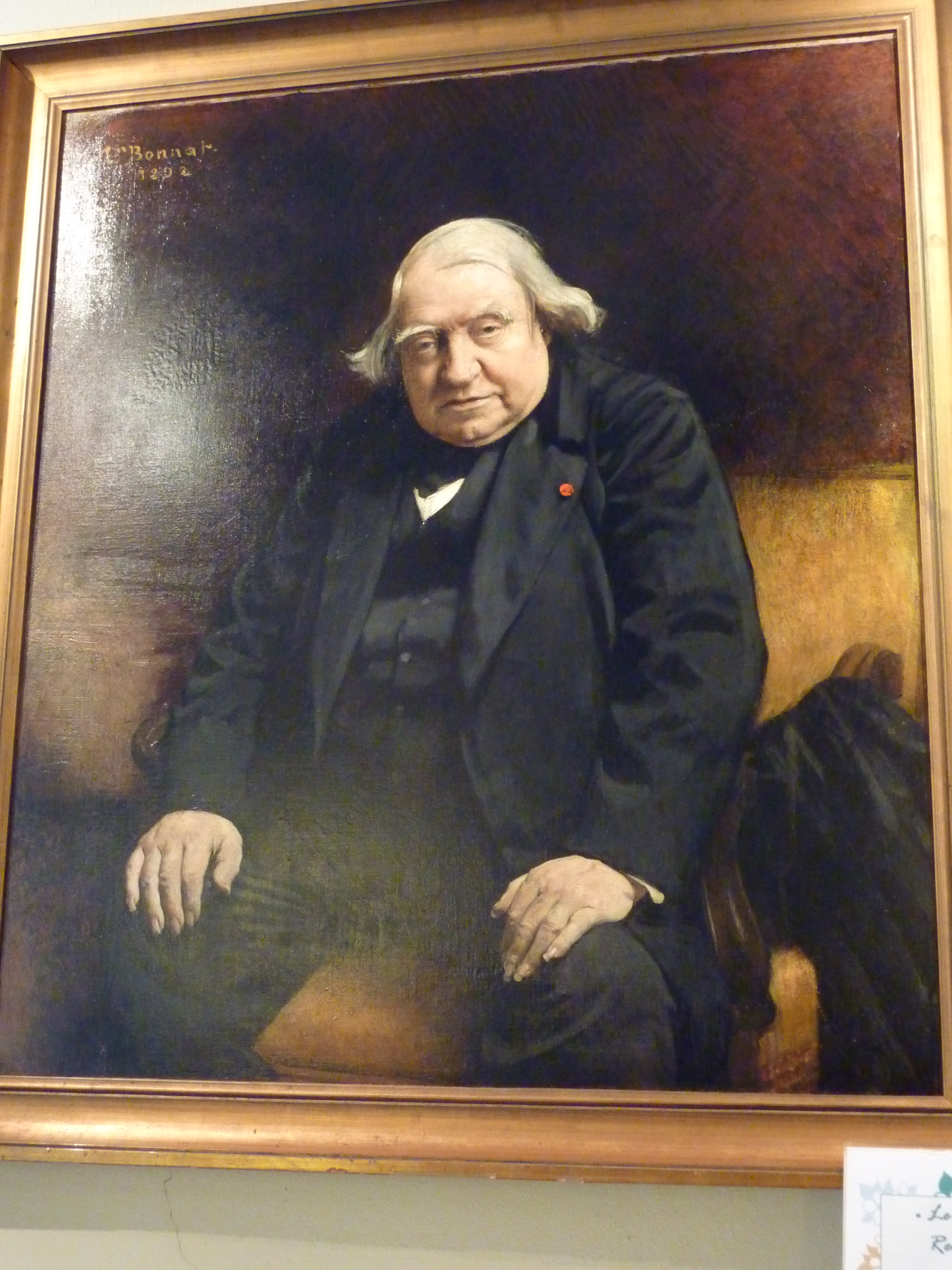
Portrait d'Ernest Renan dans sa maison natale.
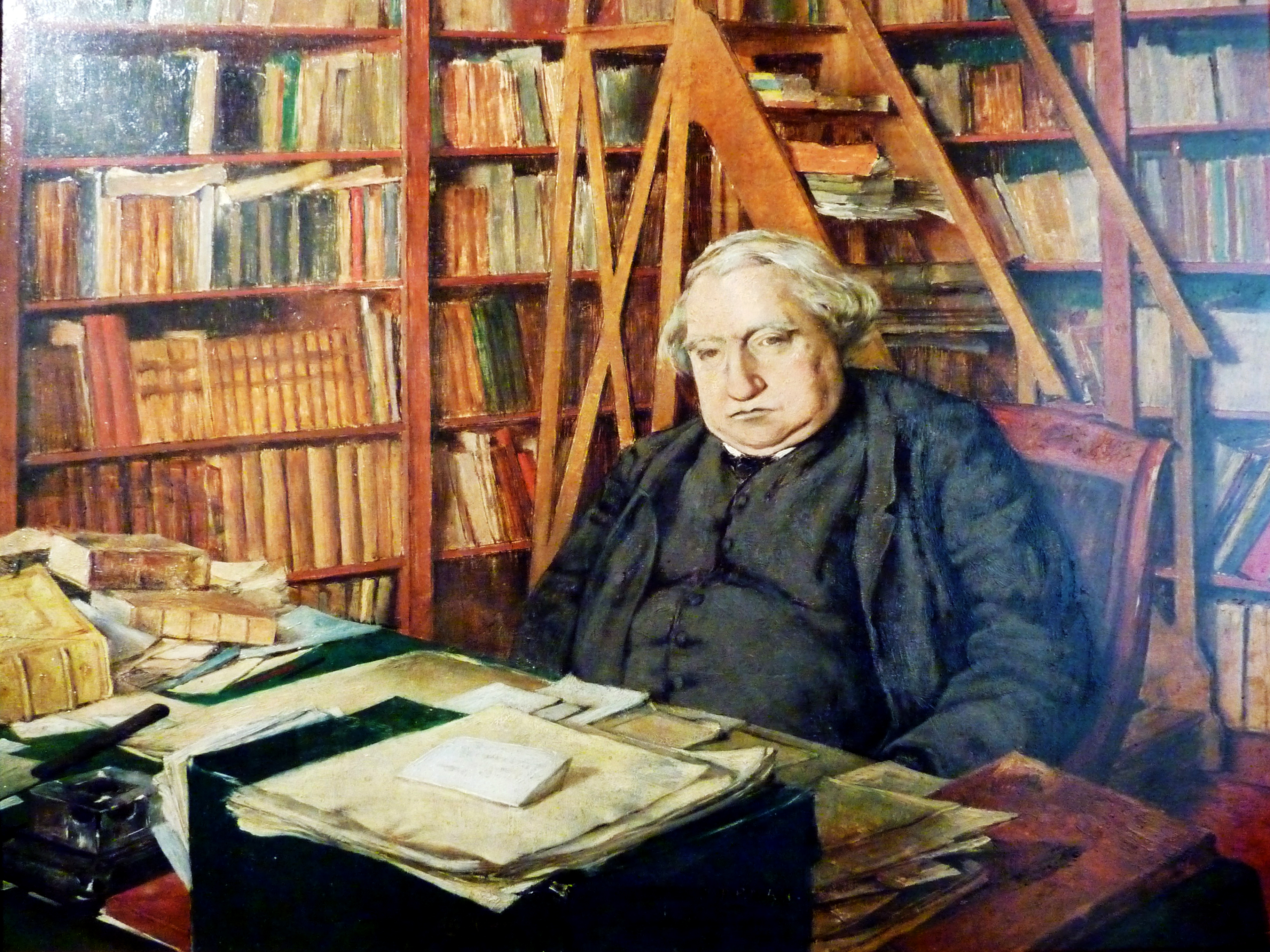
Portrait d'Ernest Renan dans son bureau.
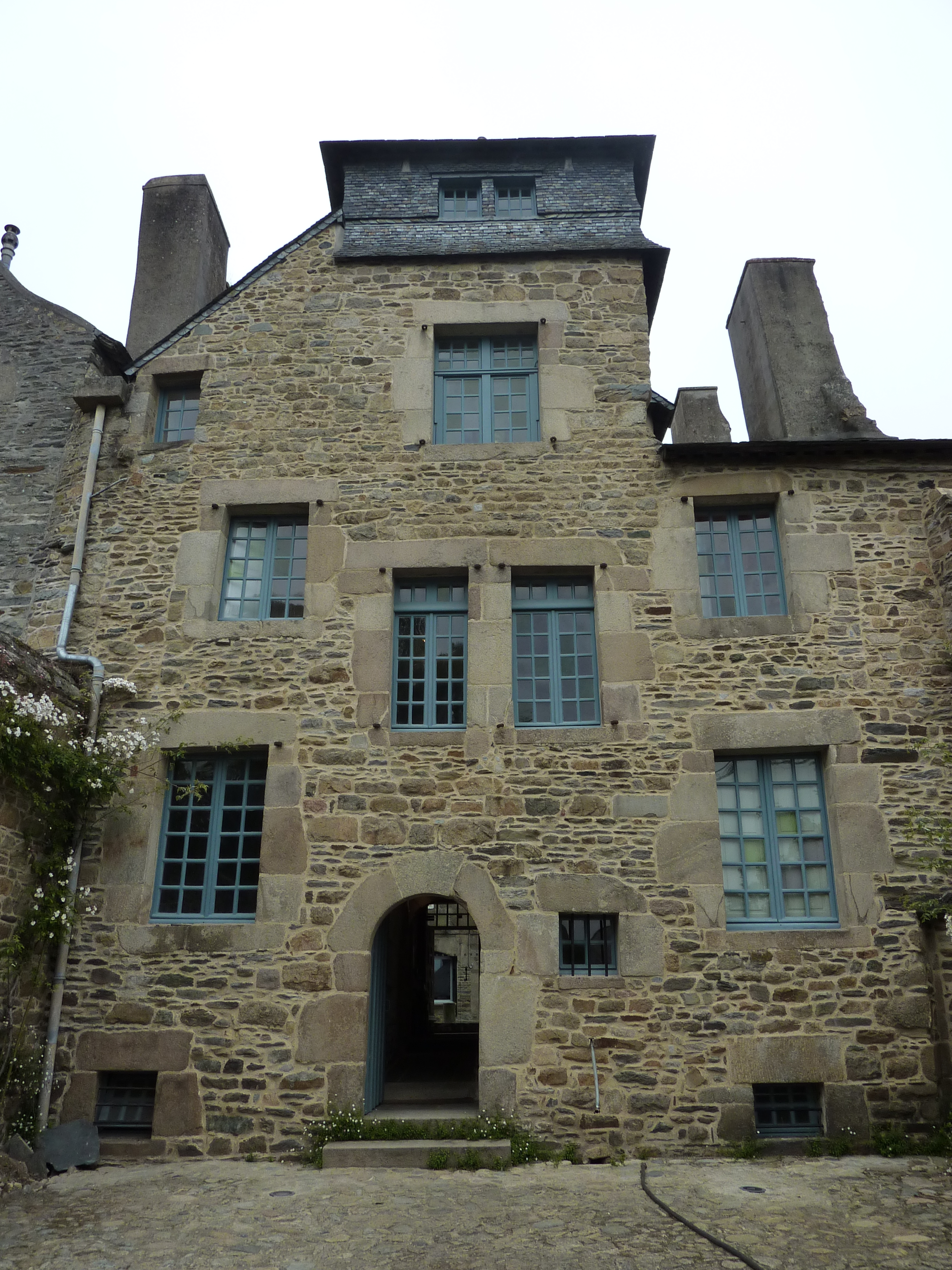
La maison d'Ernest Renan : façade arrière donnant sur le jardin.
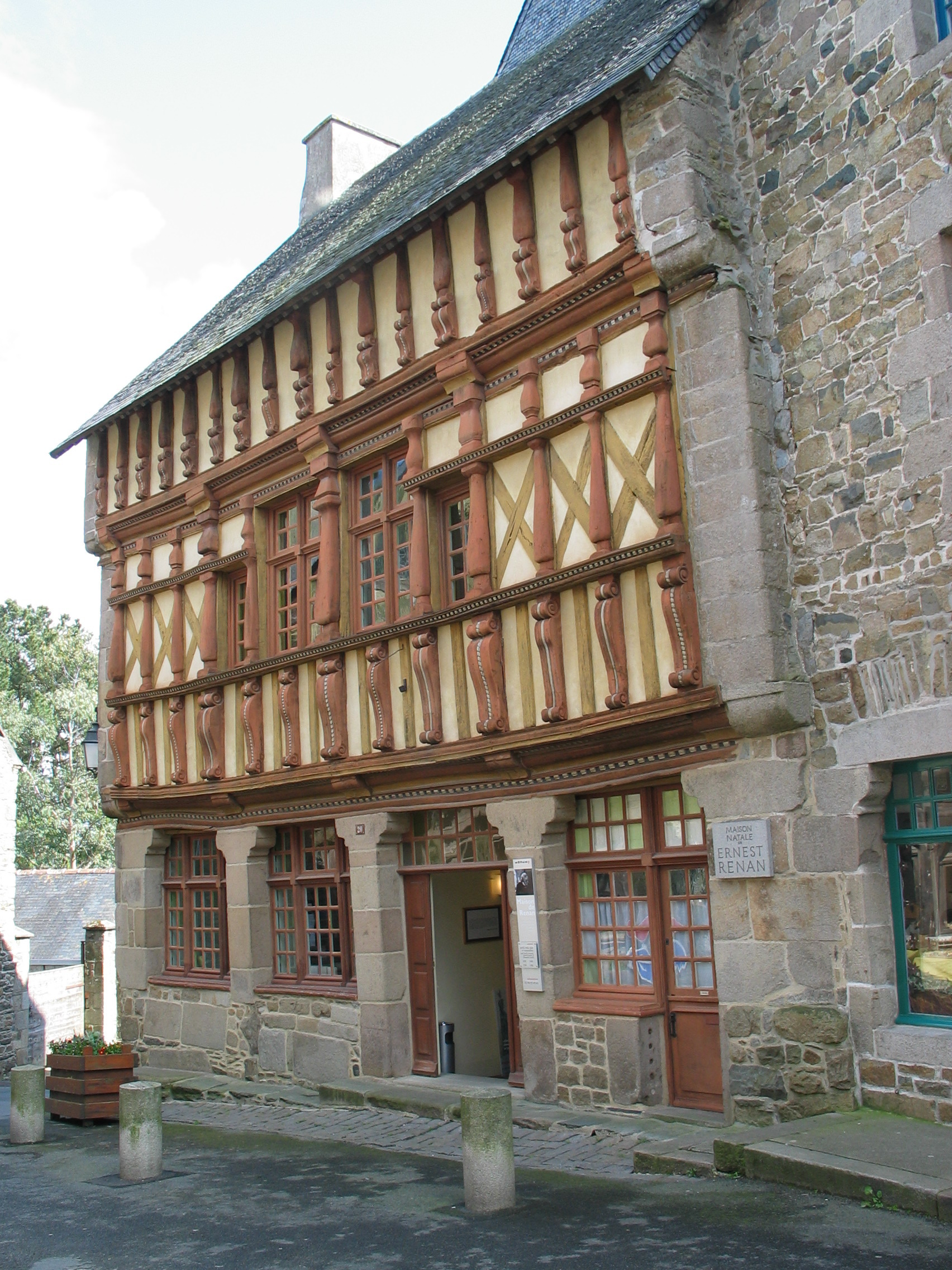
La maison natale d'Ernest Renan.

### Bâtiments religieux
- Cathédrale Saint-Tugdual, place du Martray, classée par la liste des monuments historiques protégés en 1840 au titre des monuments historiques[108]. Datant des XIVe et XVe siècles (construite entre 1339 et 1435), elle possède trois tours qui dominent le transept. Celle du sud s'élève à 63 mètres et date de 1785, elle laisse voir à sa base le « porche des cloches » qui date de 1438 et est surmonté d'une fenêtre flamboyante. La tour du Sanctuaire, de style gothique occupe la croisée et reste inachevée. La tour Hastings est la plus ancienne : de style roman, elle est une survivance de l'ancienne cathédrale du XIIe siècle.

La nef en granite est soutenue par des arcades gothiques. Sous le triforium court une frise sculptée en tuffeau. Les voûtes, éclairées par des fenêtres hautes, sont de style Tudor. Les vitraux du chœur, faits par le maître-verrier de Quintin Hubert de Sainte-Marie, illustrent des thèmes bibliques de l'Ancien Testament ou de l'Évangile. Une grande verrière dans le bras droit du transept illustre de nombreux saints bretons dont les sept saints fondateurs.
Près du porche sud, un groupe statuaire du XVe siècle se remarque : « Saint Yves entre le riche et le pauvre ». La cathédrale contient aussi : des enfeus datant du XVe siècle de chevaliers en armure ; un reliquaire du chef de saint Yves dans une châsse en bronze doré datant du XIXe siècle ; un gisant de Jean V, duc de Bretagne, datant de 1945 : le tombeau de saint Yves, datant de 1890, de style néogothique : Saint Yves œuvre de Jean-Marie Valentin (1823 - 1896) mention honorable en 1888 ; 48 stalles Renaissance dans le chœur avec leurs miséricordes sculptées.
La cathédrale est érigée en basilique mineure en 1947. Son pavillon a été restauré en 2003, à l'occasion des cérémonies commémoratives du 700e anniversaire de la mort de saint Yves. Il est exposé dans le chœur, de même que le tintinnabulum, les deux insignes de toutes les basiliques.

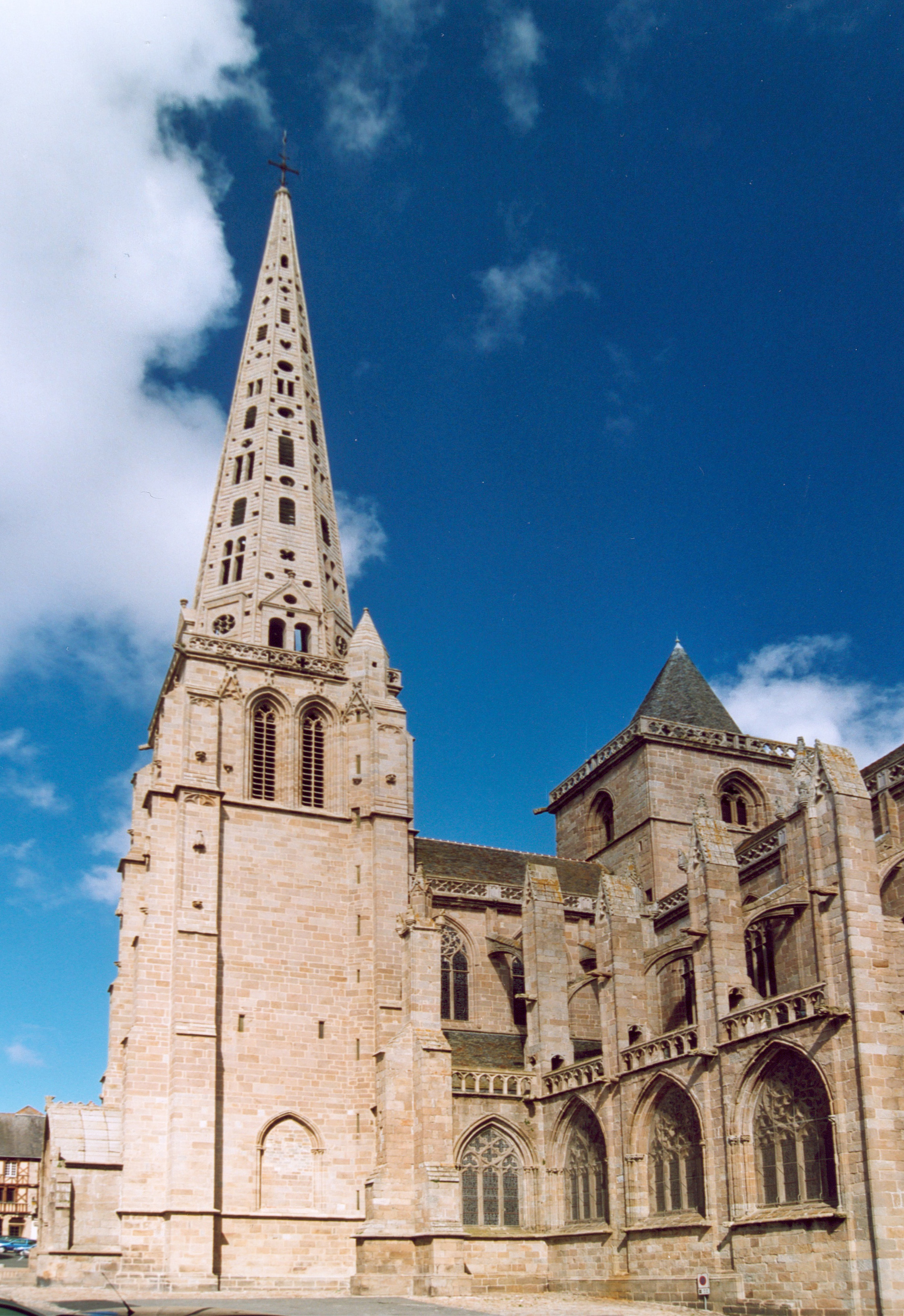
Cathédrale: la tour Sud et la tour du Sanctuaire.
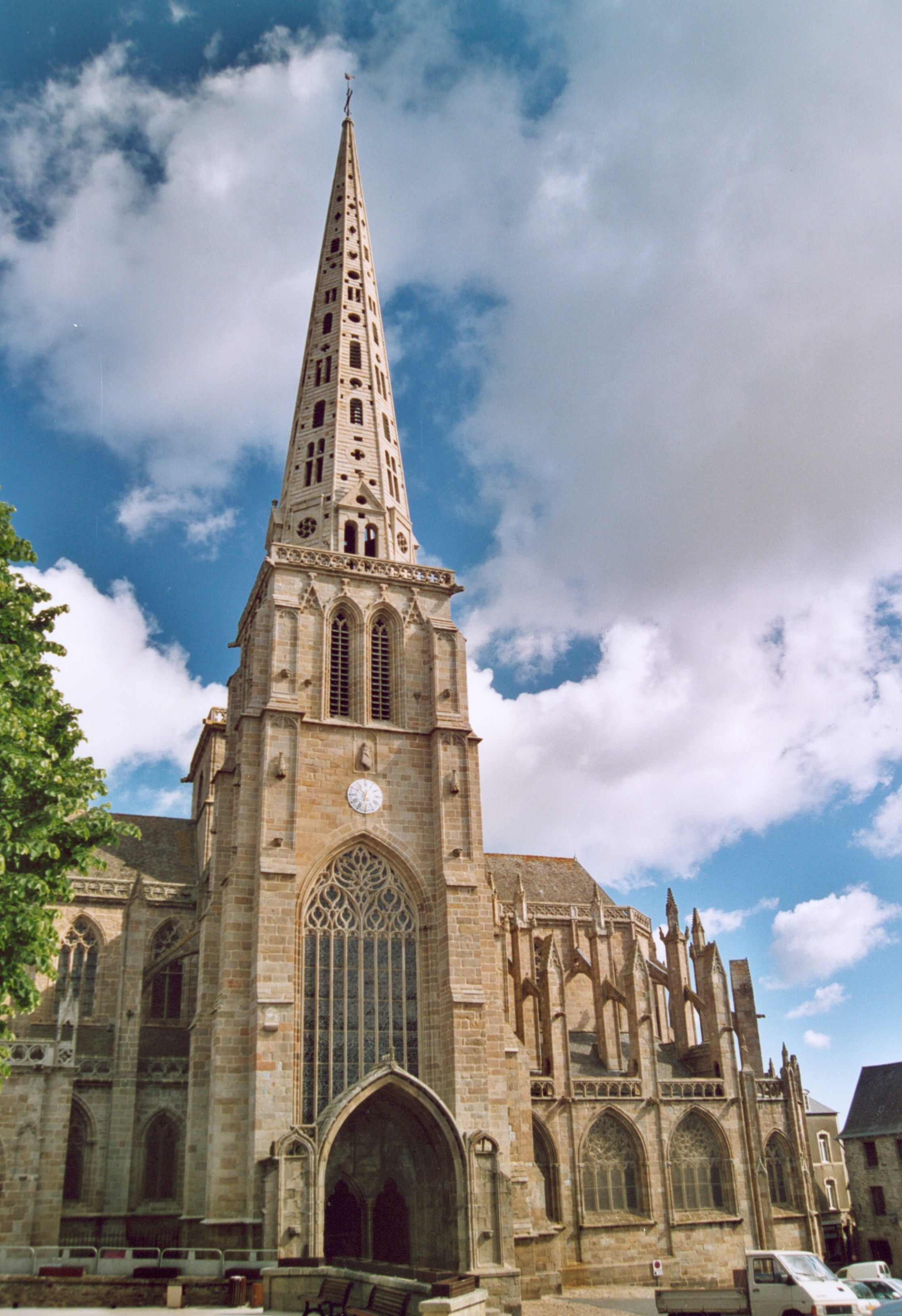
La cathédrale vue de la Place du Martray.
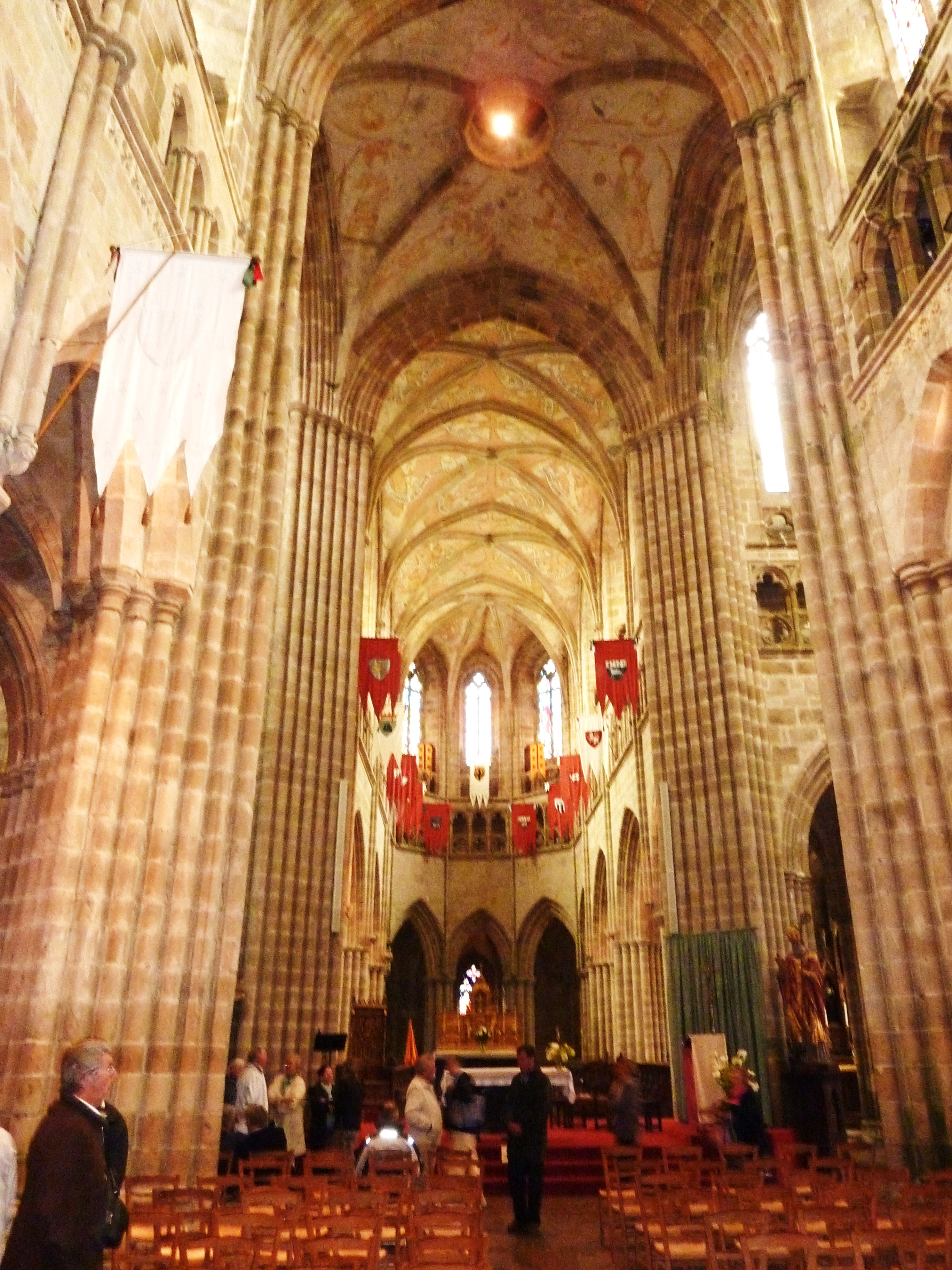
Cathédrale Saint-Tugdual : la nef et le chœur.
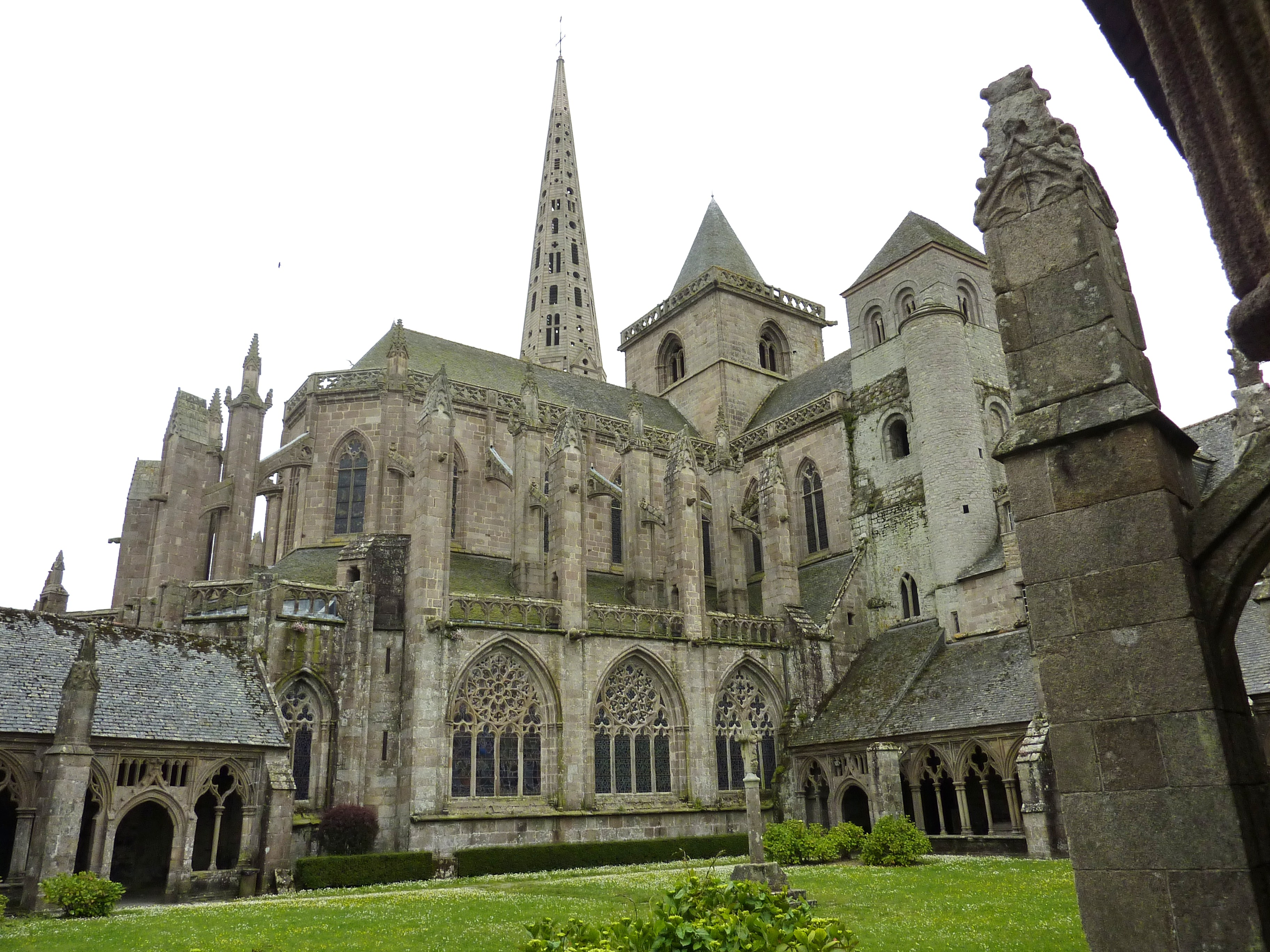
Les trois tours de la cathédrale vues du cloître.
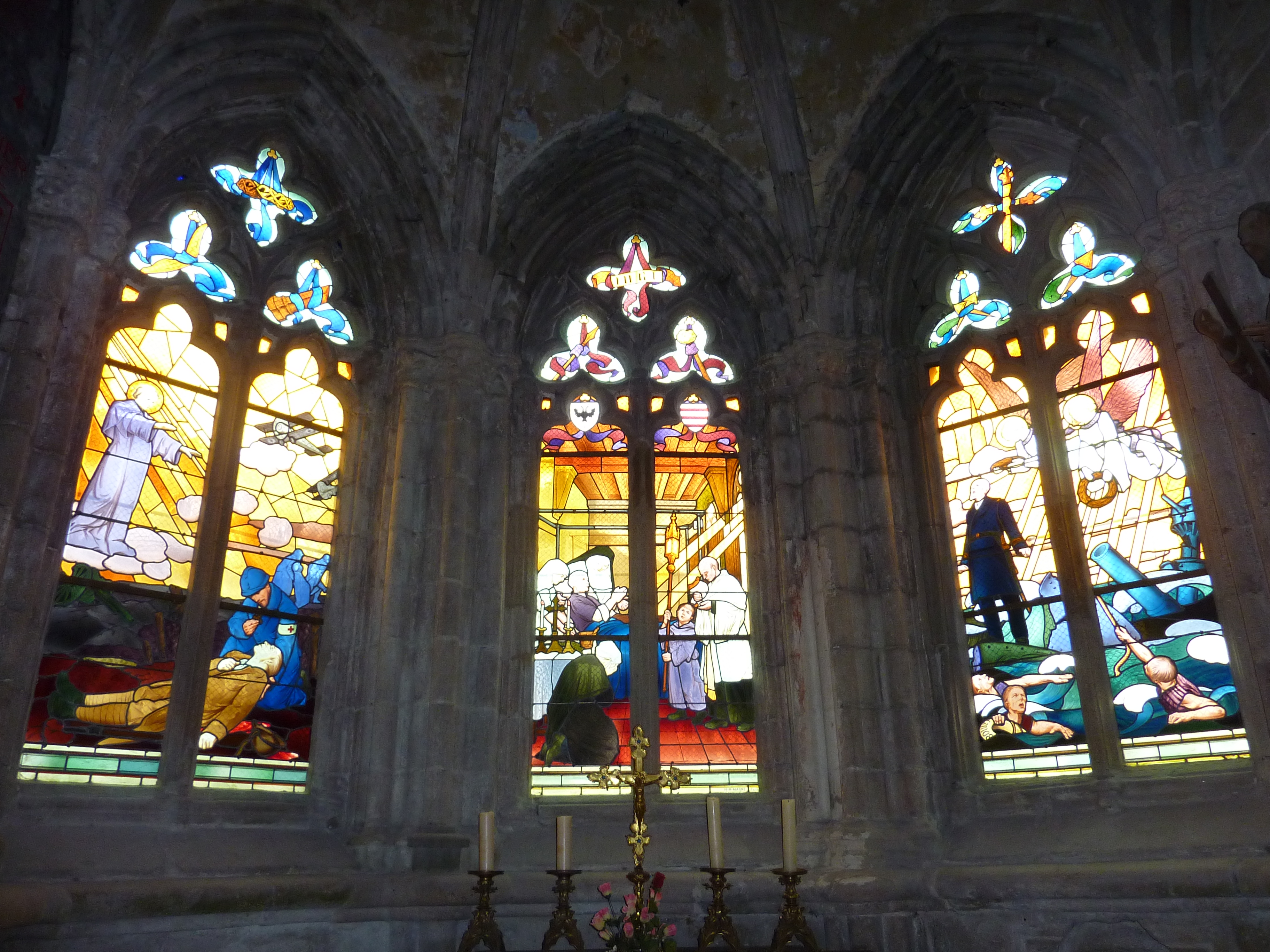
Vitraux du chœur de la cathédrale.
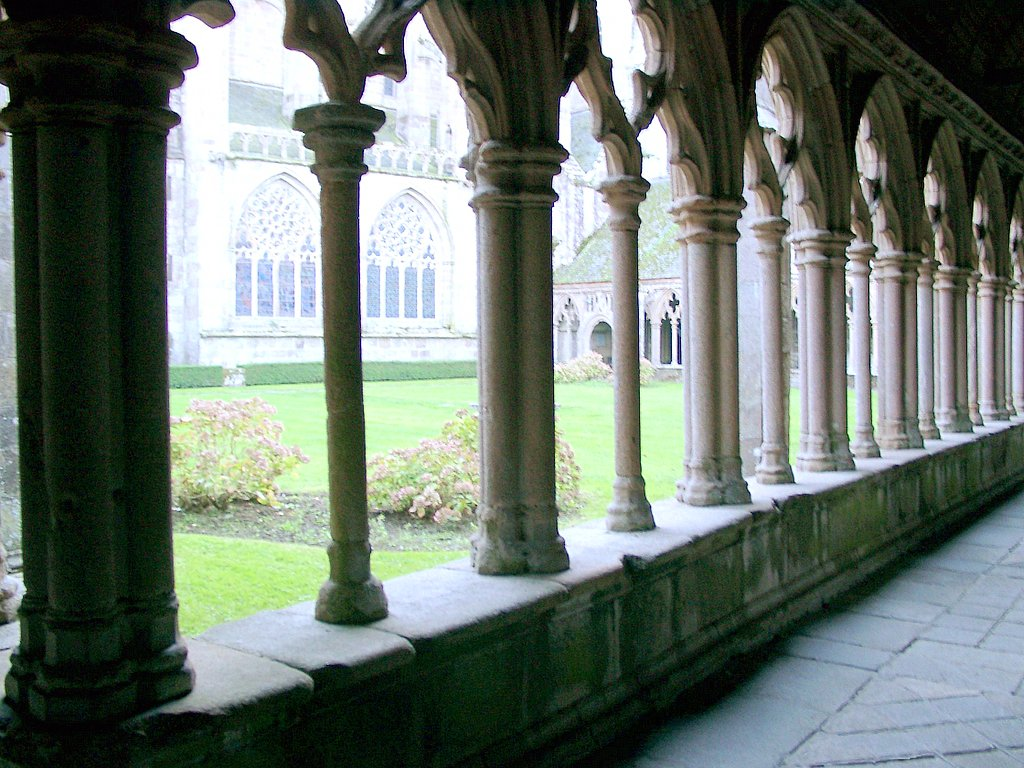
Le cloître de la cathédrale (1468).
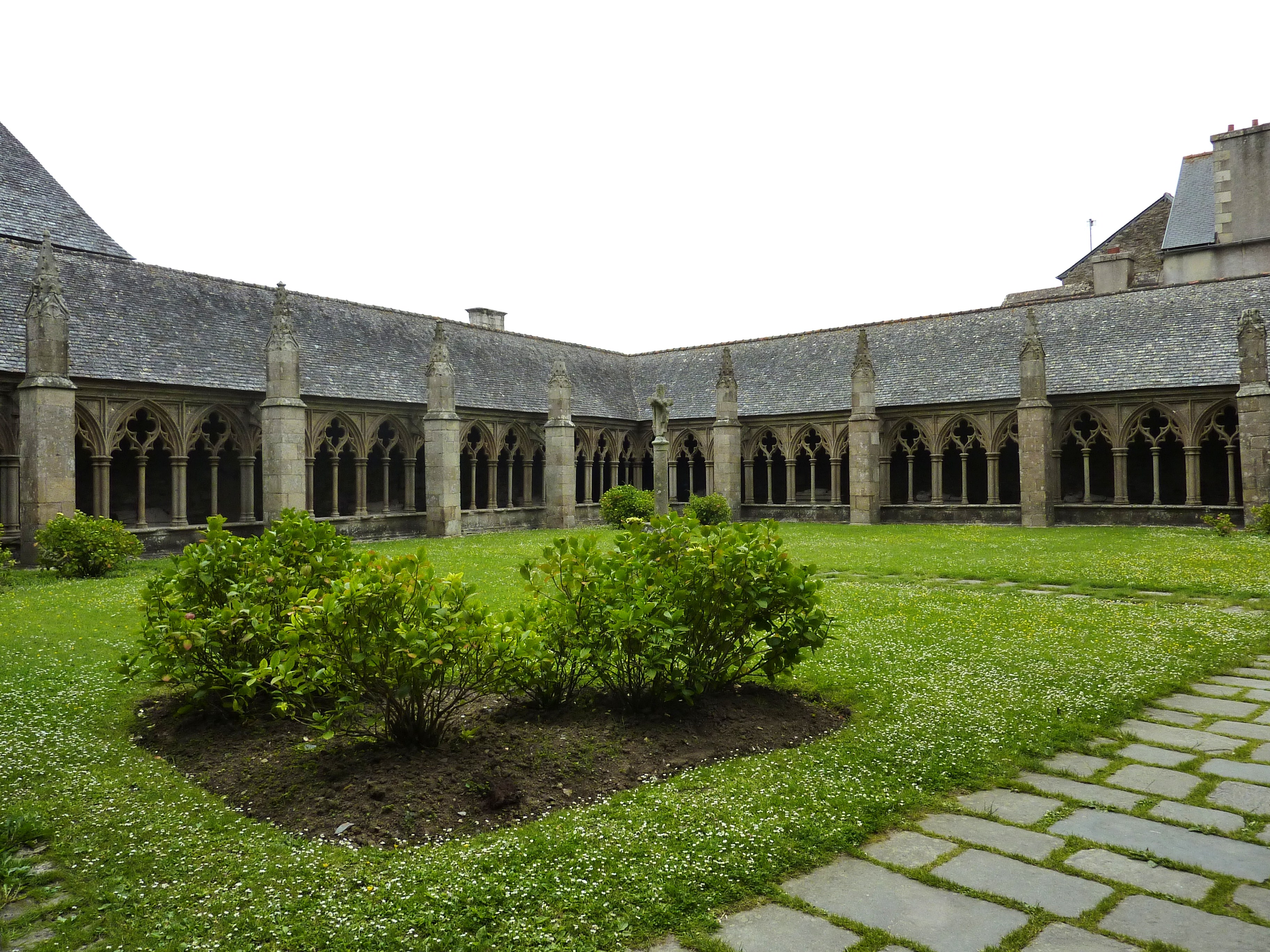
Le cloître gothique.
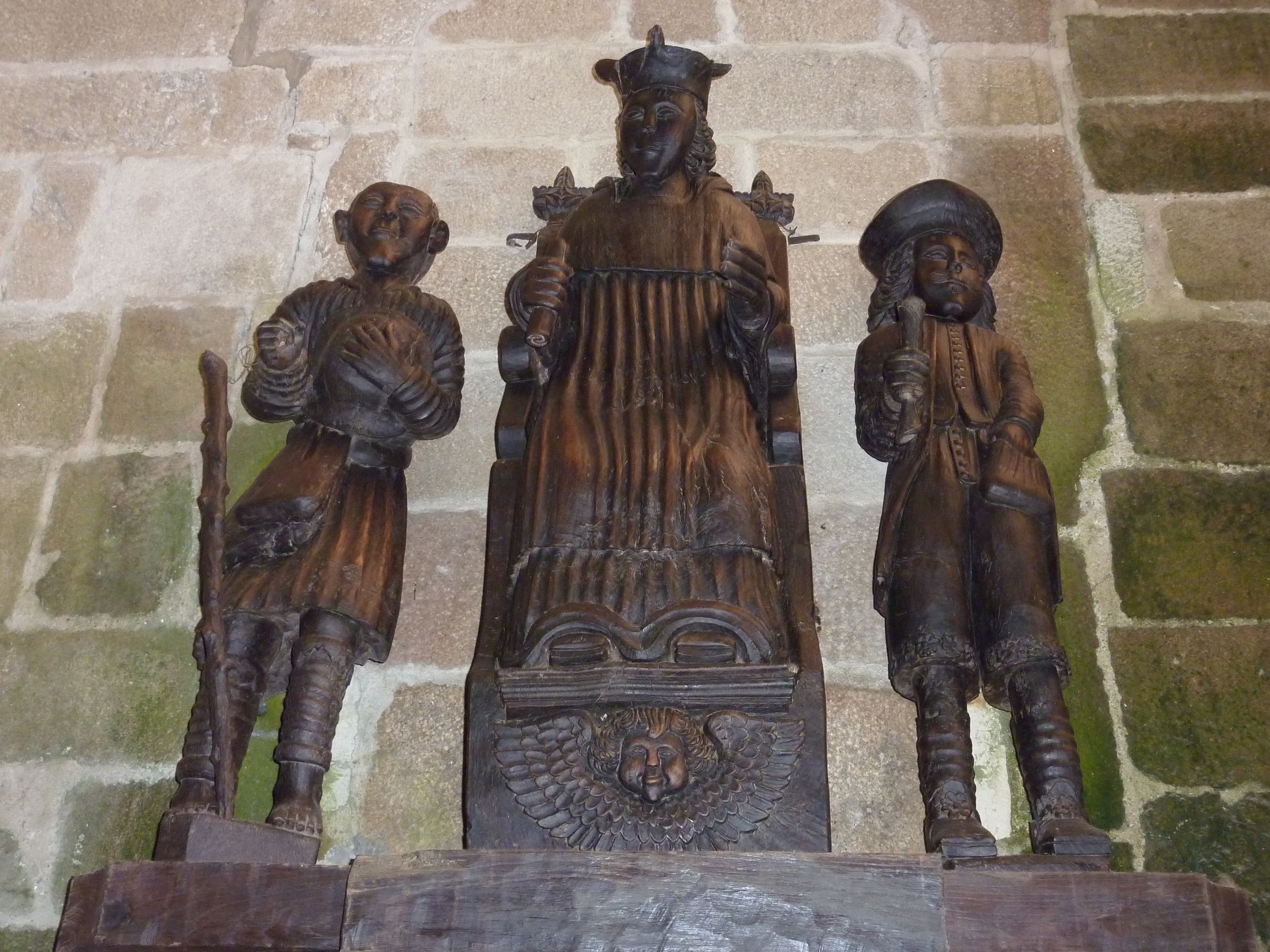
Groupe statuaire de saint Yves entre le riche et le pauvre (XVe siècle).
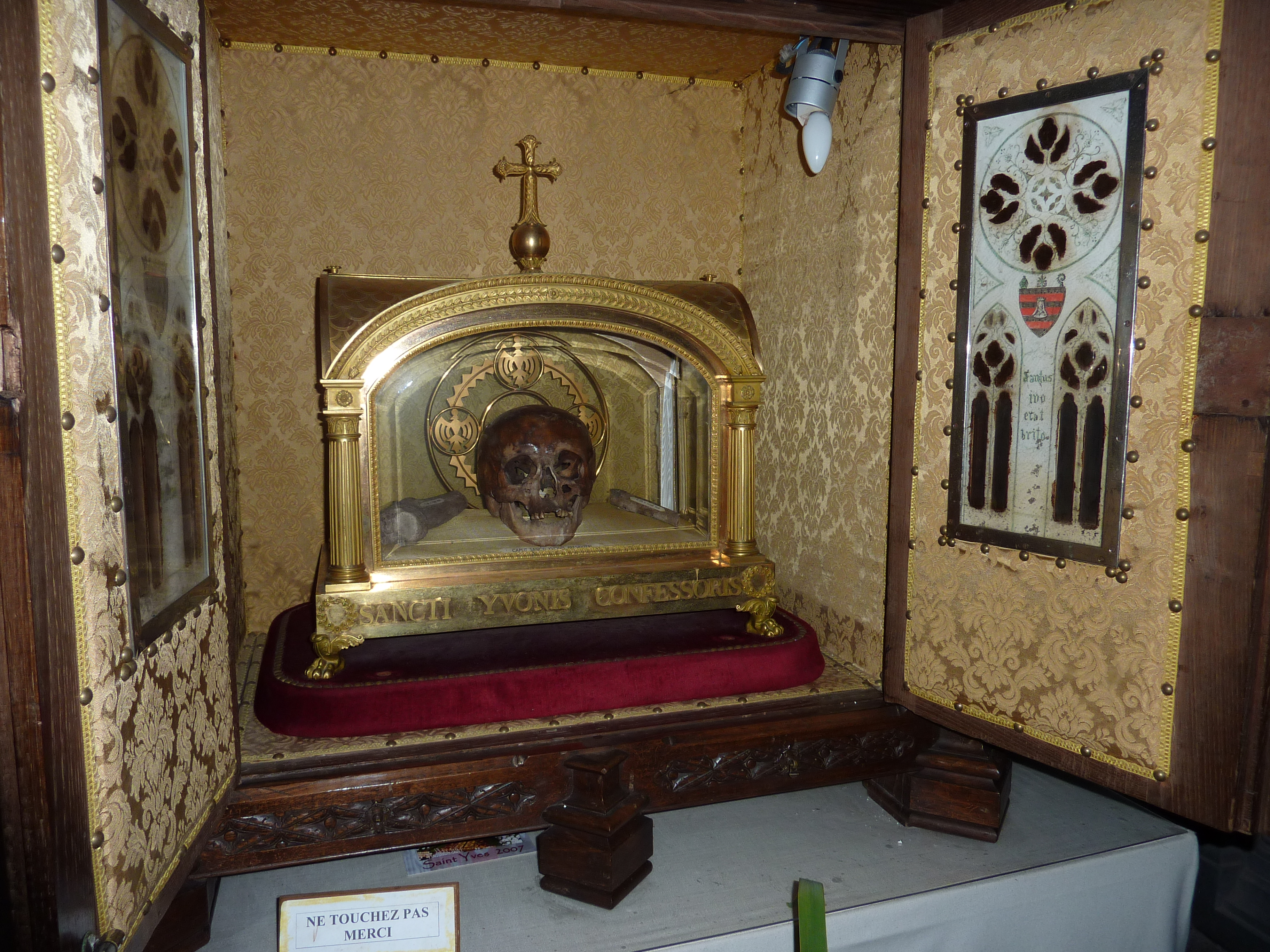
Le chef de saint Yves dans sa châsse en bronze.
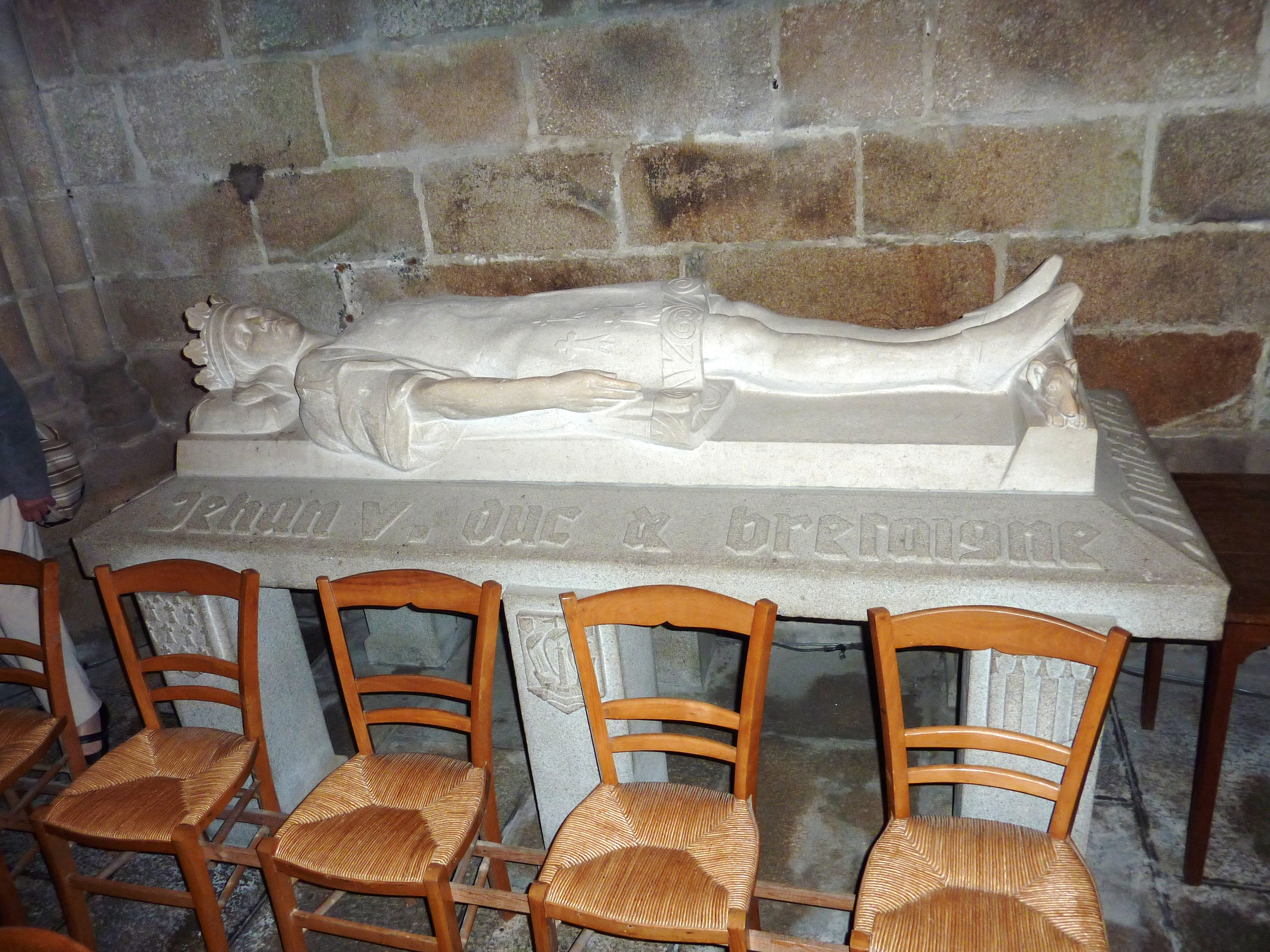
Cathédrale: le gisant de Jean V, duc de Bretagne.
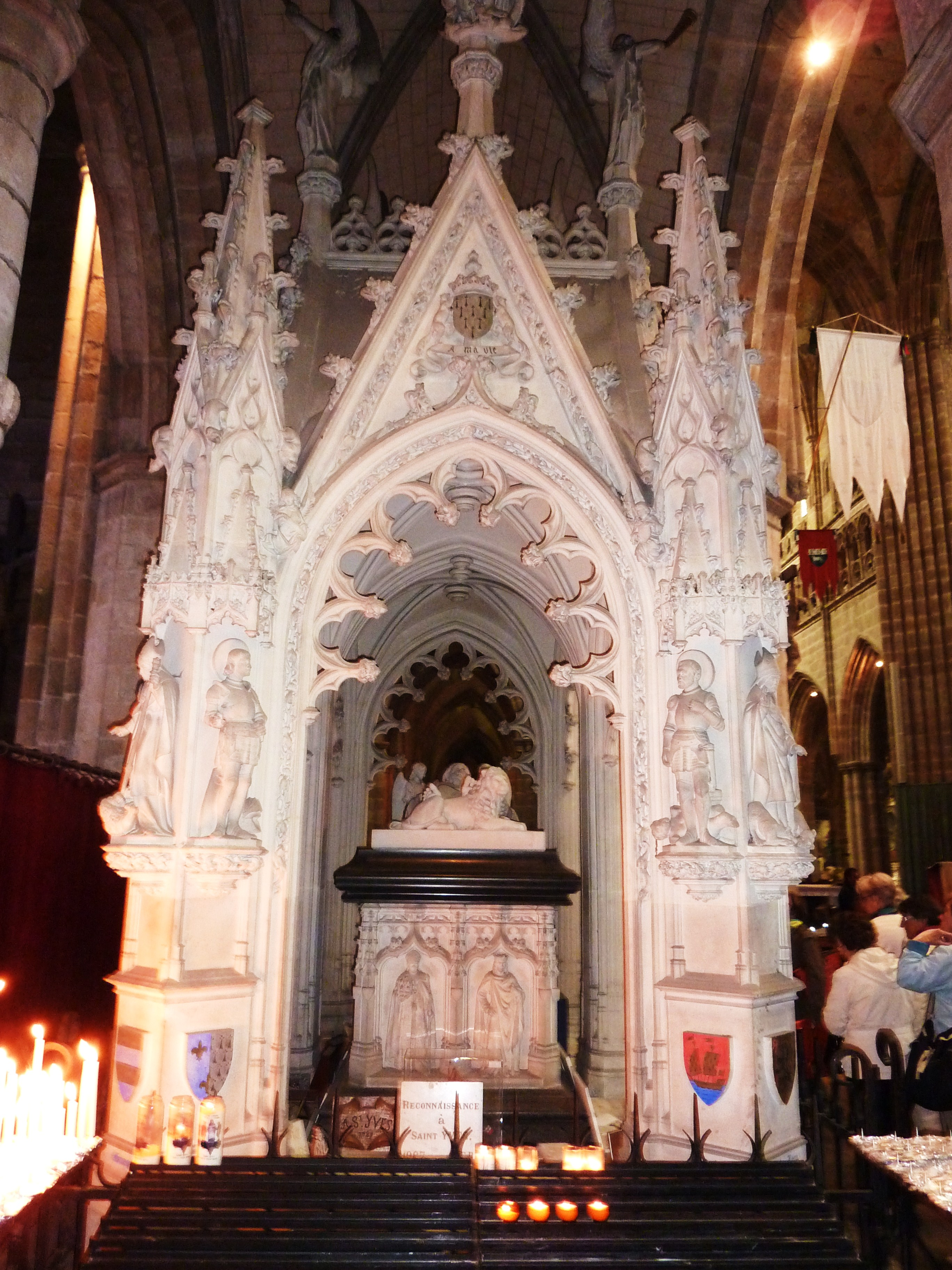
Le tombeau néogothique de saint Yves (1890).
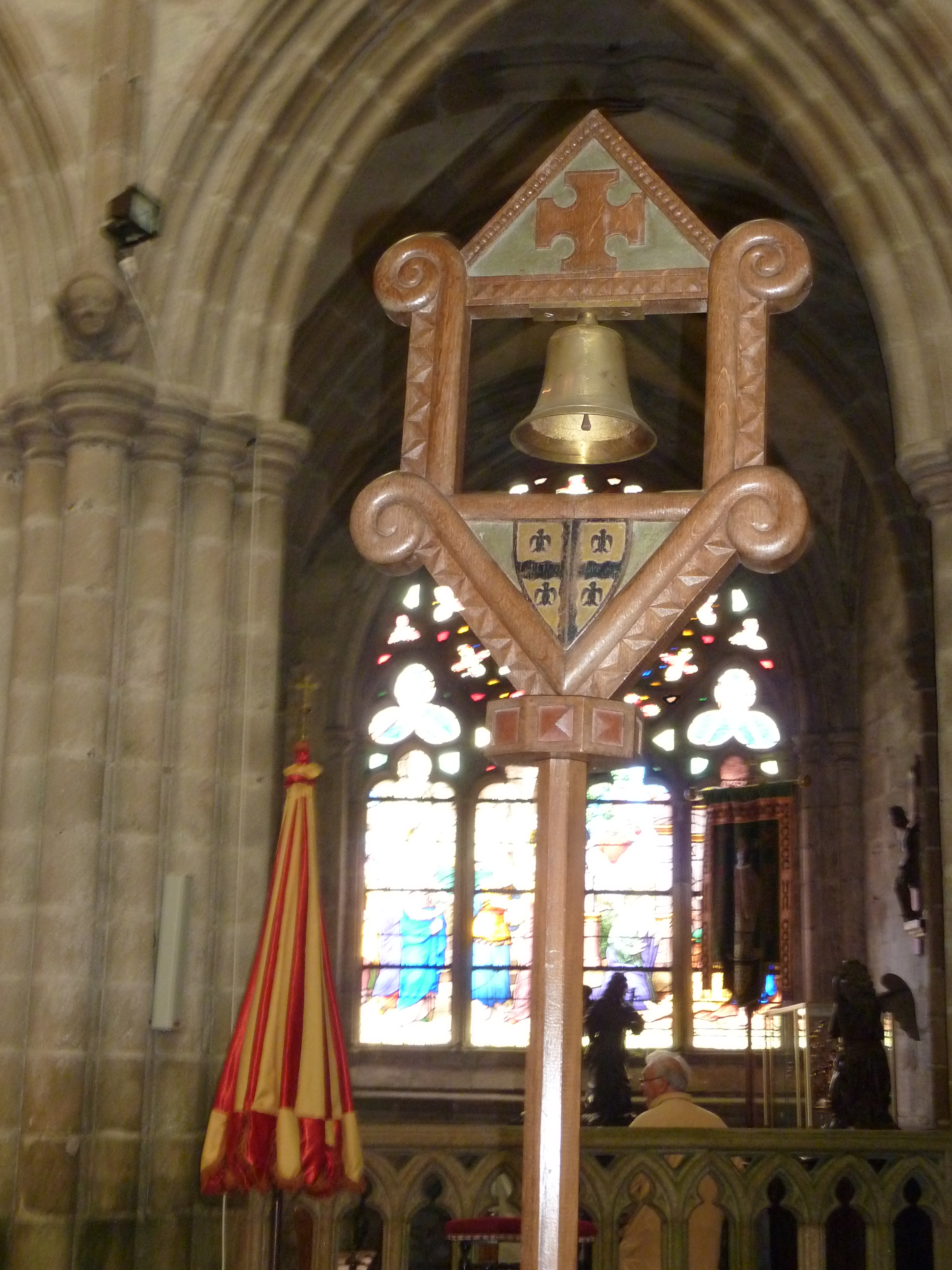
La cathédrale est aussi une basilique : le pavillon et le tintinnabulum.
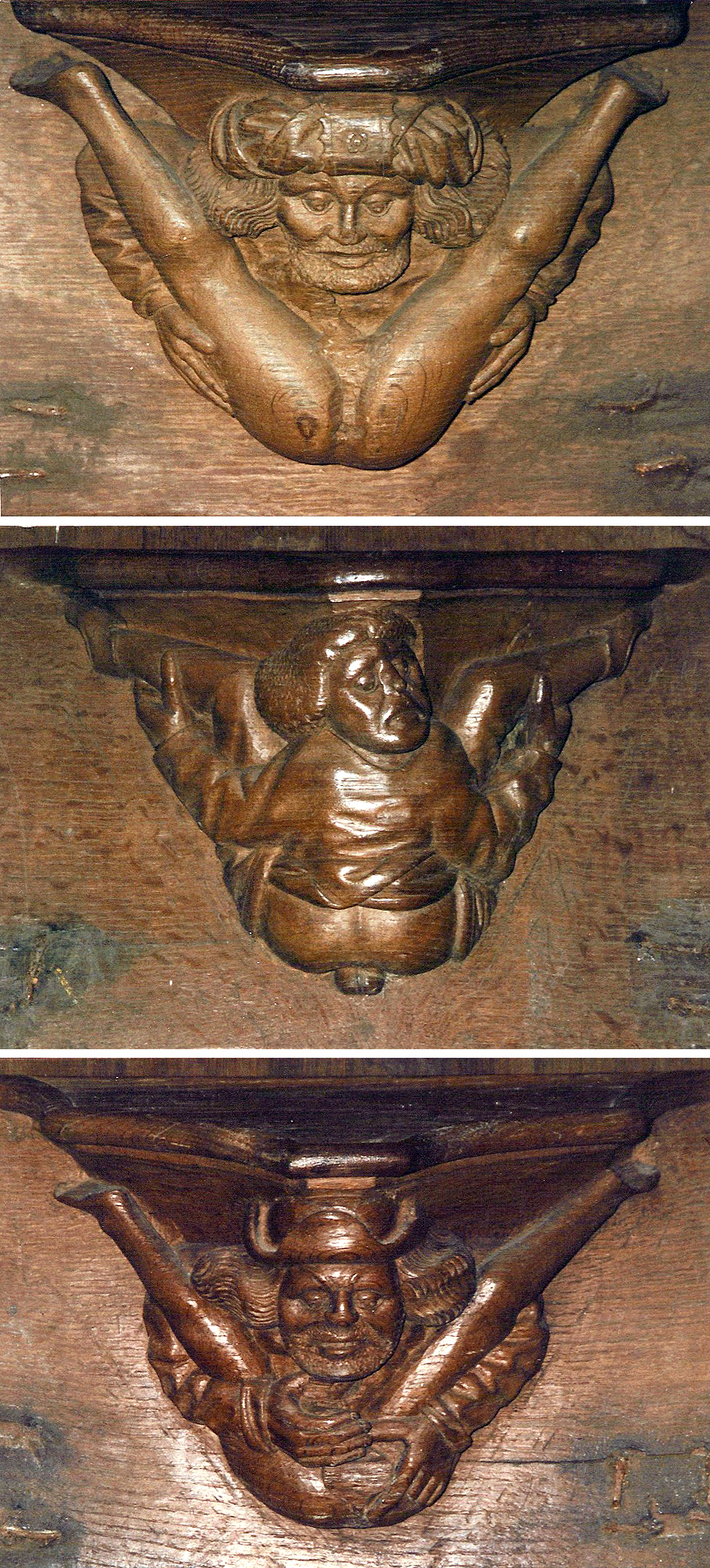
Miséricordes sculptées, stalles du chœur de la cathédrale.
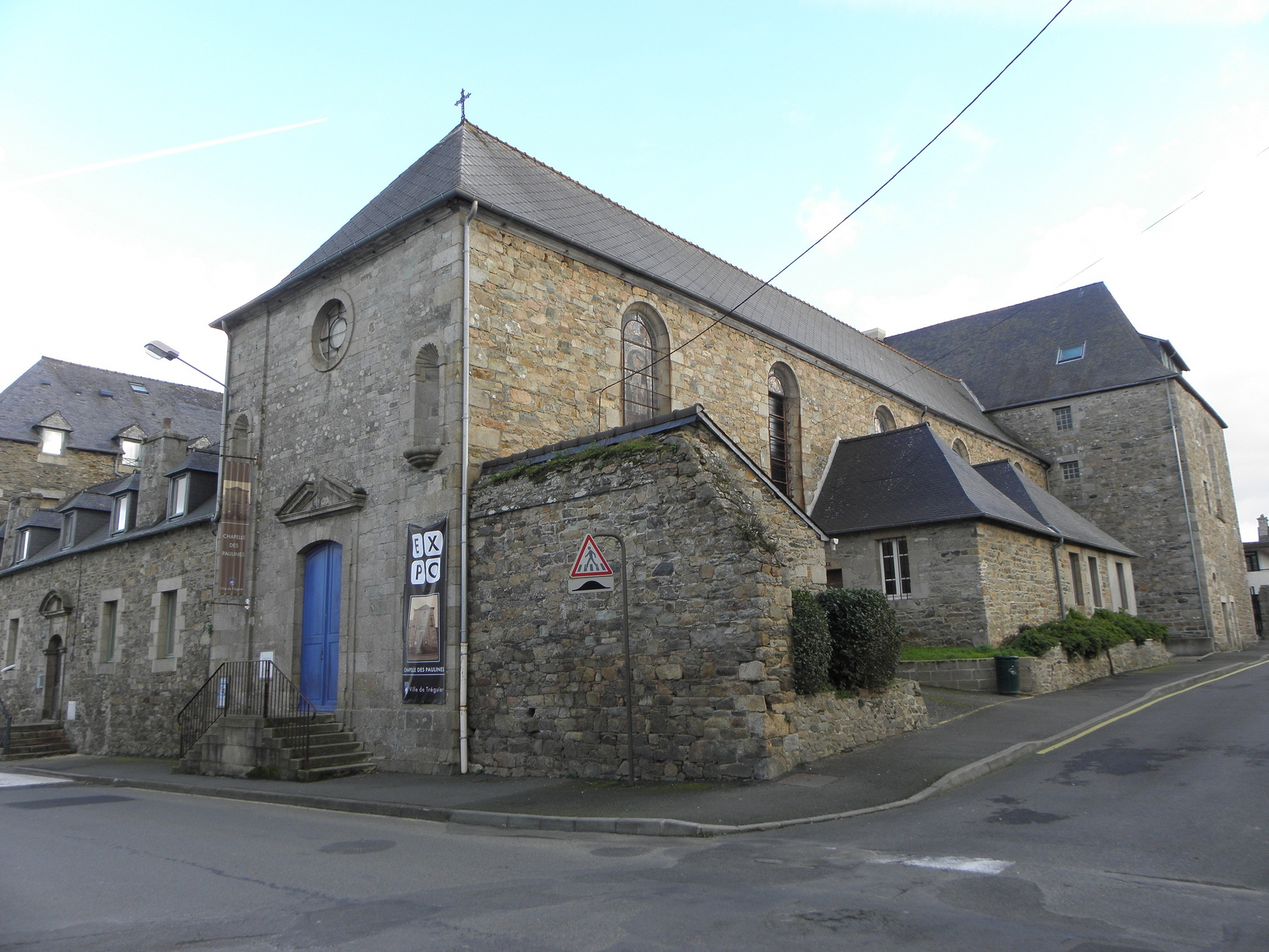
Chapelle des Paulines.

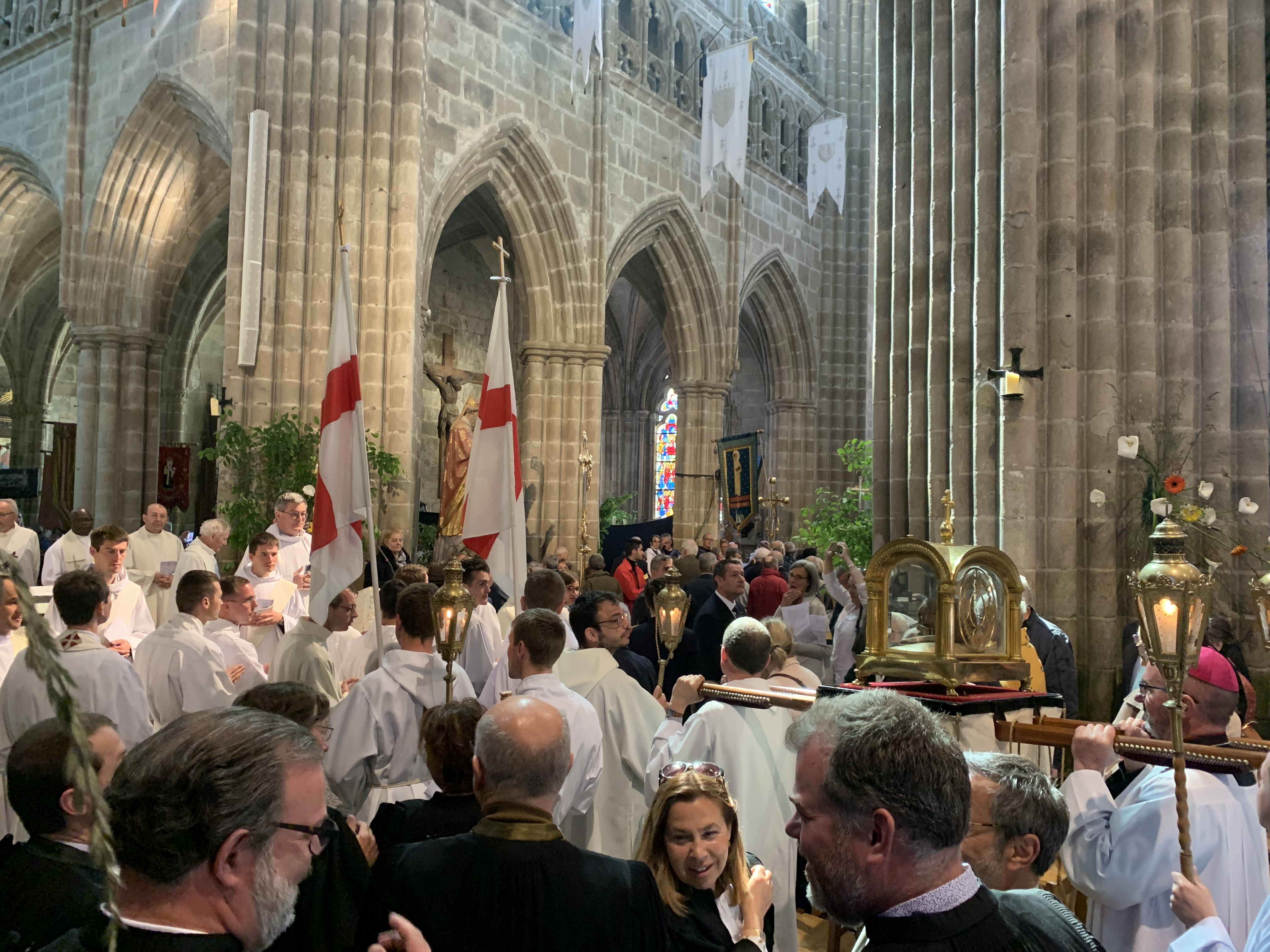
Pardon de Saint-Yves en 2023. La châsse du chef du saint portée par le clergé en la cathédrale Saint-Tugdual.

- Le trésor de la cathédrale[109]. montre de beaux meubles (chapier et meuble Renaissance, calices, ciboires, chasubles, étoles, chapes)
- Le cloître, adossé à l'évêché, est accessible à partir du transept de la cathédrale. Il forme un quadrilatère irrégulier et est constitué d'une quarantaine d'arcades de style gothique, en granite provenant de l'Île-Grande et de Pluzunet. Au milieu de la cour intérieure gazonnée se trouve un calvaire provenant de la chapelle de Keralio, en Plougrescant. La galerie de circulation présente de nombreux gisants du XVe au XVIIe siècle.

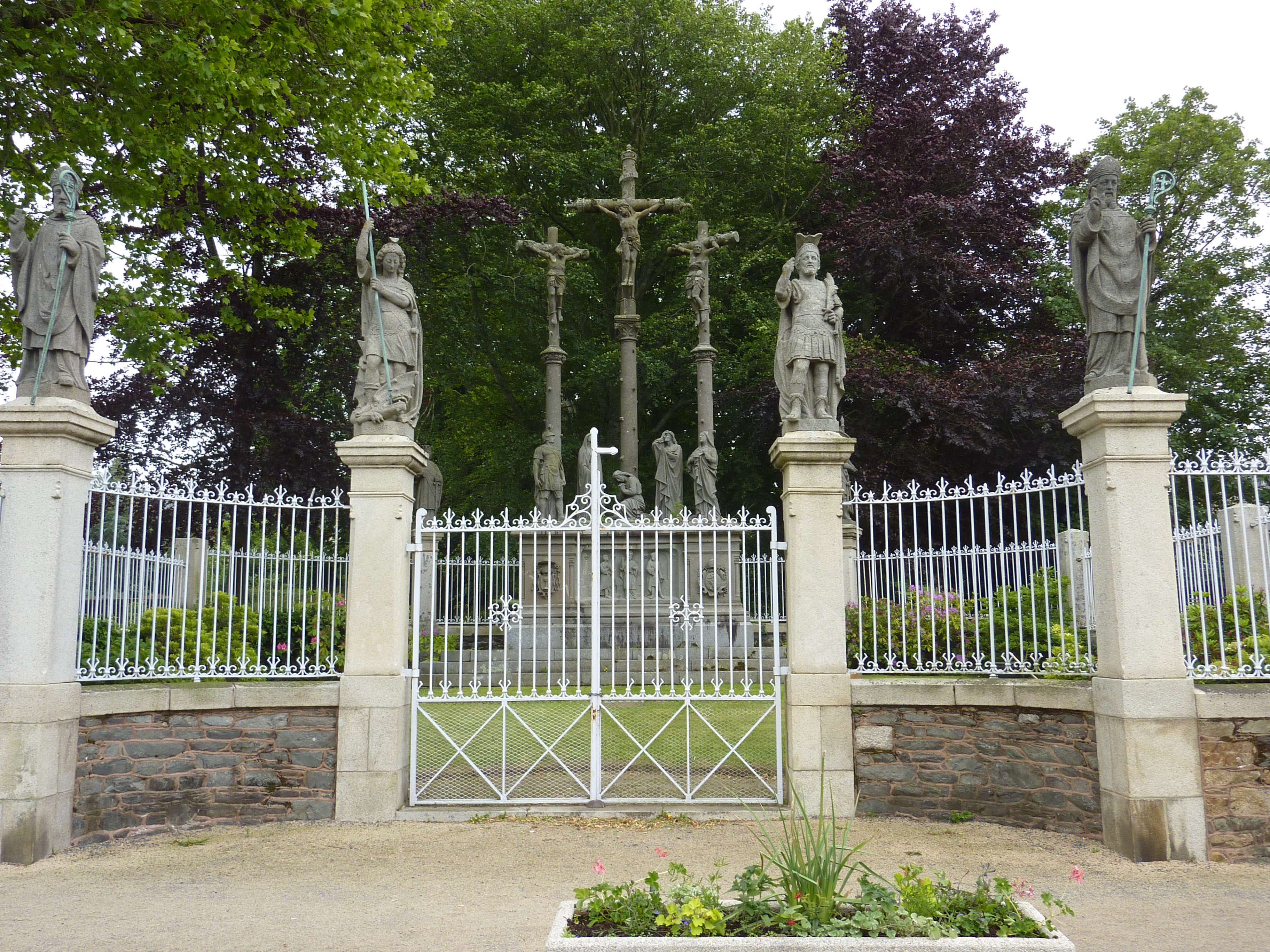
Le « calvaire de la Protestation » (1904).

- Couvent des Augustines, rue de la Chalotais, inscrit en 1997 au titre des Monuments historiques. La chapelle Sainte-Marie-Madeleine, est classée depuis 1999[110] ;
- Chapelle des Paulines, rue Paul-Raoul, inscrite au titre des monuments historiques par arrêté du 2 décembre 1992[111] ;
- église Saint-Michel, allée de Saint-Michel, dont le clocher datant de 1474 est classé en 1930 au titre des monuments historiques[112] ; la nef n'existe plus.
- Chapelle Notre-Dame, rue Chanterie (école Notre-Dame).
- Chapelle du grand séminaire, place de la République.
- Petite chapelle, place de la République (terrain privé).
- Le Calvaire de la Protestation, qui date de 1904, œuvre du sculpteur Yves Hernot, fut érigé en signe de protestation par les catholiques à la suite de l'érection de la statue d'Ernest Renan, place du Martray. Sous un relief représentant Saint Yves entre un homme riche et des pauvres, avec des statues de saint Tugdual, fondateur de Tréguier, et de saint Brieuc. Ils sont entourés de statues représentant des saints de « combat spirituel » : saint Maurice, saint Georges, Jeanne d'Arc et saint Louis. Ils sont flanqués de saint Pierre et saint André.

### Musées
- Musée Ernest-Renan

### Tableaux représentant Tréguier et sa région
- Joseph-Félix Bouchor : Le cloître de Tréguier (Musée d'Arts de Nantes)

## Contes et légendes
- La chauve-souris et le cloître de la cathédrale de Tréguier :

« Au temps jadis, une souris vint à demander l'hospitalité à une hirondelle qui avait bâti son nid dans une vieille cheminée et couvait ses œufs ; celle-ci, que son mari avait abandonnée, y consentit, mais à la condition que, durant trois jours, la souris couverait à sa place. La souris accomplit sa tâche, puis elle partit. Voilà les petits éclos, mais ils étaient couverts de poils au lieu des plumes, et ils avaient une tête et un corps de souris, avec des oreilles et des ailes crochues comme le diable. L'hirondelle en mourut de chagrin ; après ses funérailles, la reine des hirondelles fit enfermer les orphelins dans le cloître de la cathédrale de Tréguier et leur défendit, sous peine de mort, de ne jamais sortir à la lumière du soleil. Voilà pourquoi on ne voit jamais de chauve-souris pendant le jour. »

- Saint-Yves, le pardon des pauvres par Anatole Le Braz[114].

## Personnalités liées à la commune
- Tugdual de Tréguier ou saint Tugdual, mort le 30 novembre 563, fondateur de la ville.
- Yves Hélory de Kermartin ou saint Yves (1253-1303) canonisé le 9 mai 1347.
- Le duc Jean V de Bretagne (1389-1442), inhumé en la cathédrale de Tréguier, dans la chapelle qu'il avait fait construire en l'honneur de Saint-Yves, où son gisant se trouve toujours dans le monument reconstruit au XVIIe siècle.
- Adrien d'Amboise (1551-1616), évêque de Tréguier de 1604 à 1616, fit reconstruire le palais épiscopal détruit pendant les guerres de religion.
- Augustin-René-Louis Le Mintier (1729-1801), dernier évêque de Tréguier avant la suppression du siège en 1790. Il fit construire en 1785, la flêche de la cathédrale de Tréguier. Son tombeau est situé dans la cathédrale de Tréguier, face au gisant du duc Jean V de Bretagne.
- Abbé Sieyès (1748-1836), chanoine de Tréguier en 1775.
- Yves-Nicolas Borie (1757-1805), homme politique, député du tiers-état aux États de Bretagne, préfet d'Ille-et-Vilaine.
- Athanase Clément de Ris (1782-1837), militaire et homme politique français du XIXe siècle.
- Hyacinthe du Pontavice de Heussey (1814-1876), poète, né à Tréguier en 1814, commandant de la Garde Nationale en 1848[115].
- Charles Tixier Damas de Saint-Prix, né le 4 septembre 1817 à Tréguier (fils de Charles-Jean-André Tixier Damas, comte de Saint-Prix, qui fut maire de Ploujean, et d'Émilie Barbe Guiton), décédé le 20 novembre 1894 à Ploujean, avocat, lieutenant de louveterie entre 1855 et 1883, chasseur de loup dans le centre de la Bretagne (il séjournait pendant la saison de chasse  à Kerbournet en Saint-Servais). Il est évoqué à de nombreuses reprises dans le livre de Frank Davies : Chasse aux loups et autres chasses en Bretagne publié en anglais en 1875[116].
- Ernest Renan (1823-1892), écrivain, philologue , historien du christianisme, membre de l'Académie française et de l'Académie des Inscriptions et belles-lettres, professeur au Collège de France , auteur de la Vie de Jésus (1863).
- Anatole Le Braz (1859-1926), écrivain et poète ; le Bois du Poète où est conservé son tombeau lui est dédié.
- Paul Le Flem (1881-1984), compositeur.
- Yann Sohier (1901-1935), activiste breton fondateur d'Ar Falz.
- Charles Lindbergh (1902-1974) possédait un manoir au large de Buguélès sur la commune de Penvénan, à proximité de Tréguier, entretenu par l'artiste trécorrois Joseph Savina.
- Henri Pollès (1909-1994), écrivain.
- Yves Le Dû (1920-2003), né à Tréguier, combattant des Forces françaises libres pendant la Seconde Guerre mondiale, Compagnon de la Libération.
- Pierre Matthey (1927-2014), artiste peintre suisse mort à Tréguier[117].
- Yvon Le Men (né en 1953), écrivain et poète.
- Jérôme Guézénec (né en 1973), pongiste.
- Yvon Le Corre (1939-2020), peintre, navigateur, et auteur ayant vécu à Tréguier.
- Joseph-François Raoul (1766-1816), capitaine de vaisseau français, né à Tréguier, a donné son nom à l'Île Raoul aux Kermadec[118].

### Héraldique
| Armoiries de Tréguier | Les armoiries de Tréguier se blasonnent ainsi : « D'azur au vaisseau équipé et habillé d'argent, surmonté à dextre d'un écusson du champ chargé de trois fleurs de lys d'or et à senestre d'un écusson d'hermine plain ». |